# Architecture des temples hindouistes
L'architecture des temples hindous présente une grande variété selon les époques, les matériaux utilisés, les régions et les cultures, initialement en Inde. De nombreux temples de religion hindoue se trouvent en dehors de l'Inde, soit dans les pays qui ont été dirigés par des souverains de religion hindoue (Cambodge, Indonésie), soit dans les régions avec une forte immigration de population indienne (Afrique de l'Est, Océanie).
Le temple hindou est, avant tout, la demeure de la divinité. Au cœur du sanctuaire se trouve sa statue ; pour la divinité sont célébrés les rituels, dont la puja, le rite d'offrande et d'adoration. Mais les rituels, comme la puja, sont souvent effectués en dehors du temple, comme à la maison ou dans la rue. Le temple est un lieu pour le darshan (la vision de l’être-divin), pour la pūjā (le rituel), la méditation, parmi les autres activités religieuses qui s'effectuent à l'abri du temple.
Les temples hindouistes sont dédiés, d'habitude, à une divinité primaire, appelée la divinité tutélaire, et à d’autres divinités subalternes associées à la divinité principale. En matière d'architecture on peut dégager quelques règles générales. Le temple hindouiste se compose, au minimum d'un cœur de sanctuaire, appelé garbha griha et d'un porche qui permet d'y accéder. Le sanctuaire est recouvert et protégé par une tour, plus ou moins haute, appelée Shikhara ou Vimana. L'entrée s'effectue par un porche avec une cloche. Puis, en fonction de la taille du temple, une ou plusieurs salles de prière ou d'assemblée (Mandapa) permettent d'atteindre le garbha griha. Dans certains temples se trouve un couloir, pradakshina pour permettre le rite de circumambulation autour du garbha griha. C'est-à-dire de déambulation dans le sens des aiguilles d'une montre. Le temple possède, en principe, un accès protégé. Le plus souvent, une enceinte rectangulaire sert à délimiter cet espace sacré.
Les dimensions d'un temple hindouiste peuvent varier de façon considérable entre un petit sanctuaire de campagne et les temples d'Inde du Sud qui sont de véritables villes. Les grands ensembles de temples, situés à l'intérieur d'une même enceinte, comportent un temple principal et des temples secondaires, situés autour. Chaque temple est attribué à une divinité et porte un nom. L'ensemble est lui-même dénommé, et l'on précise éventuellement le nom de la divinité principale à laquelle est attribuée le temple principal, placé au centre.
Les principes pour la construction des temples sont formalisés dans le Vastu shastra.

## Anciens temples

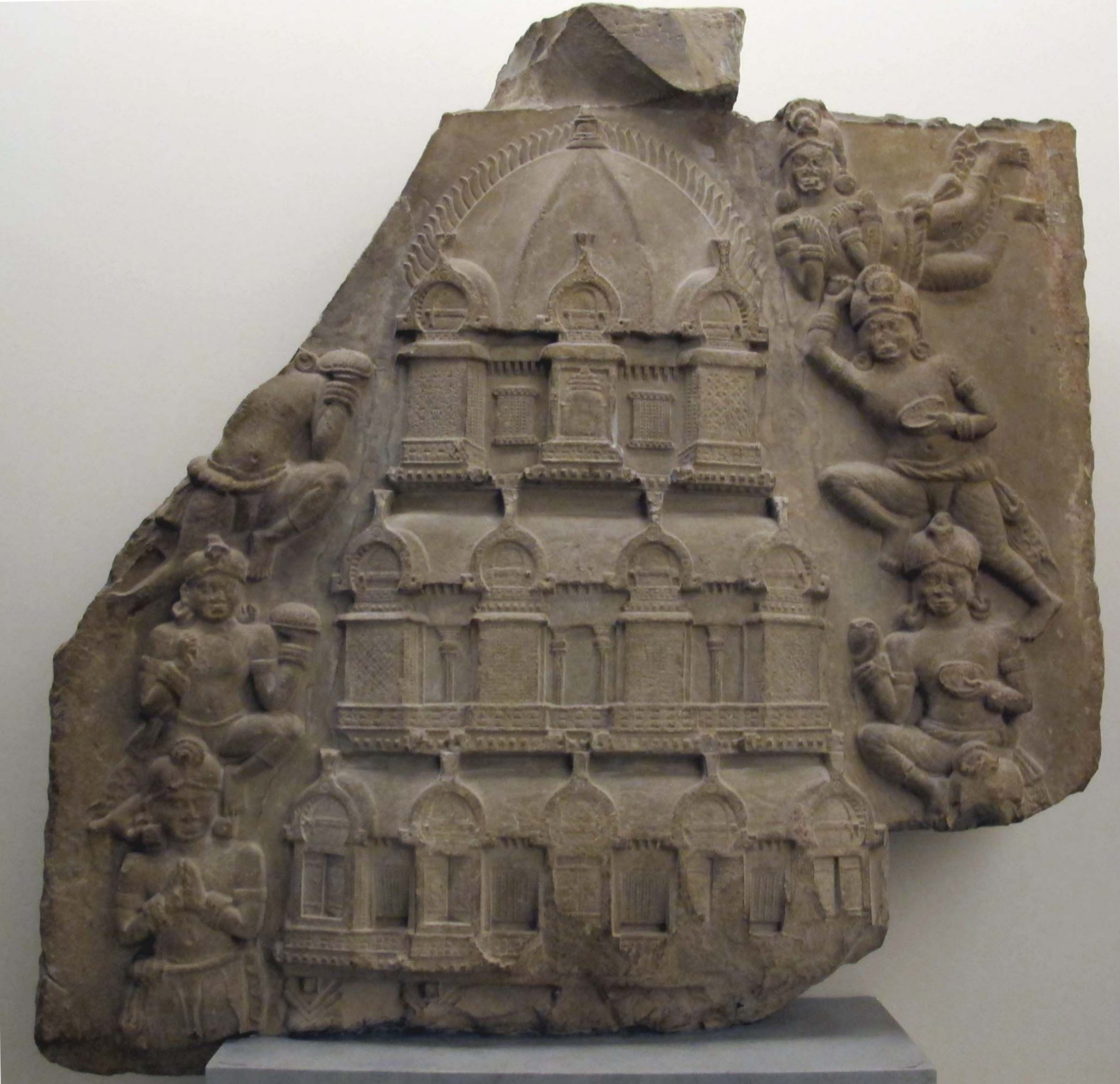
Tour bouddhique étagée. École d'Amaravati, fin. Relief marbre, Musée Guimet

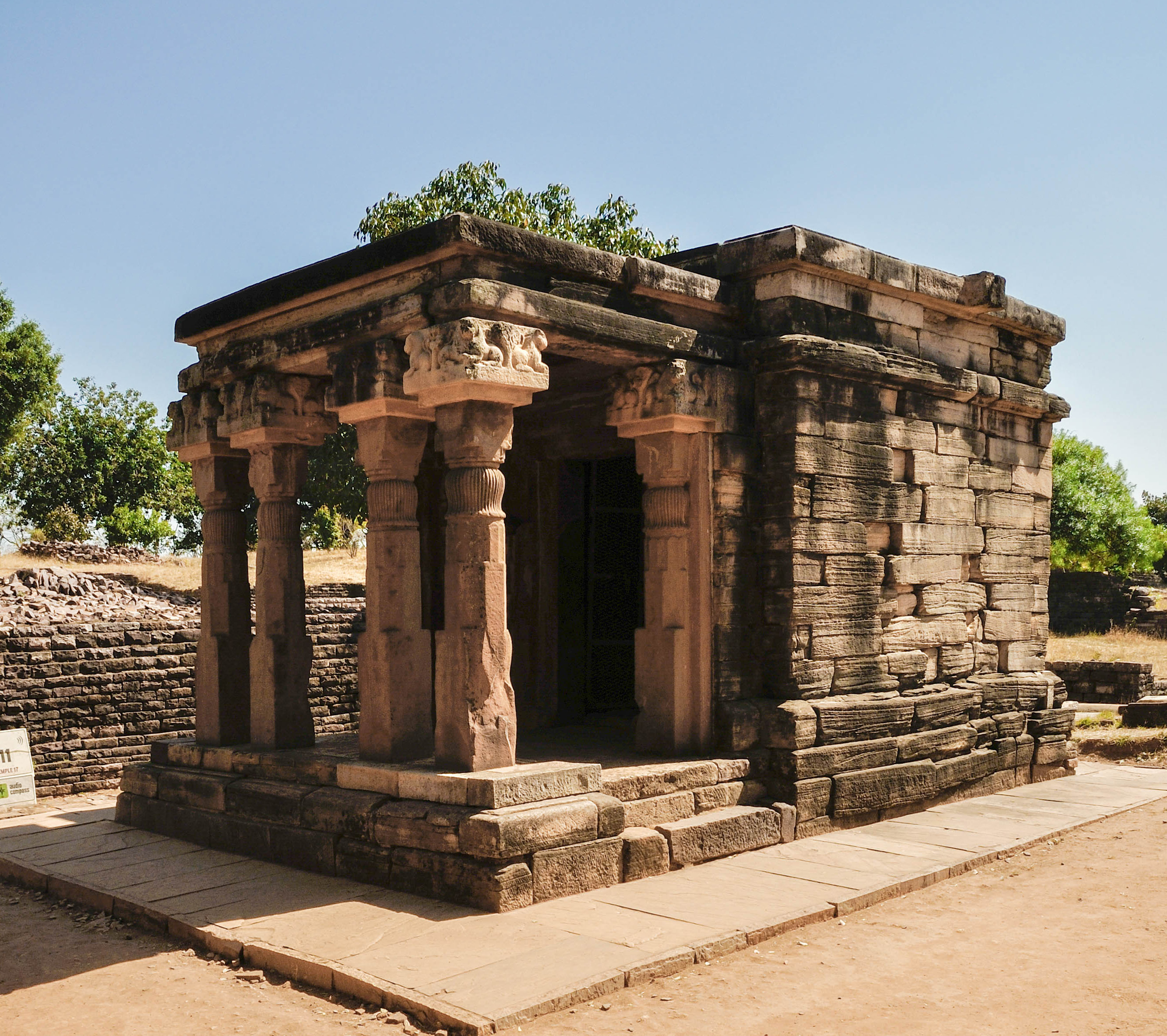
Temple 17. Époque Gupta, Ve siècle. Sanchi

Avant le Ve siècle, et les premiers temples conservés, les temples hindous existaient depuis longtemps. L'hindouisme, selon d'éminents spécialistes sanskritistes, commencerait vers le milieu du IIIe siècle av. J.-C.. Mais de ces temples construits en terre et en bois, aucun ne nous est parvenu. L'architecture indienne de terre et de bois est cependant reproduite sur certains monuments, comme à Sanchi, sur les toranas et sur ce fragment de marbre provenant de l'école d'Amaravati, et conservé au Musée Guimet. La couverture des espaces a été transposée dans les premiers temples bouddhistes, taillés dans la roche, comme à Guntupalle (Andhra Pradesh) du IIe siècle av. J.-C., à Nasik (caverne 8), ou sur les plafonds en plein cintre du IIIe siècle av. J.-C. à Karli et Bhâja, dans la région de Bombay. Les ouvertures sont typiques par leurs représentation d'arcs charpentés, qui sont légèrement outrepassés à partir des environs du début de notre ère,.
Le temple le plus ancien construit qui nous soit parvenu est celui de Sanchi : le temple no 17 ; mais il s'agit probablement d'un temple bouddhique, comme l'ensemble du site. Surélevé sur un soubassement, il est composé d'un sanctuaire (appareillé à joints vifs, initialement) et d'un porche à quatre colonnes à hautes bases carrées. Il aurait été construit au début du Ve siècle de l'ère commune. Il est peu décoré : seuls des lions couchés gardent un arbre sacré, sur chaque face du soutien de l'entablement. « Il est possible que le toit plat ait supporté une haute toiture aux arènes curvilignes, comme il en fut généralement aux époques suivantes. »

## LesVIe–VIIIesiècles

### Centre et Sud

Temple de Bhitargaon[6], briques, v. 550. Uttar Pradesh. Dynastie Gupta.
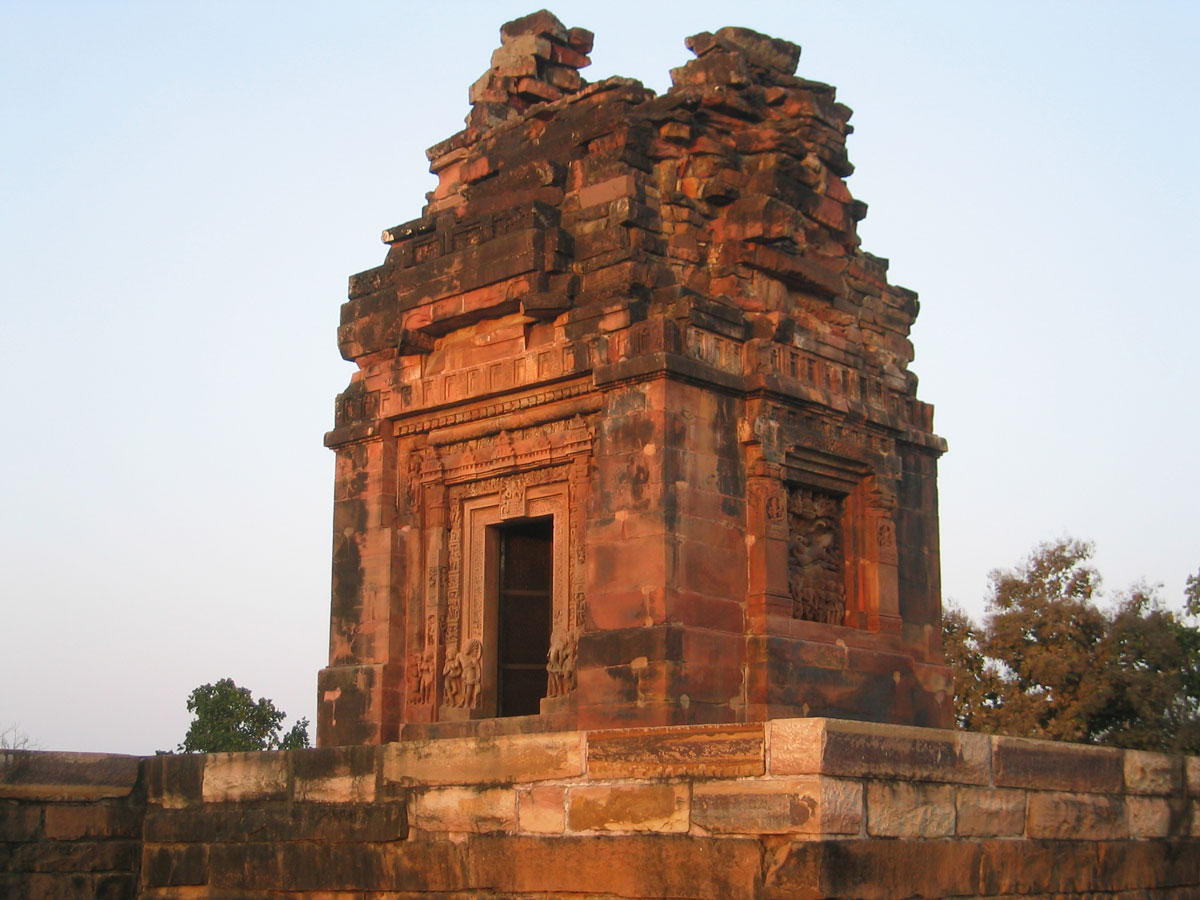
Temple Dashavatara dédié à Vishnou, grès, v. 550. Deogarh, Uttar Pradesh[7].
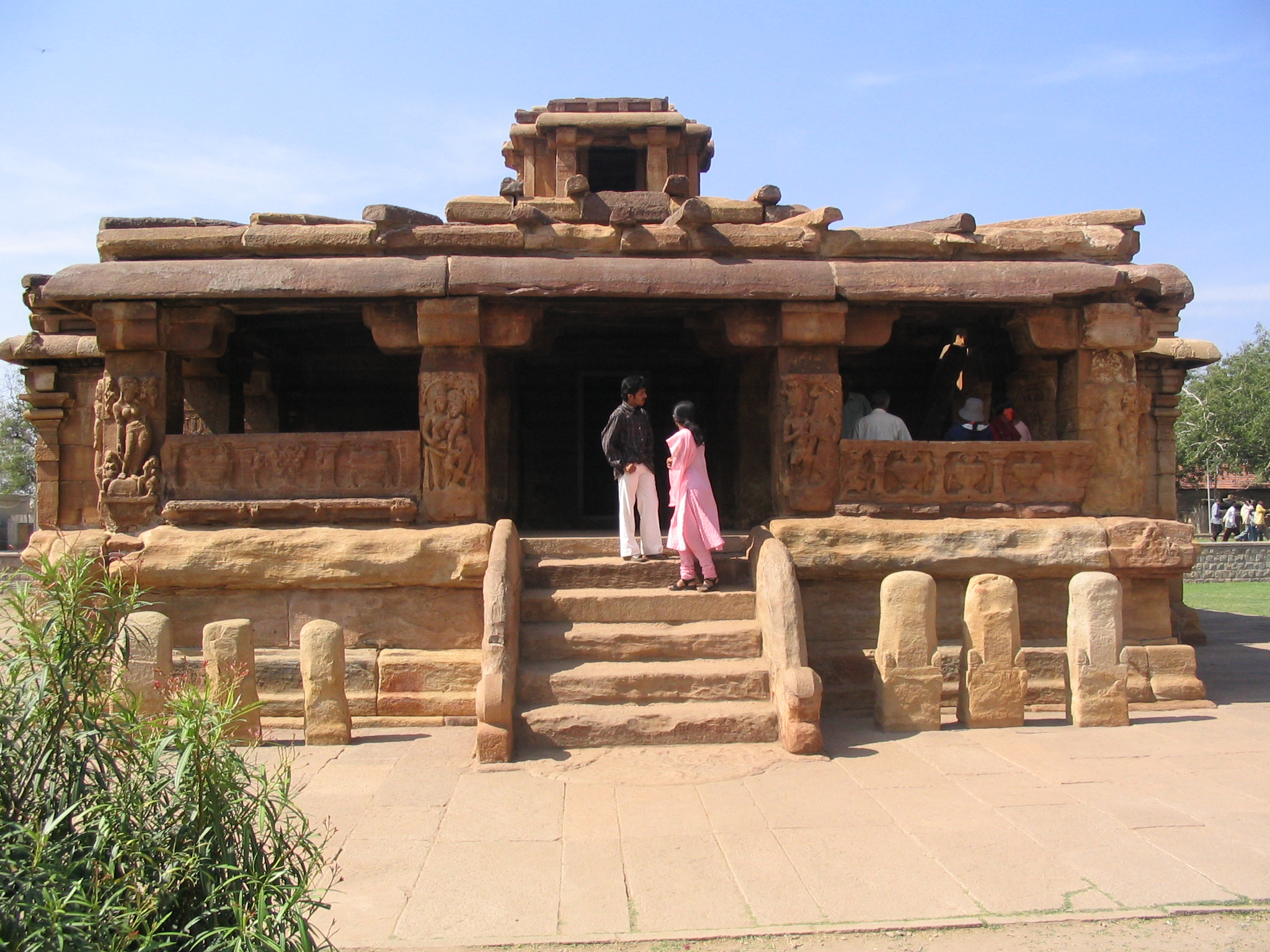
Temple de Lad Khan, entrée à l'Est. Aihole, Ve siècle. Karnataka.
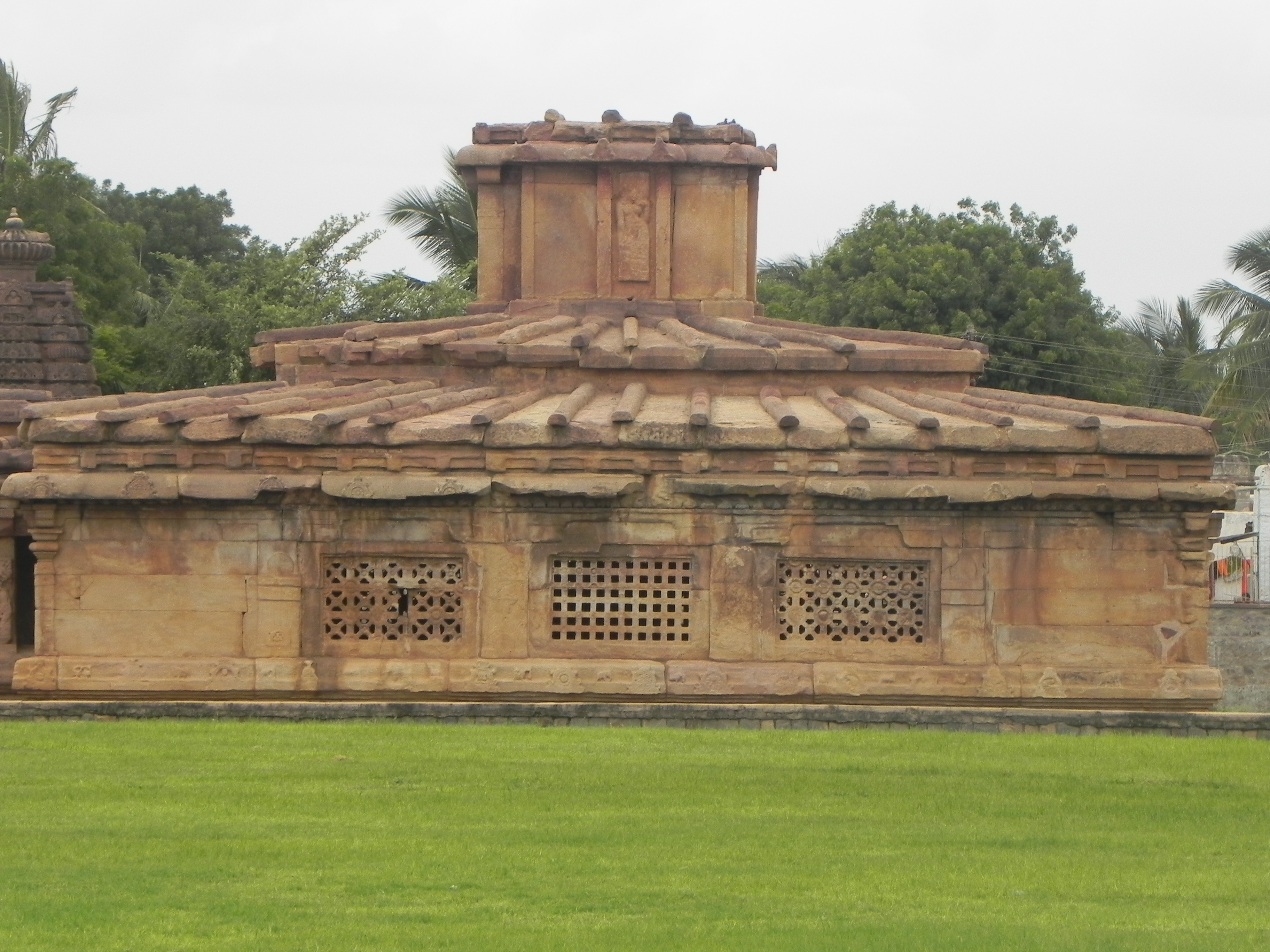
Temple de Lad Khan, mur latéral et ouvertures. Sur le toit, petite cella.
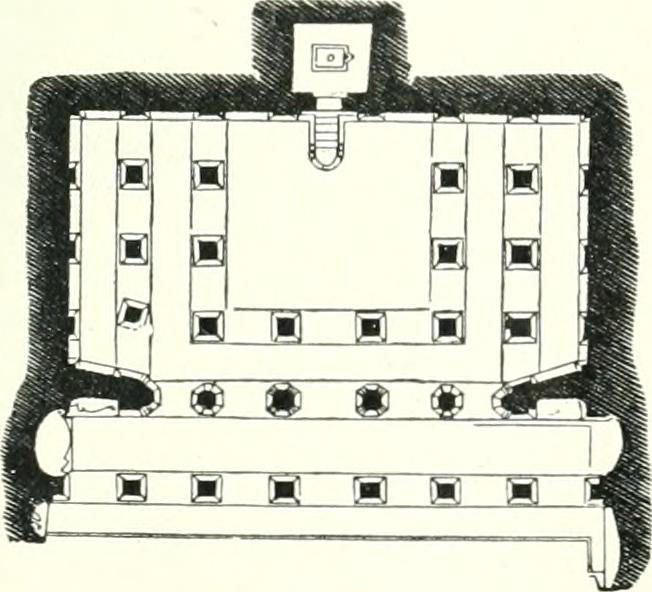
Plan de la grotte III orientée Nord, à Badami. Karnataka. Chalukya, daté 578.
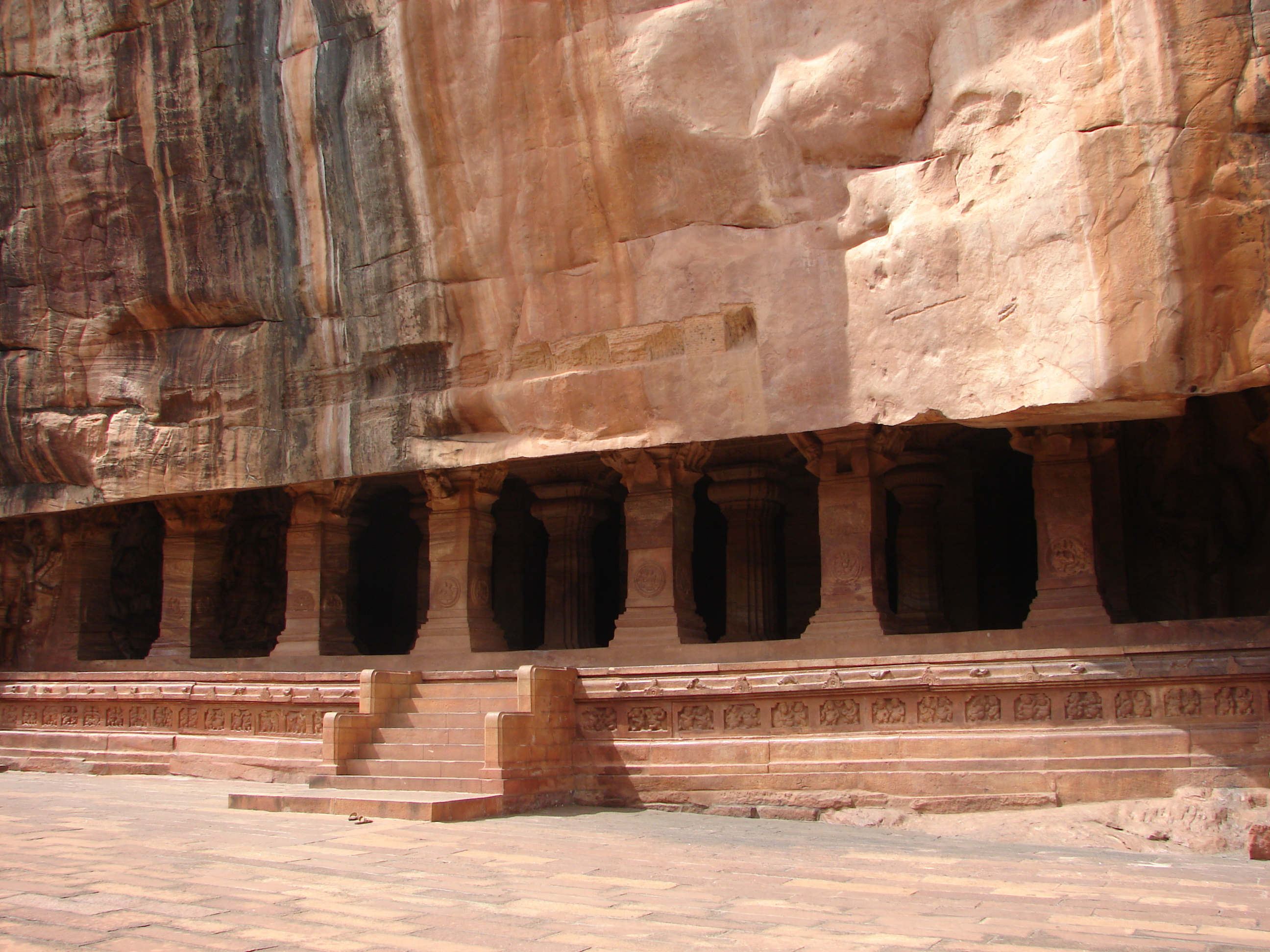
Badami, grotte III. Les grottes exposées face au Nord ; sanctuaire axé Nord-Sud, à l'intérieur de la grotte. Grès.
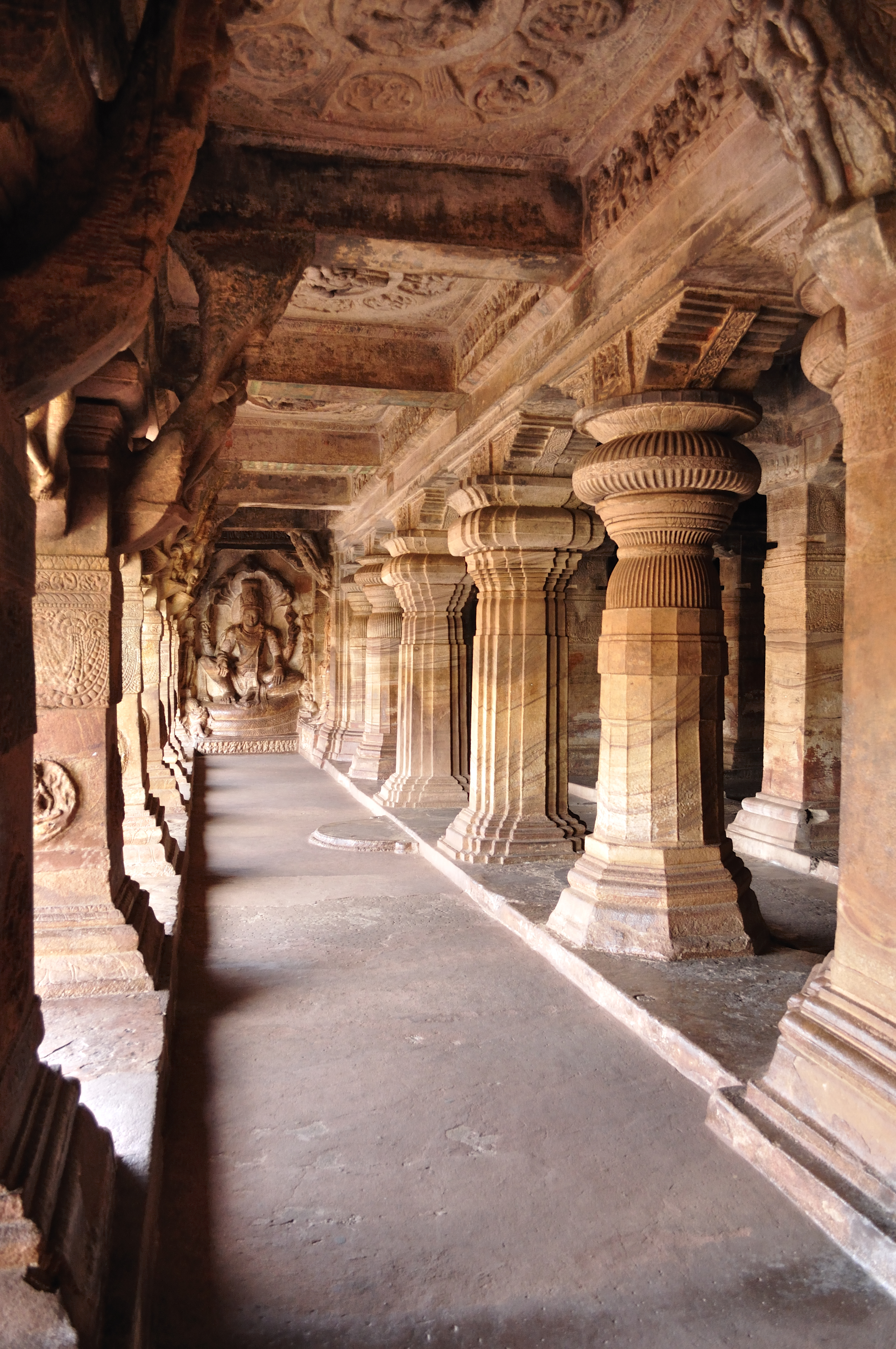
Véranda grotte III Badami, Vishnu assis sur Ananta.
Plan du temple excavé d'Elephanta. VIe siècle.
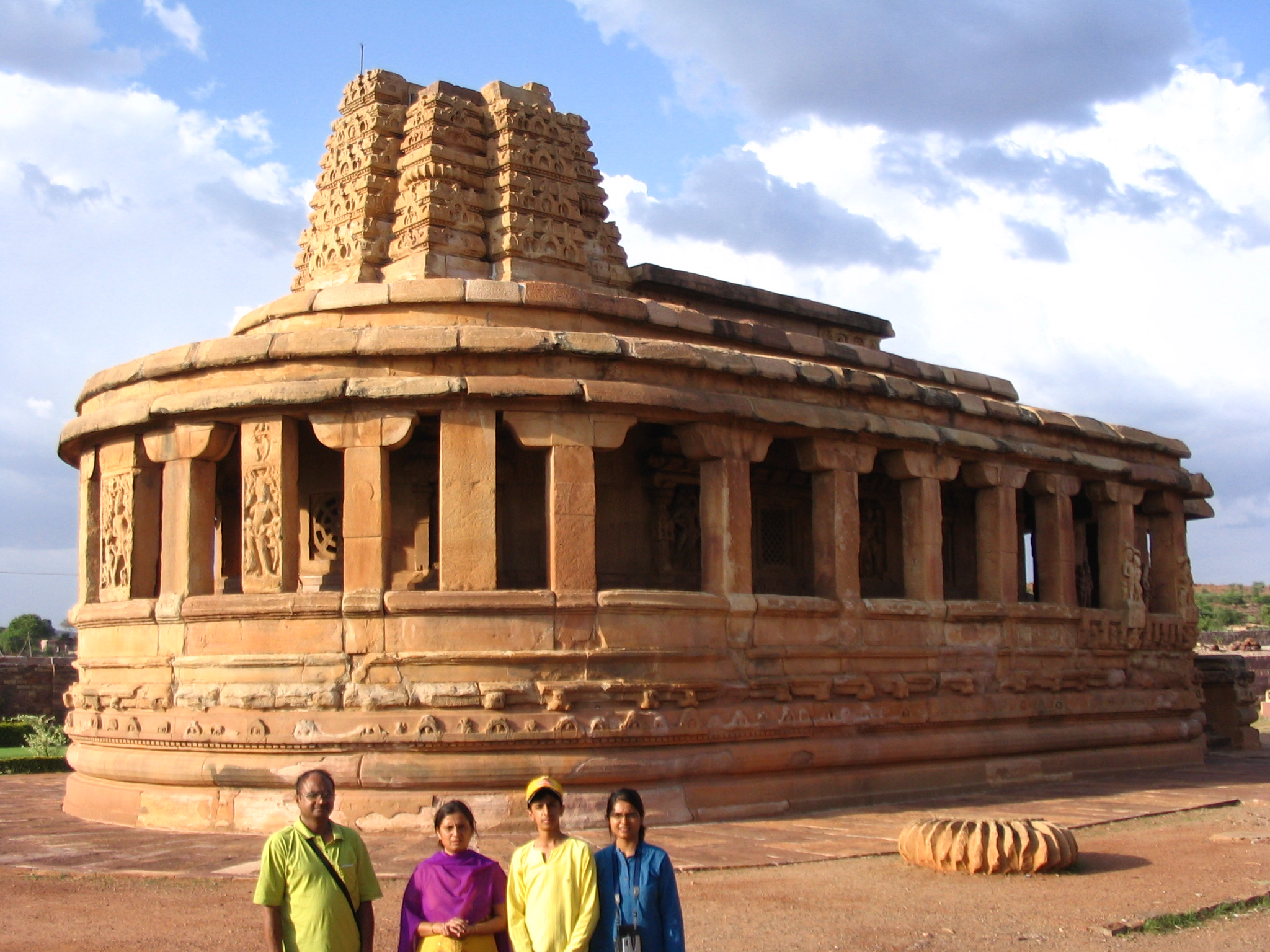
Temple de Durga ouvert à l'Est, Aihole, VIIe – VIIIe siècle. Karnataka.
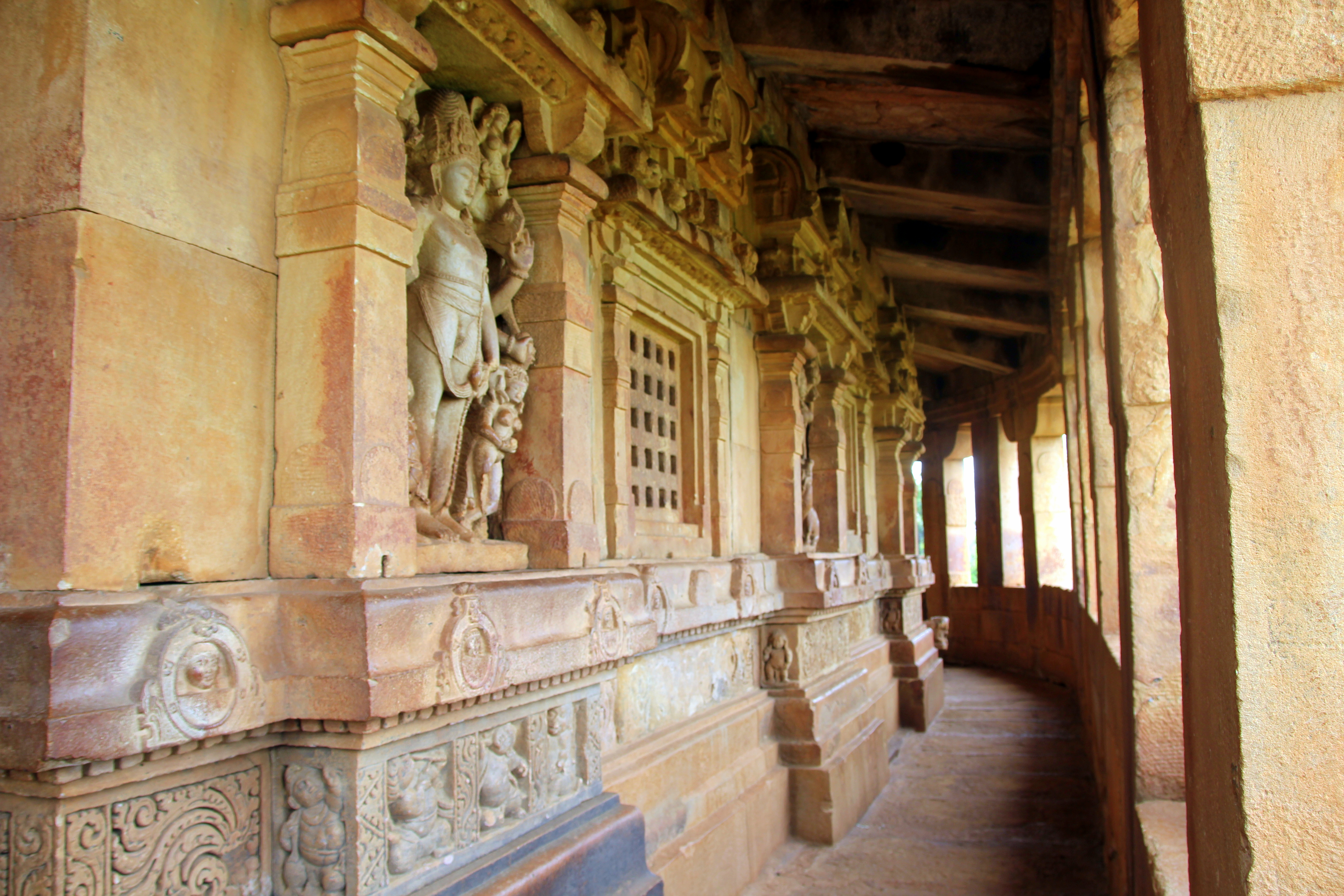
Temple de Durga (Aihole): Intérieur du péristyle Nord et face externe du mur du déambulatoire. Niches, au 1er plan Harihara.

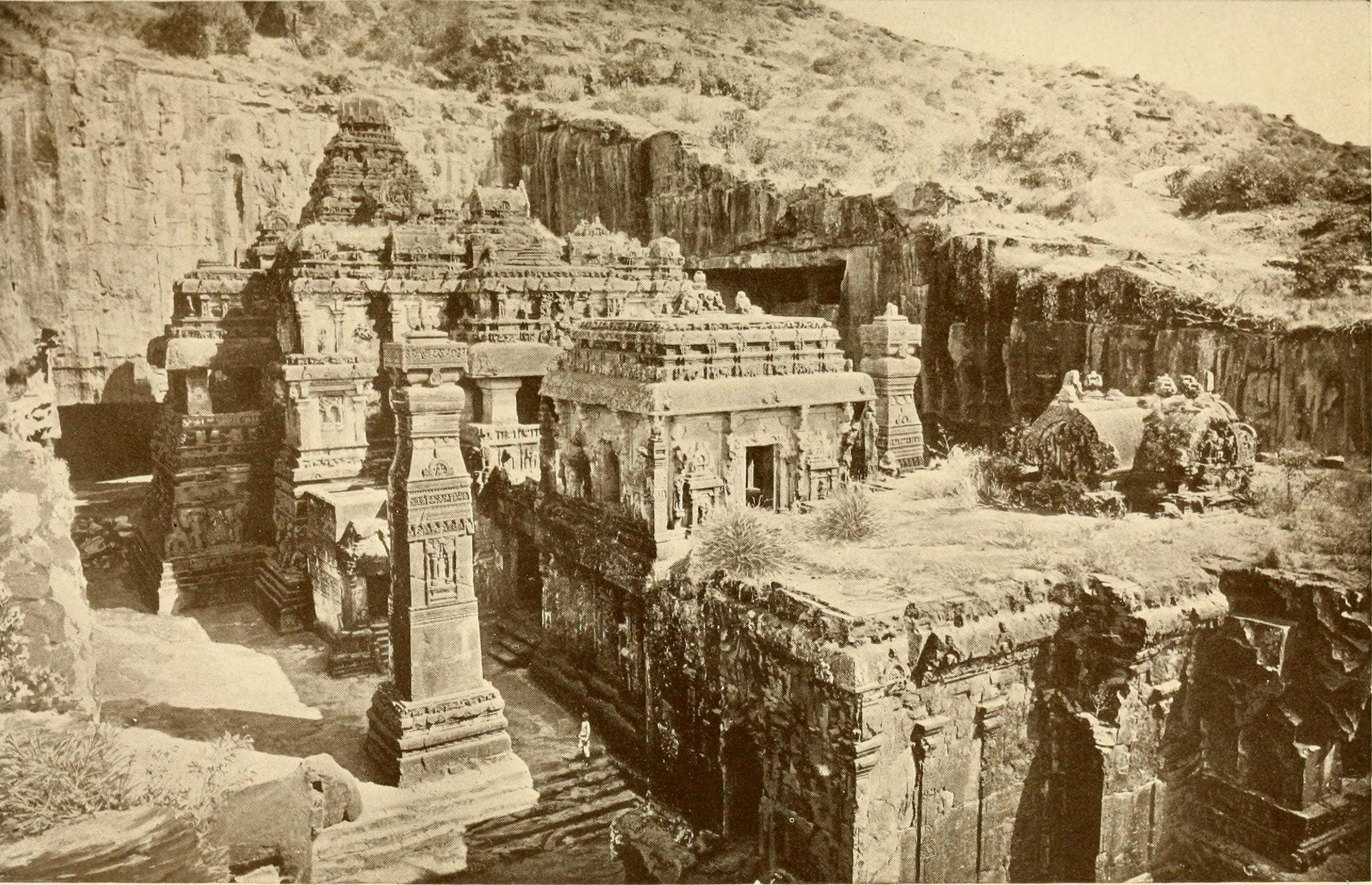
Le temple de Kailâsanâtha en 1913, Ellora, VIIe – IXe siècle. Maharashtra. Creusé dans la lave de basalte.
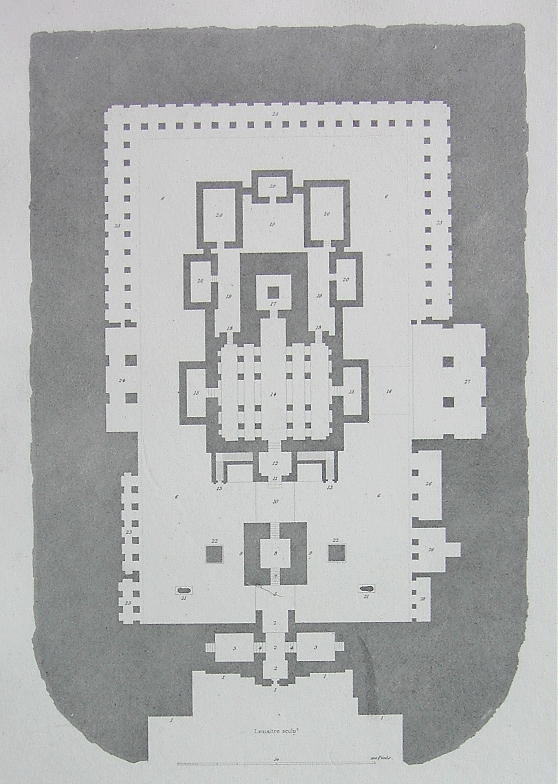
Plan du Kailâsanâtha, au niveau inférieur. Autres temples-grottes au niveau supérieur.
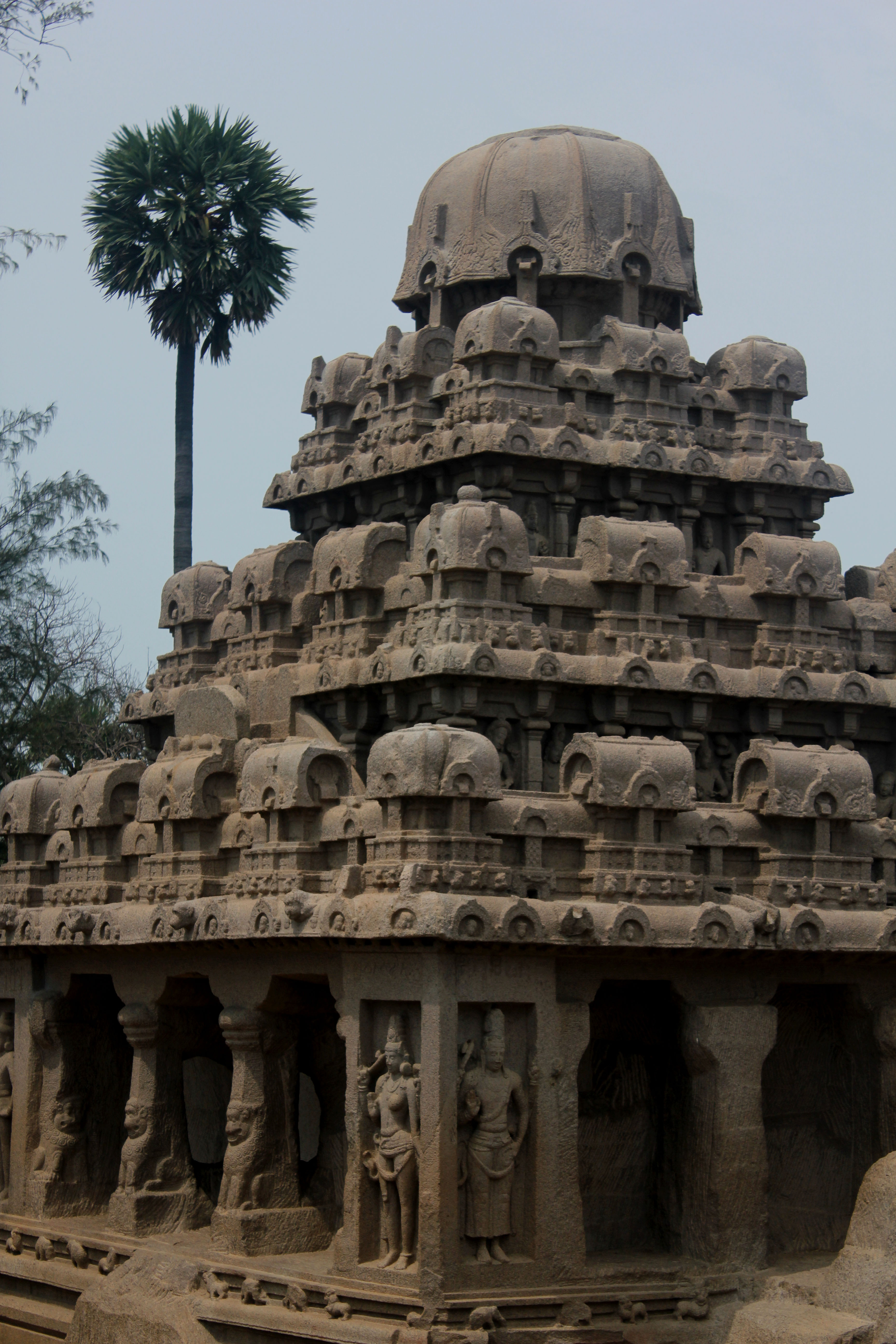
Mahabalipuram, VIIe siècle. Le temple monolithe (râtha) d'Arjuna[N 1].
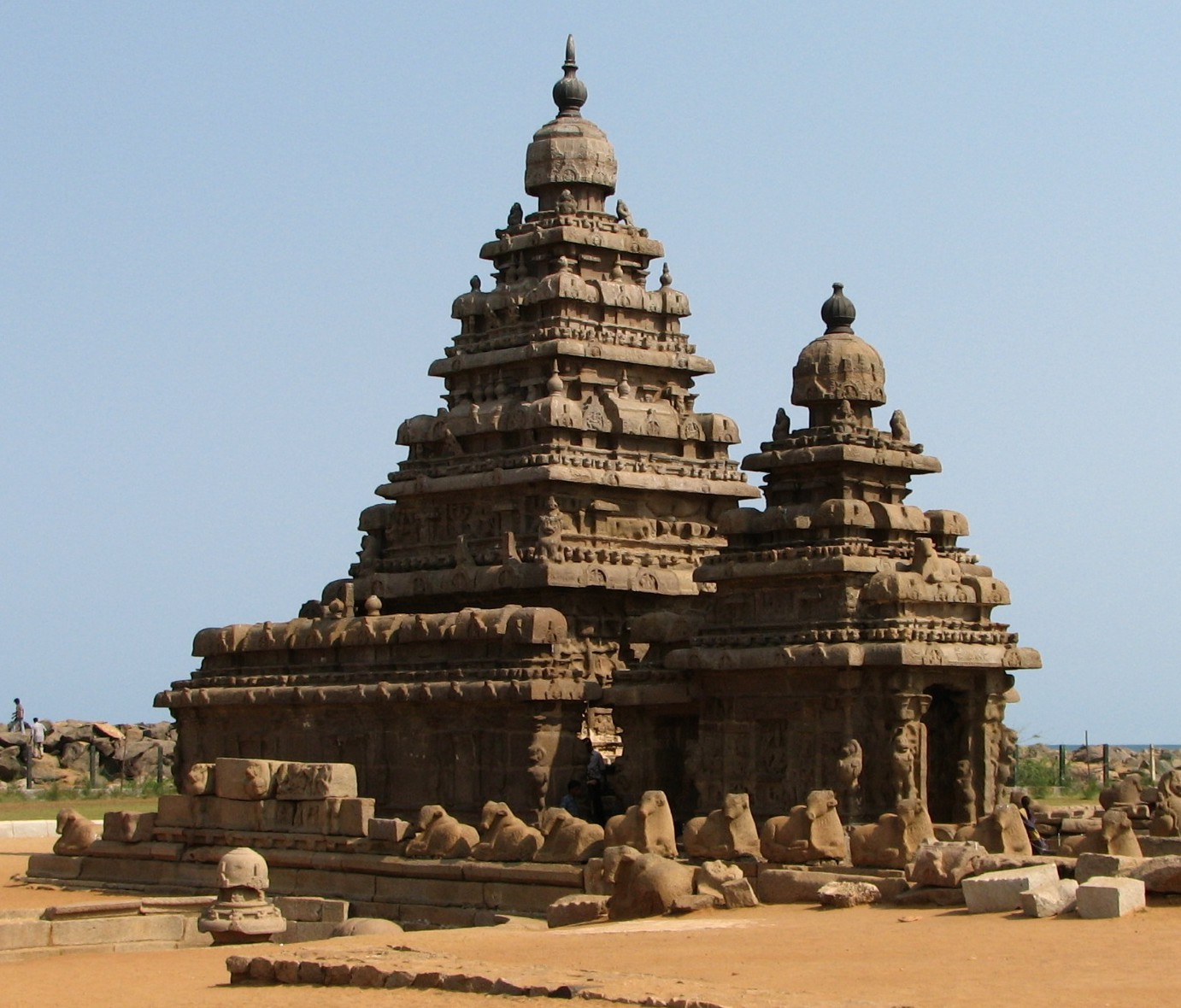
Mahabalipuram. Le temple du Rivage, fin VIIe ou début VIIIe siècle.

À côté des temples bâtis, les temples excavés, dans les grottes creusées de main d'homme, sont peu nombreux et ceux bâtis en briques ont été certainement nombreux, mais il en reste peu.
Dans plusieurs régions de l'Inde, les trois religions présentes (hindouisme, bouddhisme et jaïnisme) ont ainsi réalisé des temples en creusant des grottes à même les falaises, dans la roche-mère, pour y dégager des sanctuaires : une architecture monolithe et une forme d'art rupestre. La construction la plus élaborée, chef-d'œuvre absolu de cette forme d'architecture indienne, est le temple de Kailâsanâtha à Ellora, excavé du VIIe au IXe siècle. C'est toute une falaise de basalte (sous forme de lave noire, veinée de blanc et vert) qui a été excavée pour dégager le temple central de 45 m de long, 30 m de large et 33 m de haut et plusieurs vastes temples de type « grotte », dans les parois de la falaise.
Les temples bâtis en pierre sont assemblés à joints vifs. Certains temples sont construits avec des blocs de très grande taille, comme celui de Lad Khan, à Aihole, au Karnataka. Ce village de Aihole possède deux très anciens temples hindouistes construits. Le temple de Lad Khan, du Ve siècle, se présente presque au niveau du sol. Il a un porche, une grande salle, et le garbha griha (ou : cella : terme correspondant, dans l'Antiquité romaine). Son originalité tient au fait que la grande salle englobe le garbha griha. Elle est ouverte sur l'extérieur par de grandes baies entre les piliers soutenant le toit. Elle permet ainsi la pradakshina autour du cœur du sanctuaire. Le toit au-dessus du garbha griha est surélevé, comme une amorce des futures tours que seront les shikharas ou vimanas. Le temple de Durga, des VIIe – VIIIe siècles, présente aussi une architecture basse. Mais la salle fait un demi-cercle autour du garbha griha comme une abside. Les ouvertures sur l'extérieur entre les piliers sont moins larges mais plus nombreuses. On voit également une amorce de tour au-dessus du garbha griha.
- Tous les garbha griha, sur plan carré, sont placés dans l'axe du temple et ne possèdent qu'une seule ouverture, en principe, face à l'Est. Le temple peut d'ailleurs être réduit à cet unique espace, mais précédé d'un porche ouvert. Dans les temples plus importants, une salle hypostyle et plus vaste que la cella, le mandapa, s'intercale entre ces deux volumes de base.

- La localisation des images divines « reflète certainement une intention consciente qui fait référence à la symbolique des orients »[10]. Les grottes, taillées à flanc de falaise, ne sont pas nécessairement à l'Est. Dans ce cas l'orientation du temple peut ne pas être axée sur l'ouverture. Et les images comme leurs places sont, alors, adaptées à cette orientation.

Les temples de cette région, le Karnataka, sont parfois considérés comme le "berceau de l'architecture des temples hindouistes", en tout cas pour ce qui est des temples bâtis. Ce premier style a été celui de l'architecture Chalukya. Les divinités, figurées dans des niches, sont disposées sur les faces externes et parfois internes des murs. Elles sont dirigées vers les quatre orients, et plus encore sur les faces Sud et Nord qui sont aussi les plus vastes ; les temples étant orientés, c'est-à-dire ici : ouverts à l'Est. La forme inhabituelle du Lad Khan fait que ces sculptures se trouvent sur les faces externes des murs de la cella, placée sur le toit et à laquelle on ne peut accéder de l'intérieur. Mais c'est une exception.
Le temple de Bhitargaon, du VIe siècle en Uttar Pradesh est l'unique sanctuaire en brique qui subsiste de l'époque Gupta. Il possède, sur les faces externes, des reliefs de terre cuite des divinités.
À partir du VIIIe siècle, peu à peu, l'architecture monolithe, en totalité ou en partie excavée n'a plus été pratiquée, et la construction de temples a continué de se faire, en pierres taillées, sur un sol affermi par une terrasse plus ou moins épaisse. Mahabalipuram présente cette transition avec un groupe de temples monolithes appelés conventionnellement ratha (dont le Ratha de Ganesh et celui d'Arjuna) et plusieurs temples-grotte, sans compter l'immense Descente du Gange, exceptionnel bas-relief du VIIe siècle. À l'écart du village actuel, faisant face à l'Océan, le Temple du Rivage, du VIIIe siècle, est un des premiers temples construits du Tamil Nadu. Quand un royaume l'emportait sur un autre, il y avait des emprunts d'architecture dans un sens ou dans l'autre. C'est le cas ici, où la dynastie des Pallava (IIIe – IXe siècle) a fait construire ce grand temple, en s'inspirant de l'architecture développée par la dynastie des Chalukyas de Badami, qu'elle avait vaincu.

### Le Nord

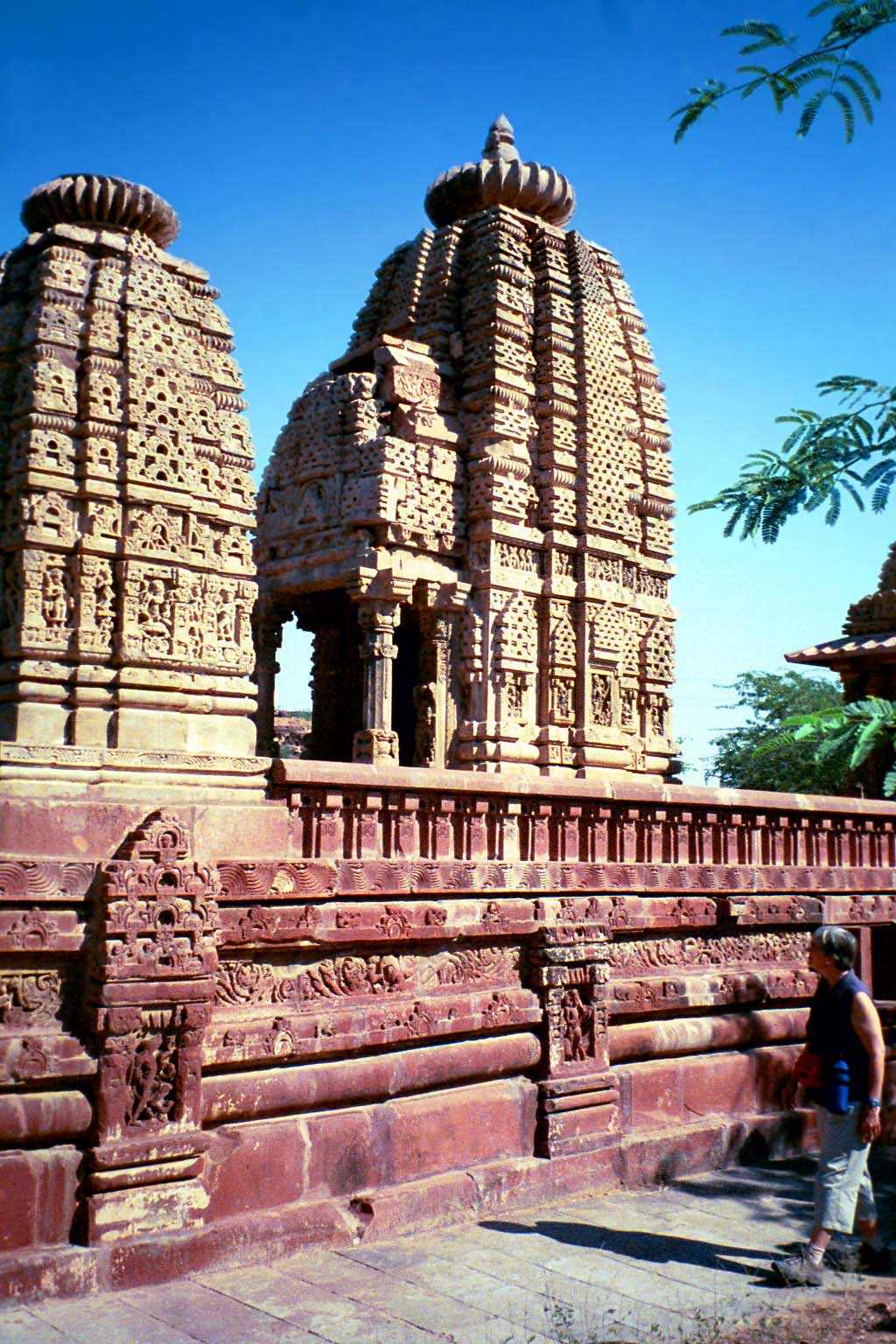
Osian, temple Hari-Hara 1, de Vishnou, 750-800 Rajasthan[14].
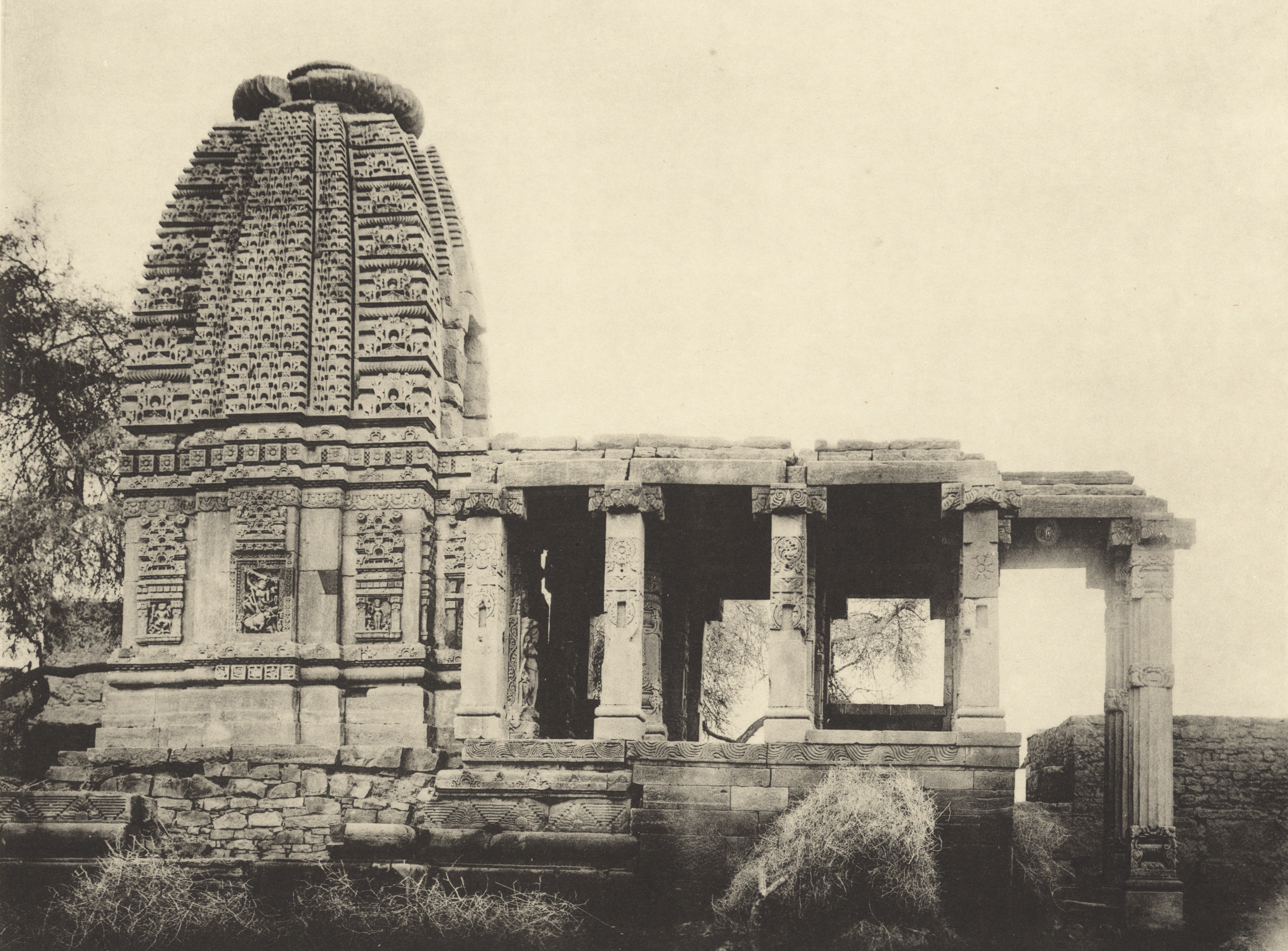
Osian, temple 7 solaire (Surya ?). VIIIe siècle. Grès rose[15].
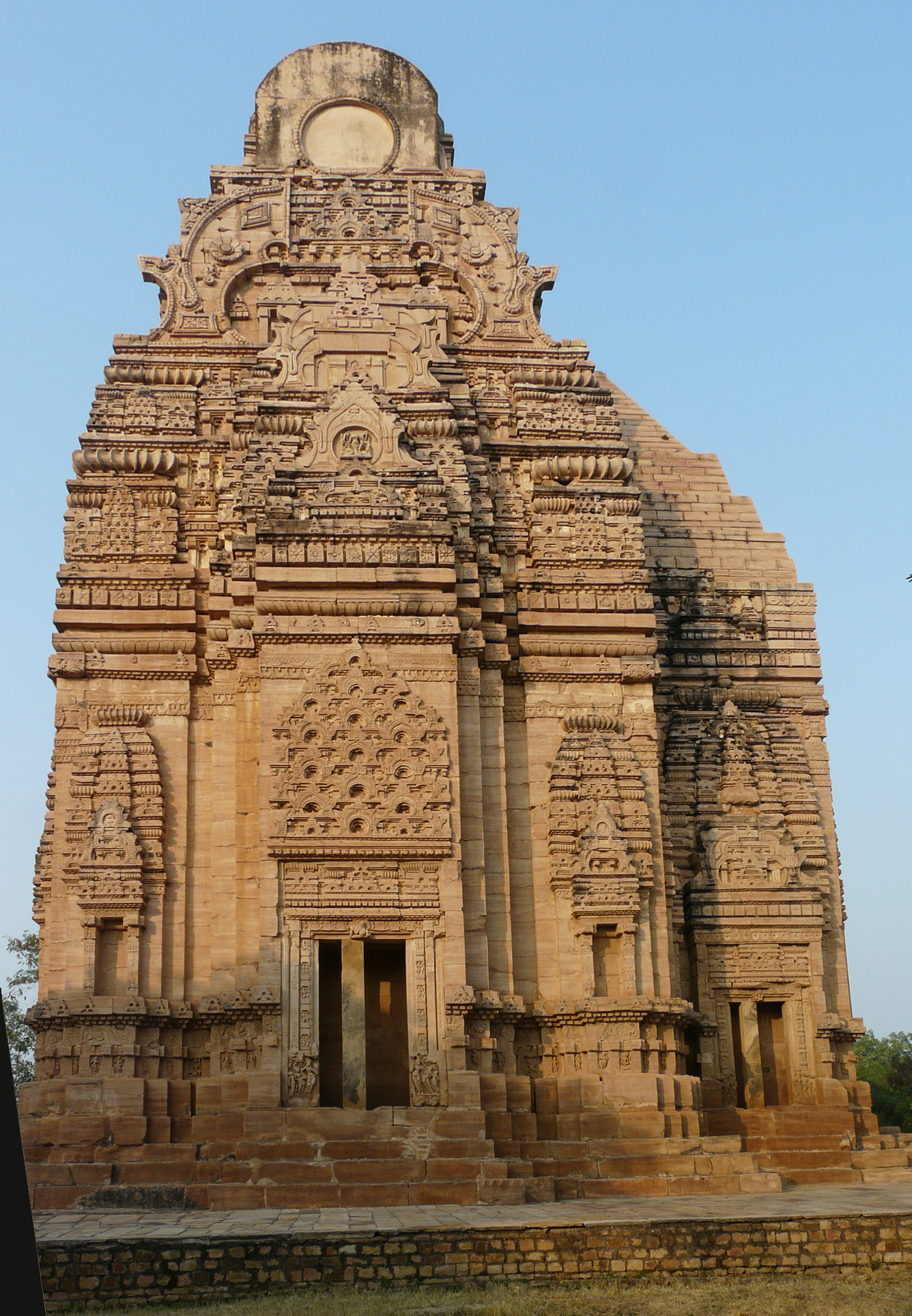
Teli ka Mandir, fort haut, Gwalior. Temple de Shiva, VIIIe siècle ?. Calcaire ?
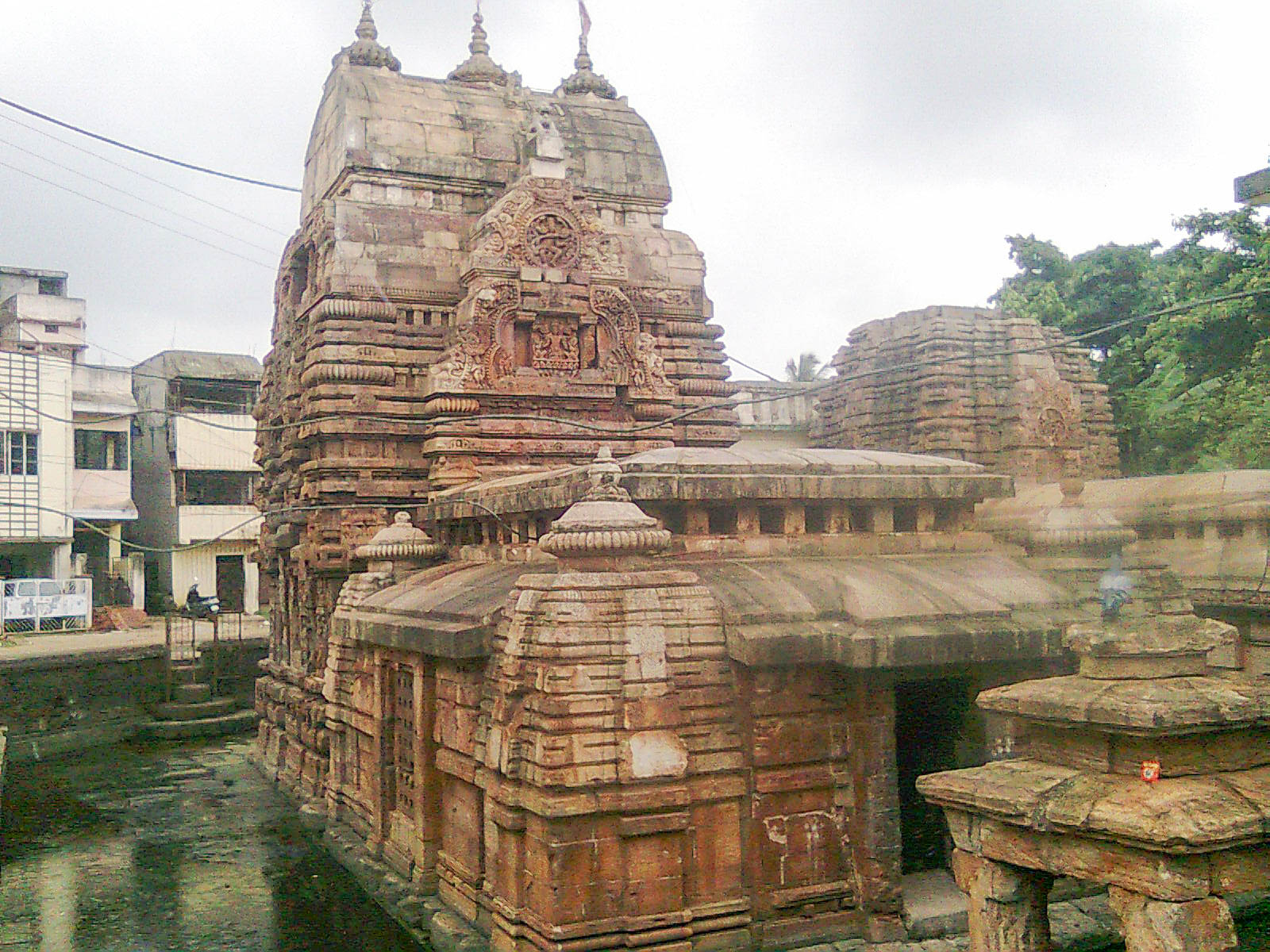
Temple de Vaital Deula (en), Bhubaneswar, fin du VIIIe siècle.
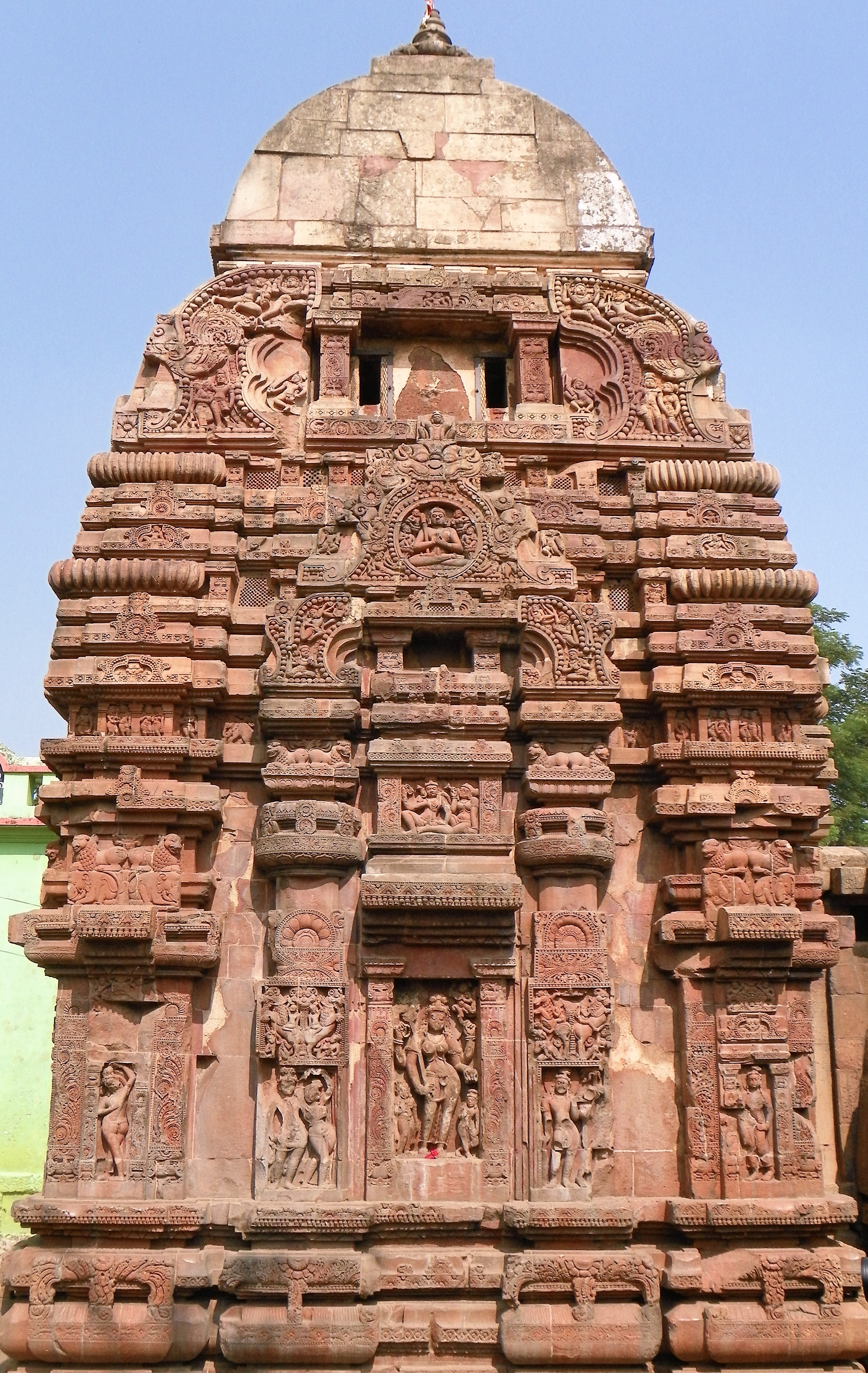
Idem, détail.

## LesIXe–XIIIesiècles

### Généralités

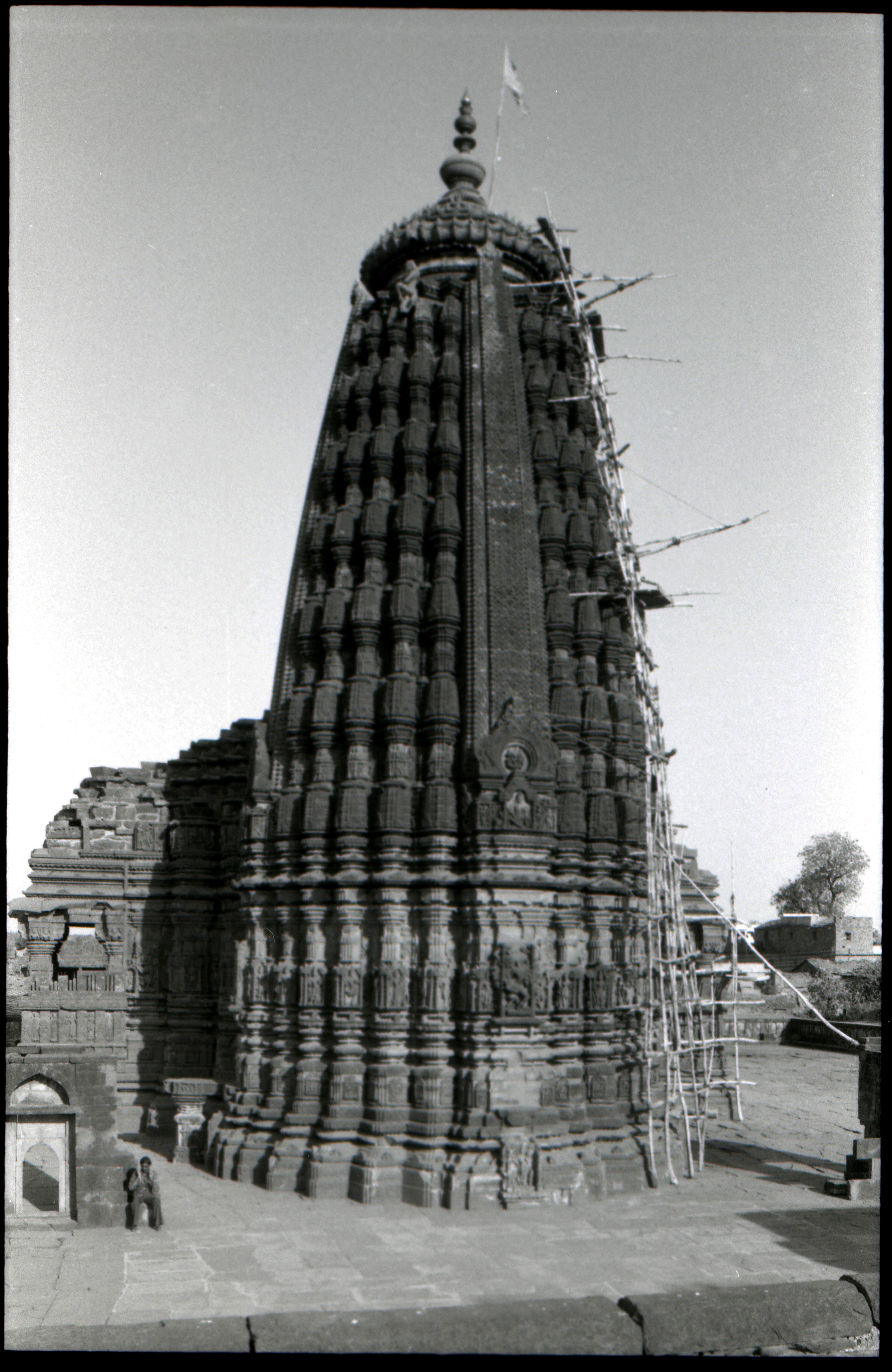
Le Udayeshvara, Udaipur, Madhya Pradesh. Paramara, 3e quart XIe siècle. Grès rouge
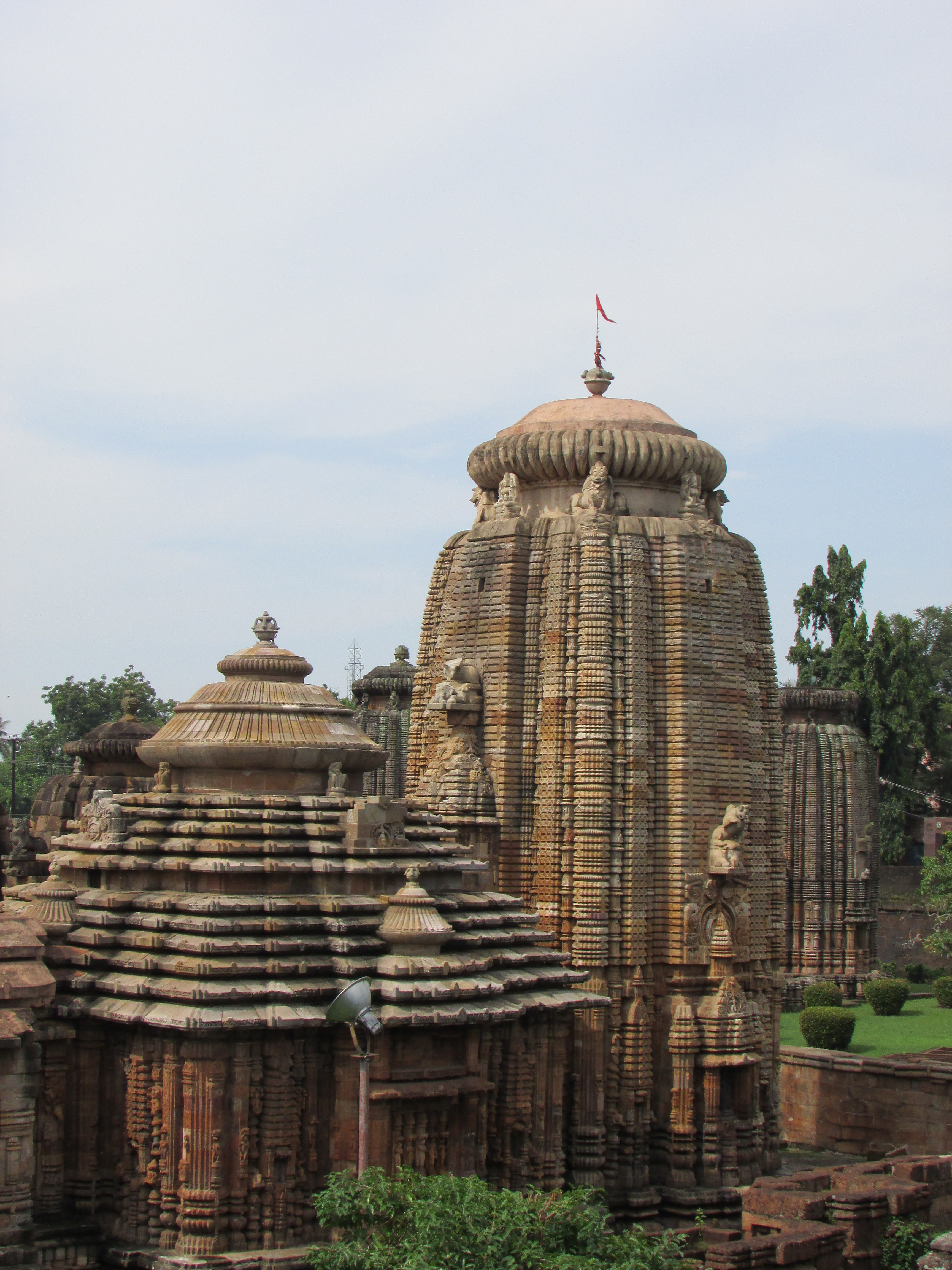
Temple de Lingaraja, shivaïte, v. 1100. Bhubaneswar, Orissa. H. du shikhara (rekha) 60 m., calcaire.
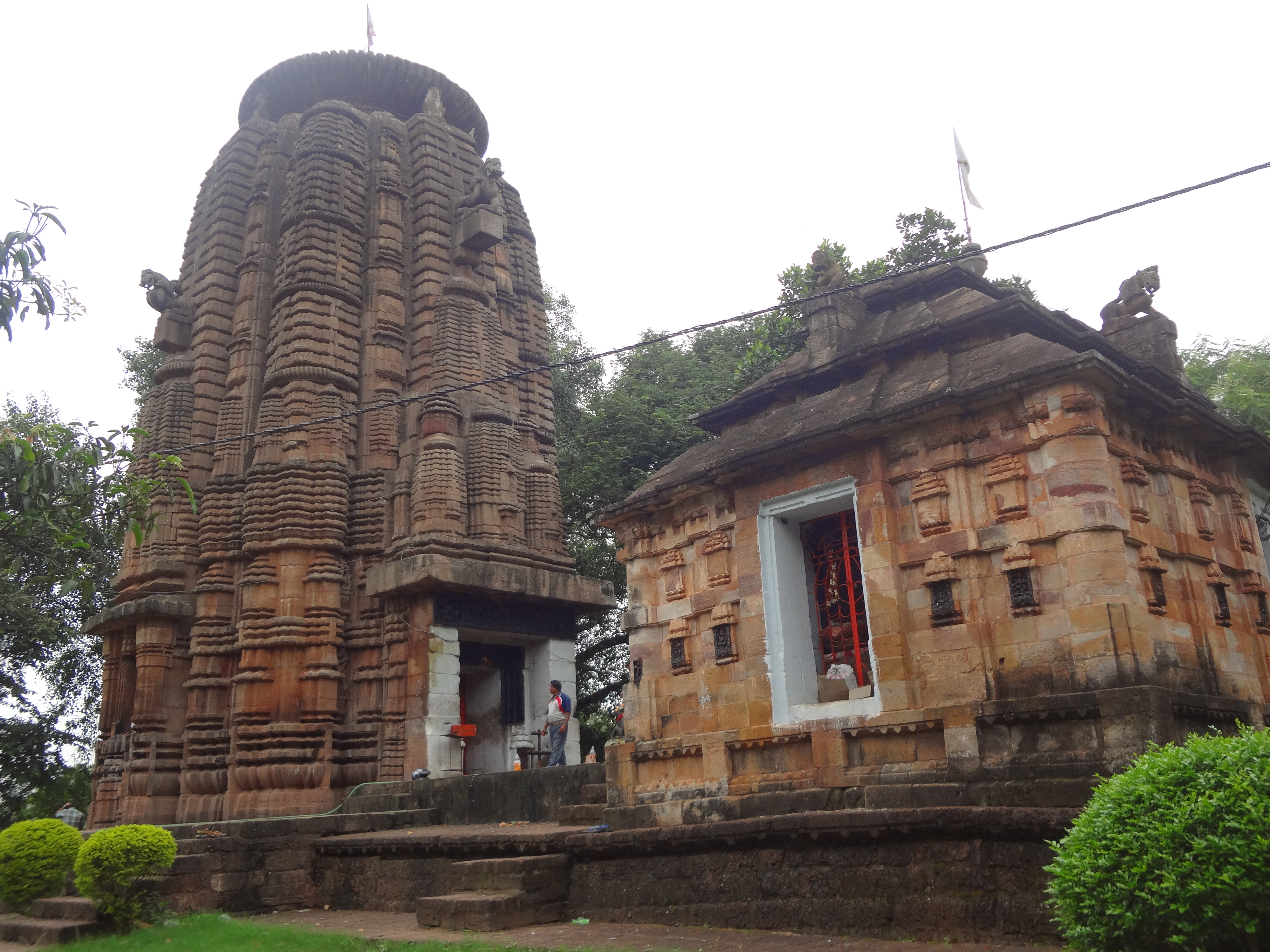
Le Rameswar, avec disposition des toitures du jaga-mohan (salle d'audience). Bhubaneswar
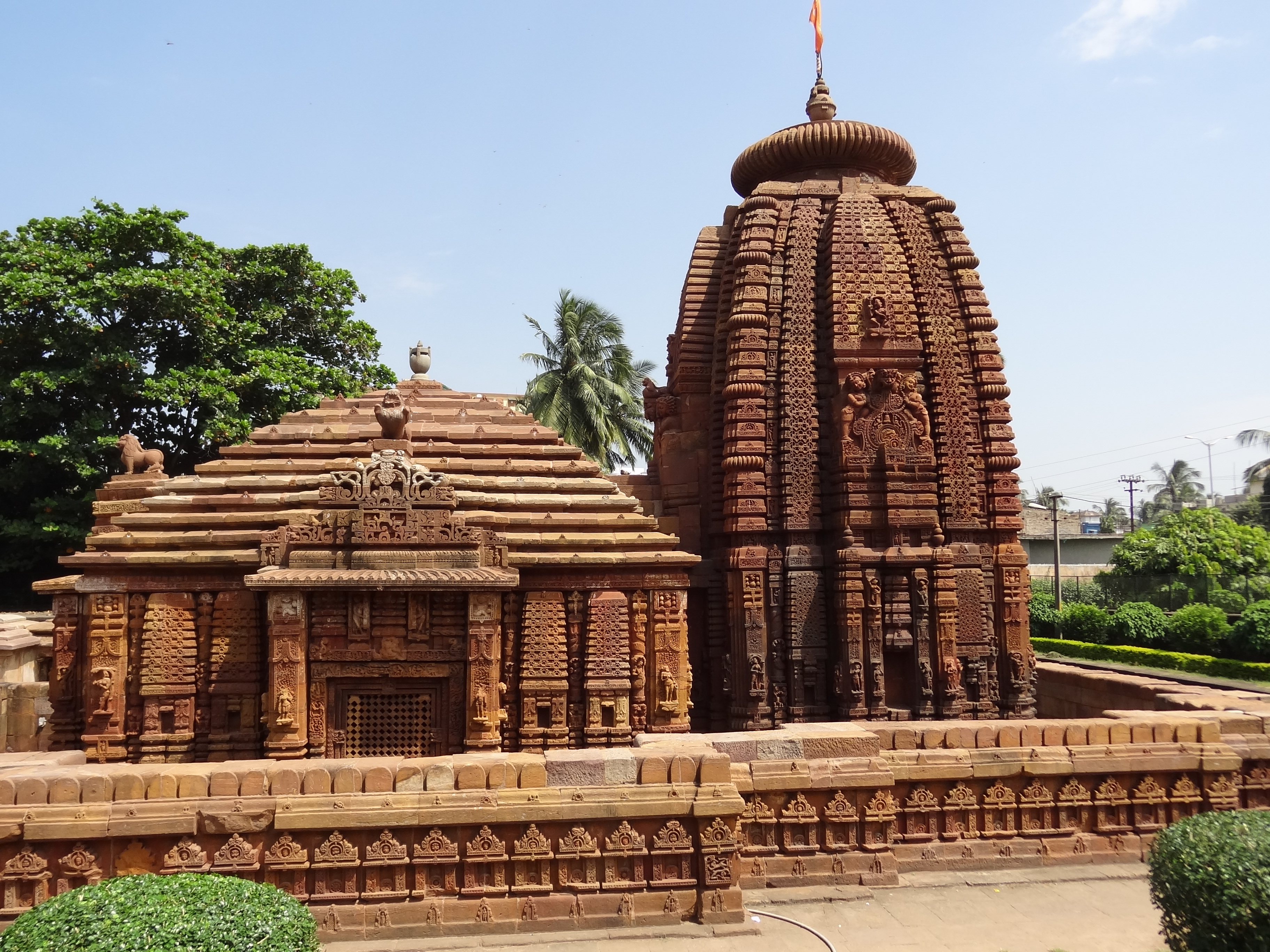
Muktesvara deula (sanctuaire de Muktesvara). 950-975. Bhubaneswar
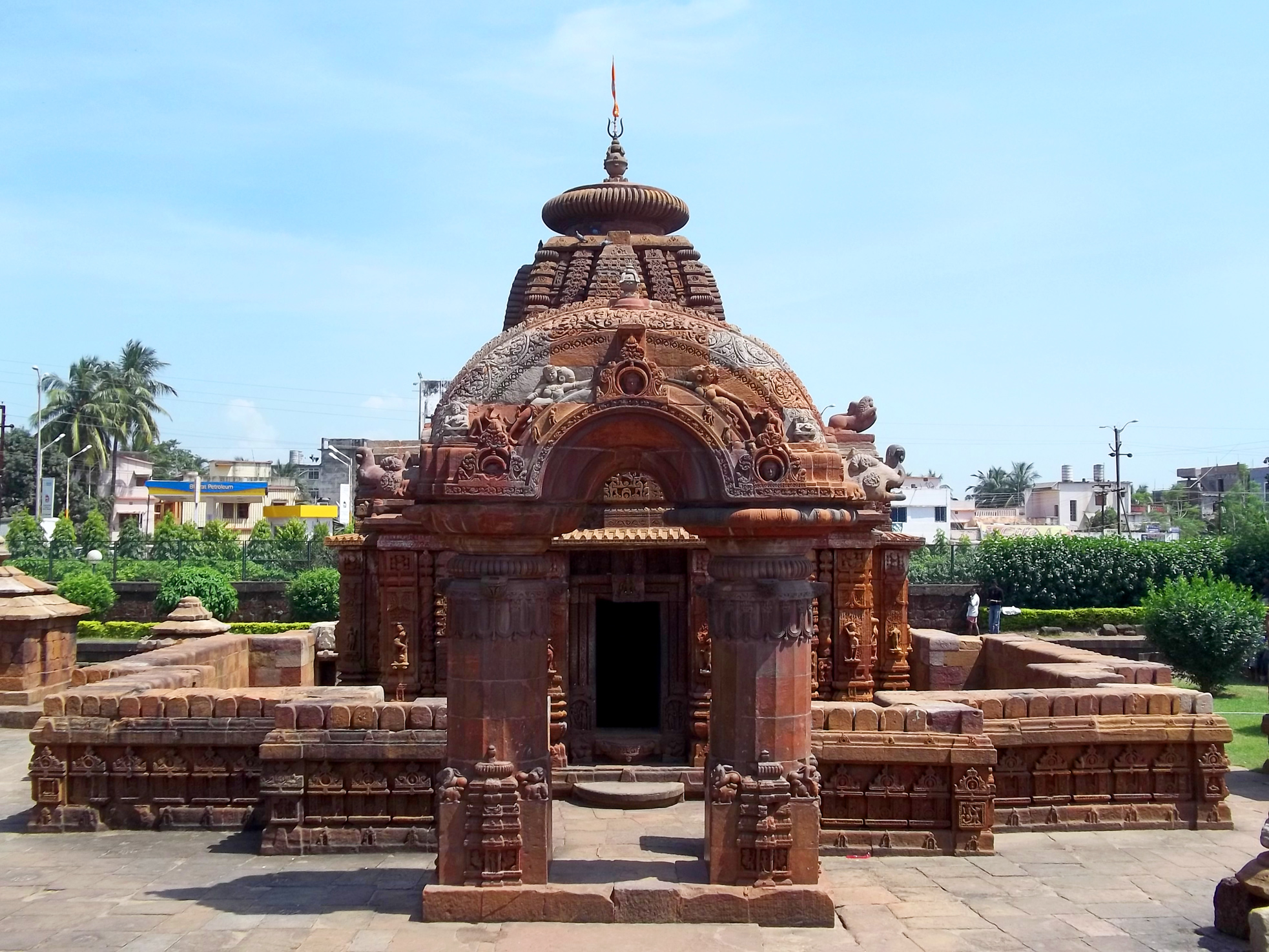
Muktesvara deula: torana, le seul cas d'utilisation de l'arc dans l'architecture des temples hindouistes anciens.
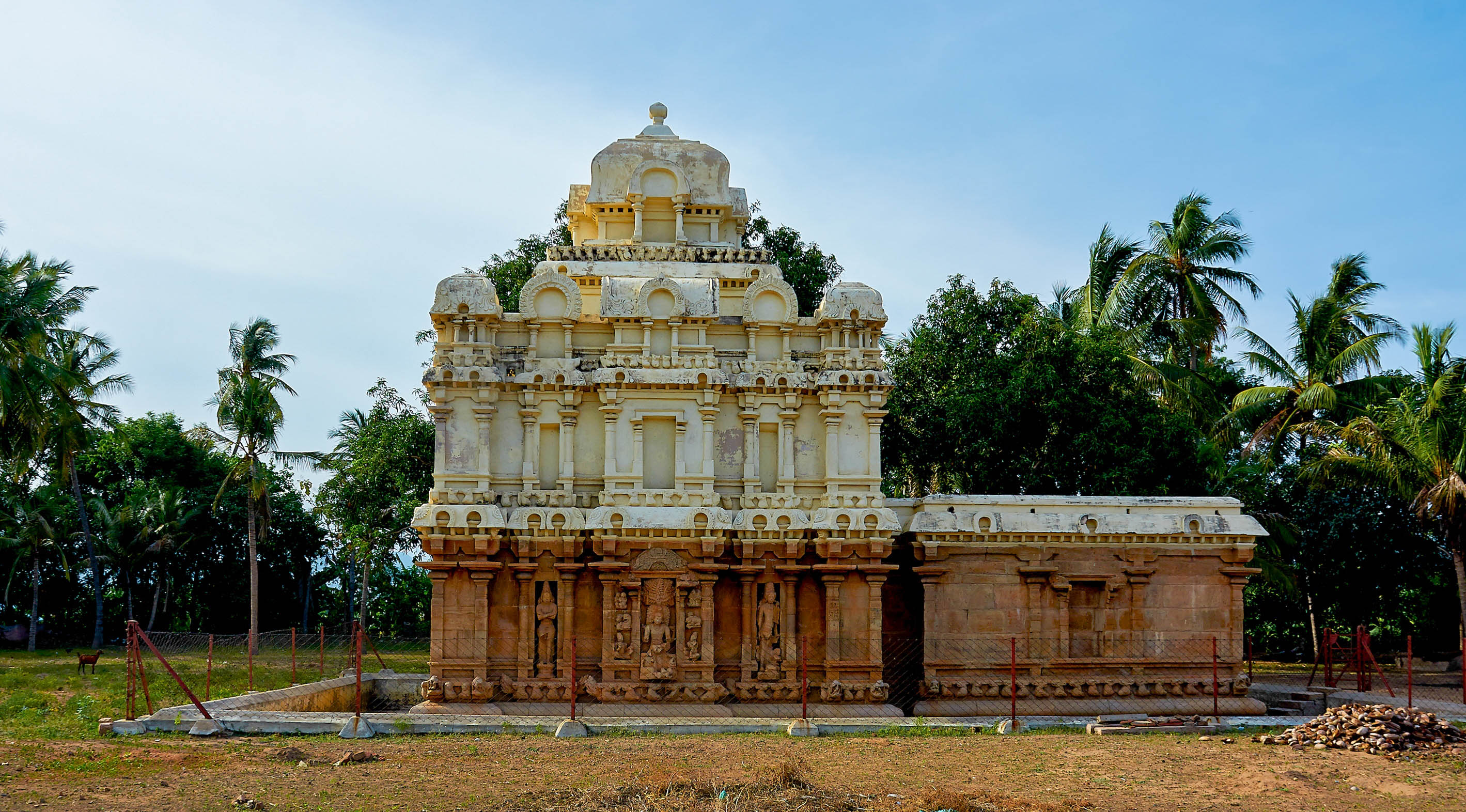
Le Koranganathar à Srinivasanallur, déjà attesté en 927. Kumbakonam[17].
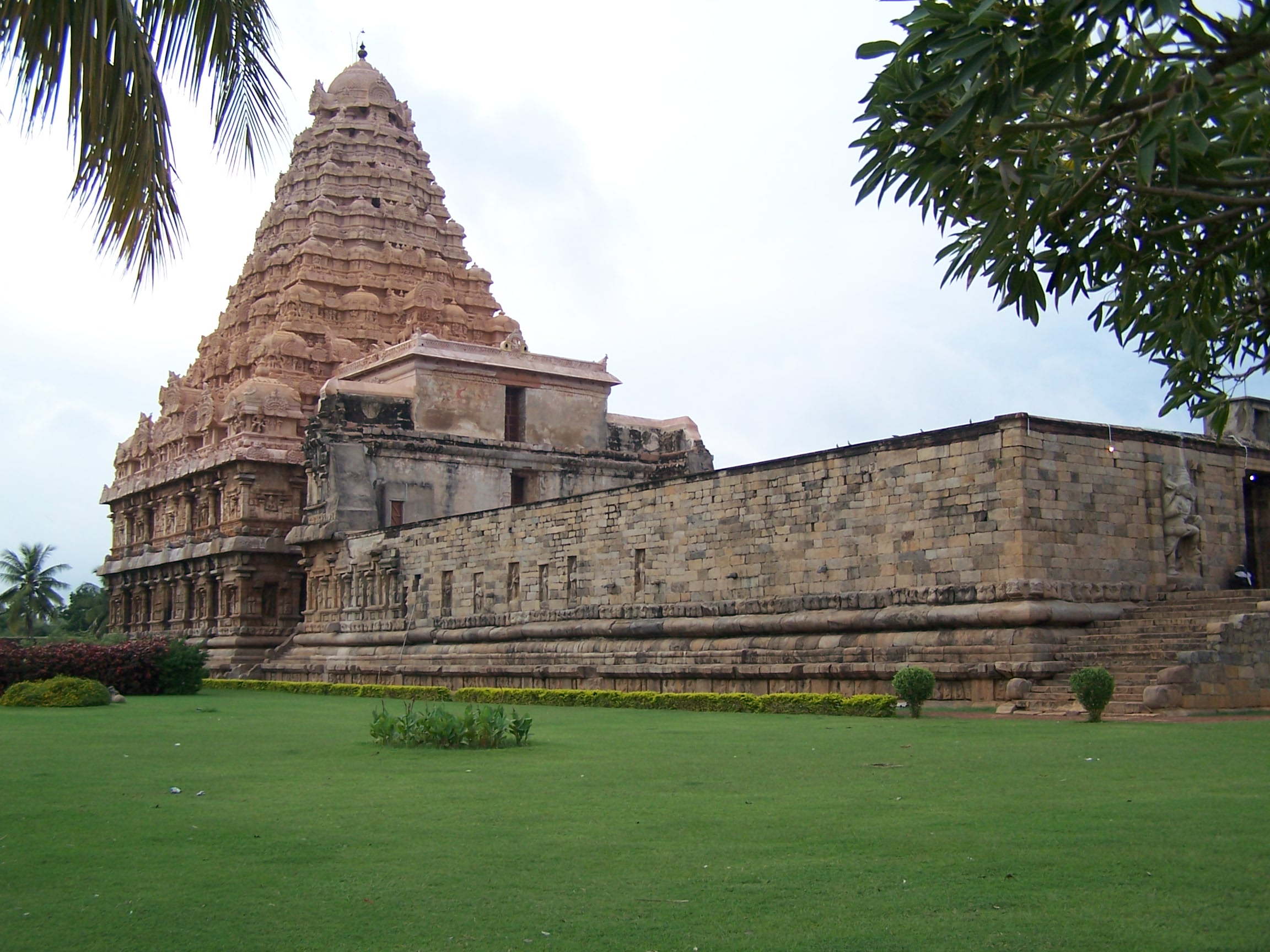
Gangaikondacholapuram, 1025, seconde dynastie Chola: vimana à g. coiffant le sanctuaire; cour enclose à droite; entre les deux : mandapa et l'antichambre. Tamil Nadu
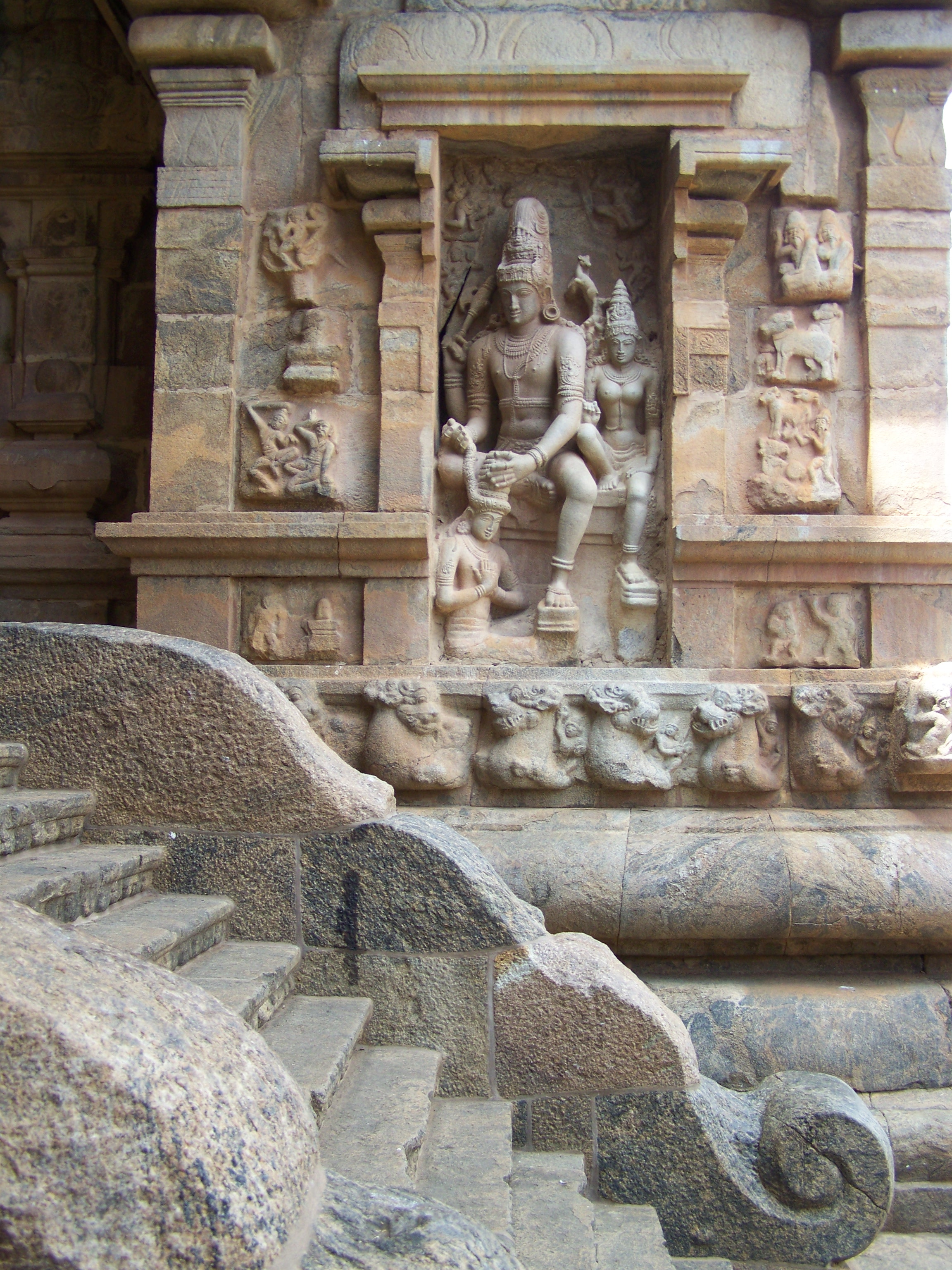
Emmarchement desservant l'antichambre, entre sanctuaire et mandapa. Relief, mur sanctuaire : Shiva couronne le vacher Chandesha
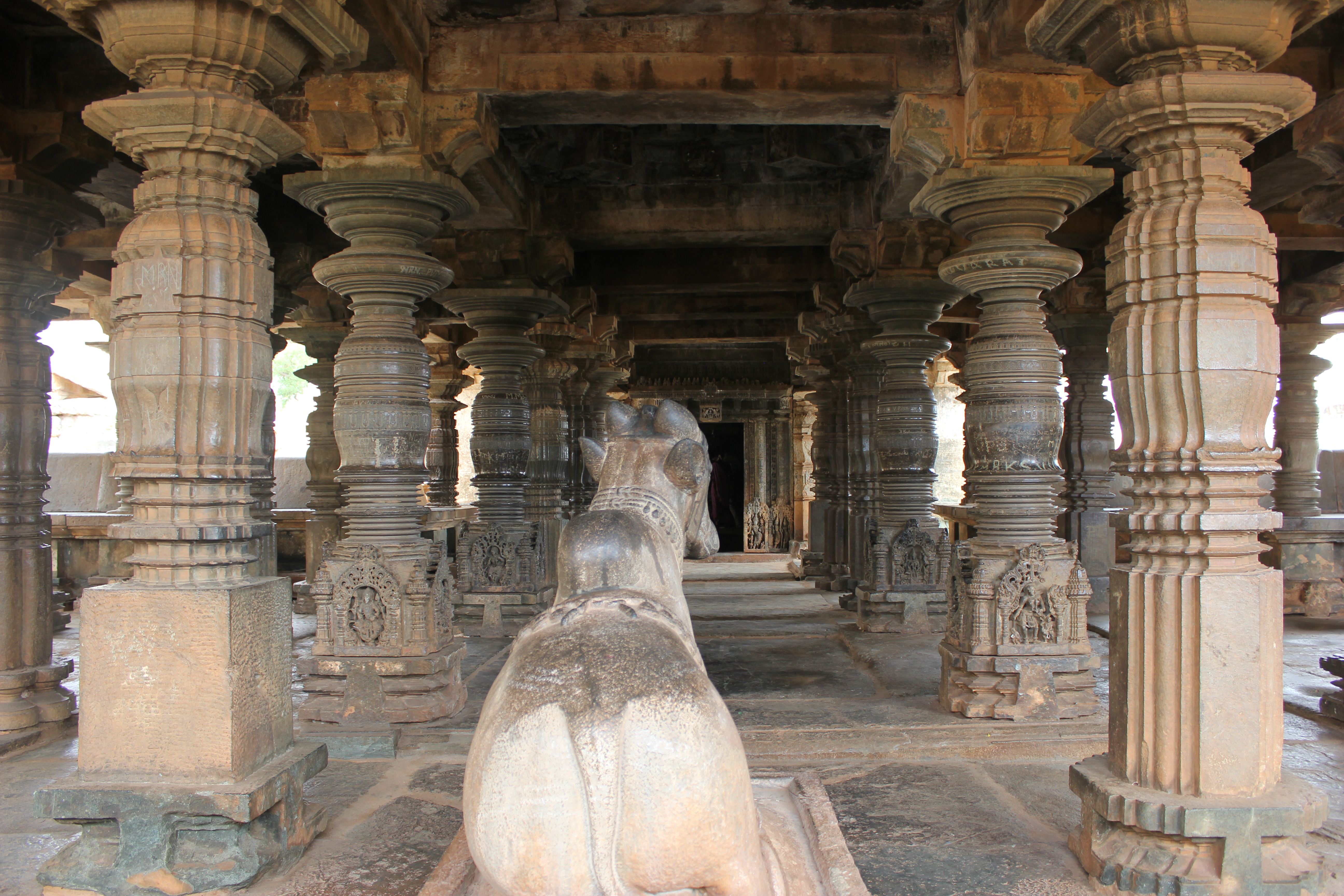
Mandapa ouvert du temple de Kalleshvara, en stéatite. Dynastie Rashtrakuta, mi-Xe siècle. Bagali, Karnataka,
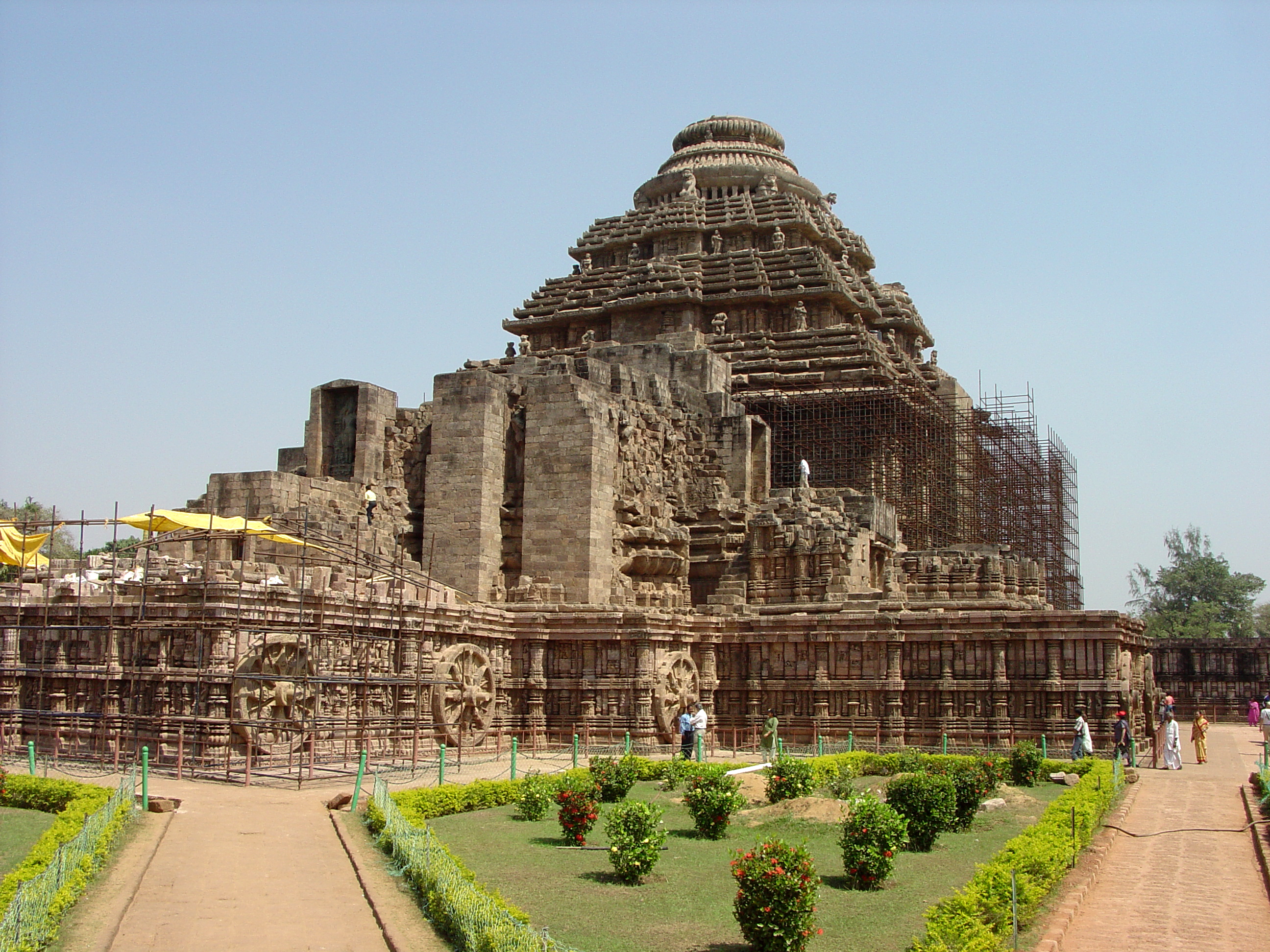
Konarak, temple de Surya. Milieu du XIIIe siècle. Orissa. En grès rose pâle[19].

Cette architecture a évolué vers deux styles différents :
- Le style du nord de l'Inde ou Nagara : la tour (qui protège le garbha-griha), appelée ici shikhara, est curviligne, en forme de pain de sucre.
- Le style du sud de l'Inde ou architecture dravidienne : la tour, appelée ici vimana, est de forme pyramidale avec des étages de plus en plus petits.

L'un des grands temples Chola du Tamil Nadu, le Gangaikondacholapuram, présente plusieurs traits caractéristiques de ce style. Disposé au centre d'une très grande enceinte qui abrite aussi plusieurs temples secondaires se dresse le temple principal. Le vimana, une pyramide aigüe, coiffe le sanctuaire, auquel on accède en traversant un vaste mandapa (salle hypostyle) puis l'antichambre. Celui-ci est ouvert sur l'extérieur par un double emmarchement, l'un vers le Sud et l'autre vers le Nord. Dans le Temple de Brihadesvara à Tanjore le ardha mandapa, sur plan carré à 36 piliers, est précédé d'une première salle première hypostyle,  maha mandapa à 70 piliers.
- Il existe un troisième style appelé Vesara, autrefois commun dans le Karnataka qui est la combinaison des deux styles précédents. Les temples Hoysalas de Belur, Halebid et Somnathpura sont les plus parfaits exemples de cette architecture.

Des styles régionaux plus ou moins très individualisés au cours des siècles, en marge de ces grands royaumes ou empires. C'est l'architecture Kalinga que l'on trouve dans l'état de l'Orissa. Et l'architecture du Kerala, qui présente, à cette époque de fortes similitudes avec celle du Tamil Nadu (temples de Padmanâbhasvami à Trivandrum, de Thanumalayan à Suchindram...), mais qui s'en distingue très nettement en général, depuis le Xe jusqu'au XVIIe siècle
Un principe de construction très répandu consiste en des murs très épais et d'épaisseur constante et avec une couverture, elle aussi très épaisse. Cette couverture, bâtie par strates de matériaux soigneusement dressés sur toutes les faces, comme les pierres taillées, mais aussi les briques, est montée en encorbellement. Le shikhara (vimana en Inde du Sud), possède un volume creux qui s'élève au-dessus du sanctuaire, sa structure restant très massive. Selon le principe de franchissement ou de couverture en encorbellement les blocs ou les briques sont entassés avec un décalage en porte-à-faux, en partie au-dessus du vide, jusqu'à couvrir l'espace concerné par des arcs opposés deux à deux.
Pour ce qui est des franchissements, dans toutes ces architectures, il faut noter l'absence totale d'utilisation de l'arc en plein-cintre, inconnu dans l'architecture indienne. Le seul cas d'utilisation d'arc en plein-cintre est le torana du Mukteshvara deula à Bhubaneswar. Mais c'est un objet architectural délicatement décoré et probablement d'inspiration bouddhiste.

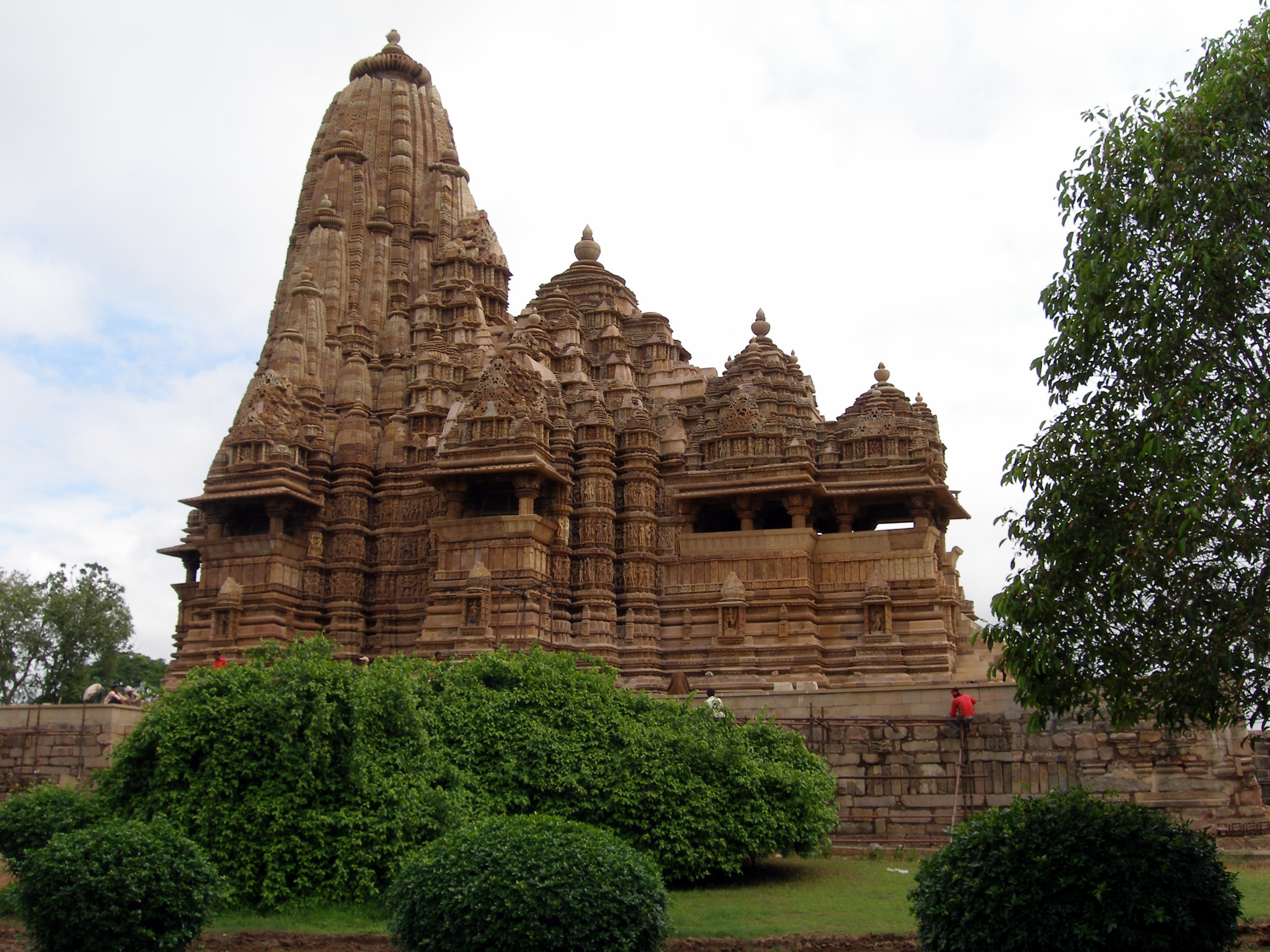
Le temple Kandariya Mahadeva à Khajuraho, v. 1025-1050

### Le style nagara
Le style nagara  présente deux caractéristiques principales :
- Le plan est basé sur un carré. Avec un grand nombre de renfoncements calculés par l'inscription de cercles et de carrés.
- La tour qui surmonte le sanctuaire est un shikhara (tour) avec une forme de pain de sucre.

Le style Nagara est largement diffusé en Inde, plutôt dans le Nord. Les premiers temples de style Nagara se trouvent au Karnataka. Par exemple le temple de Galaganath à Pattadakal.
Un des meilleurs exemples de style Nagara est le Temple de Kandariya Mahadeva, le plus grand temple de l'Ensemble monumental de Khajuraho. C'est aussi le plus abouti et le plus décoré. Il figure au patrimoine mondial de l'UNESCO depuis 1986.

### L'architecture dravidienne

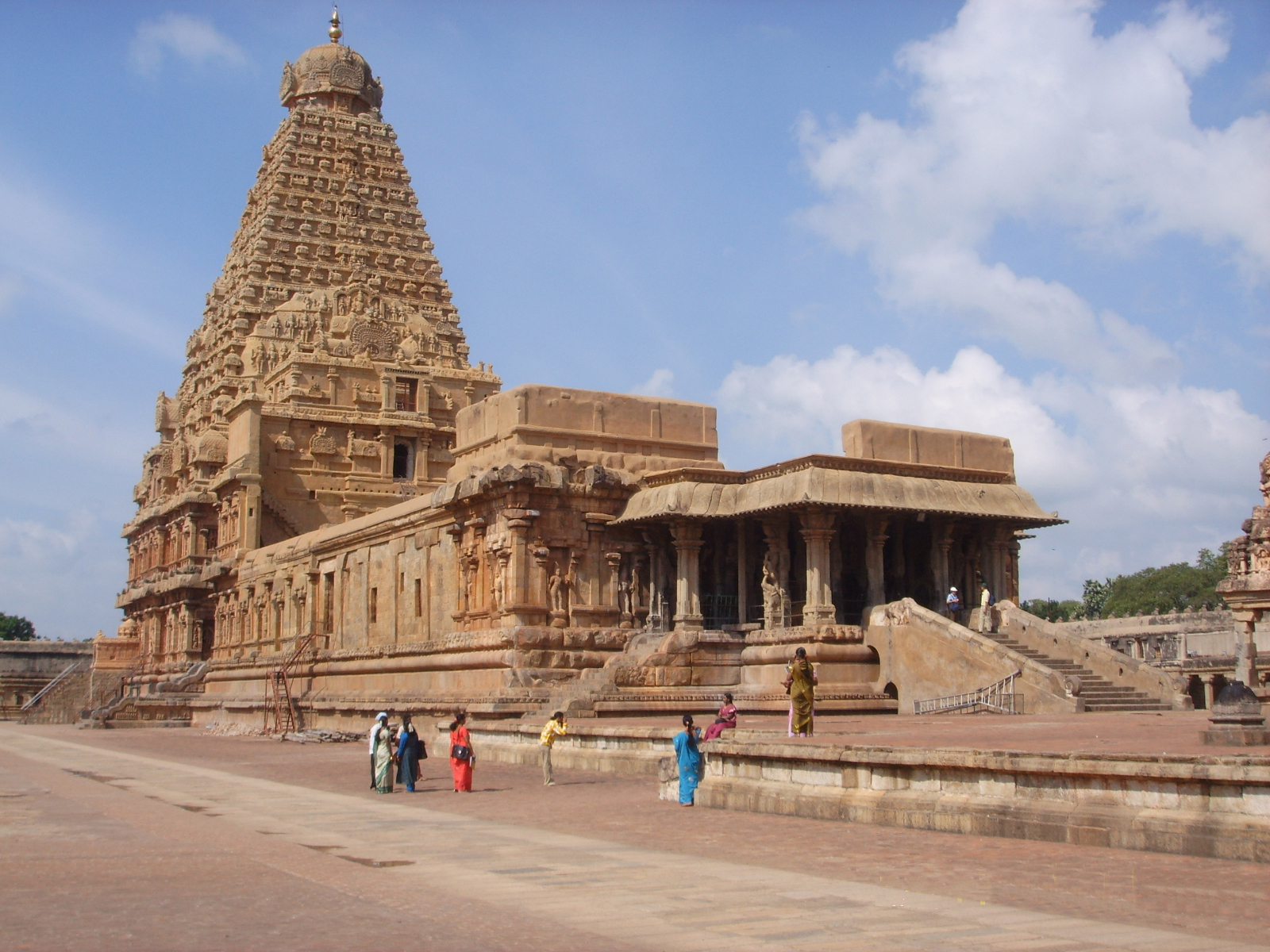
Temple Rajarajesvara de Tanjore, début XIe siècle

Ces temples sont souvent, surtout pour les plus tardifs en Inde du Sud, de très grandes dimensions et constituent parfois de véritables villes avec tous les aménagements nécessaires. Ils présentent cependant quatre caractéristiques principales, :
- Le cœur du sanctuaire, de plan carré est surmonté d'une tour appelée Vimana en forme de pyramide et d'étages de plus en plus petits.
- Des salles d'accès au sanctuaire ou Mandapas.
- Des immenses tours-portails ou Gopurams.
- Des salles à piliers appelées Chawadis ou Chaultris utilisé à des fins diverses.

Ils contiennent aussi des puits, bassins et réservoirs, tant pour les cérémonies rituelles que pour la vie quotidienne, ainsi que des logements pour les prêtres et des personnes travaillant dans le temple. On y trouve parfois des étables pour les éléphants.

### L'architecture Kalinga

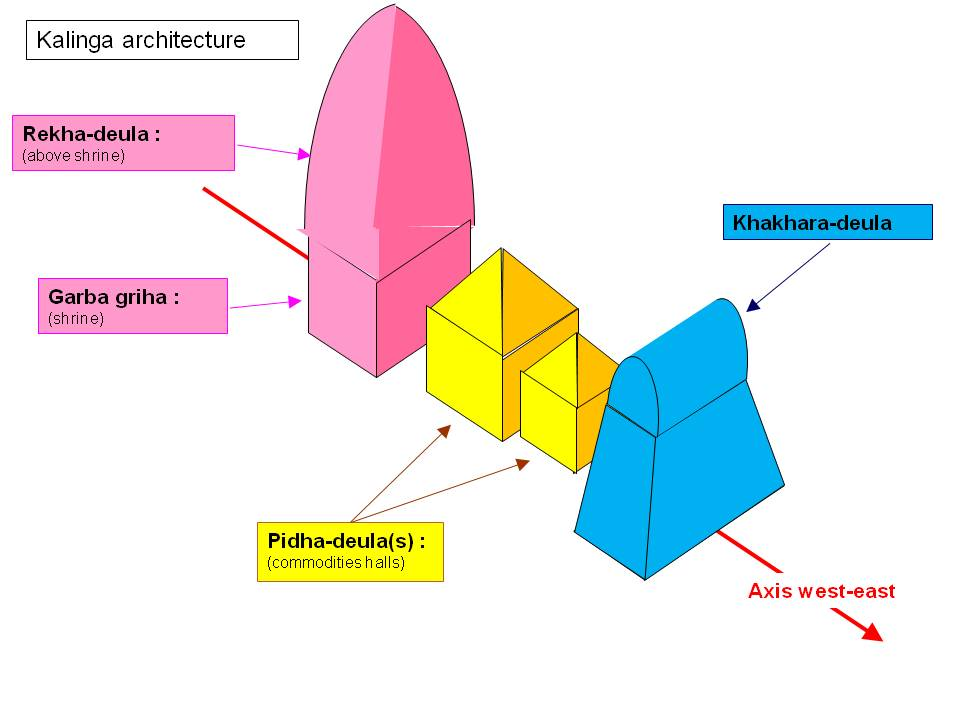
Schéma simplifié d'un temple d'architecture Kalinga

L'architecture de style Kalinga s'est développée dans l'Orissa et le nord de l'Andhra Pradesh. Les temples se composent de trois types de bâtiments (Deula) :
- Rekha Deula : c'est un bâtiment élevé en forme de pain de sucre, semblable aux shikharas. Il recouvre et protège le cœur du sanctuaire (garbha griha).
  - Exemples : les tours recouvrant le sanctuaire du Temple de Lingaraja à Bhubaneswar et du temple de Jagannath à Puri.

- Pidha Deula : c'est un bâtiment de plan carré avec une toiture en forme de pyramide, comme les vimanas. Pour des halls ou des salles de service du temple.
  - Exemples : Le jaga mohan (salle d'assemblée) du Temple de Sûrya (Konârak)

- Khakhara Deula : c'est un bâtiment de plan rectangulaire avec une toiture en forme de pyramide tronquée, comme les gopuras. Le nom vient de Khakharu (=gourde) du fait de la forme du haut du toit. Les temples de divinités féminines telles que Shakti sont généralement de ce type.
  - Exemples : Vaital Deula à Bhubaneswar dédié à la déesse Chamunda, temple de Brahmi à Chaurasi près de Puri, temple de Gouri à Bhubaneswar.

Les deux premiers types sont dédiés à Vishnu, Surya et Shiva alors que le troisième est dédié à leur parèdre : Chamunda et Durga. Le Rekha Deula et le Khakhara Deula abritent un sanctuaire, alors que le Pidha Deula est utilisé comme salle des offrandes ou hall pour des danses rituelles.

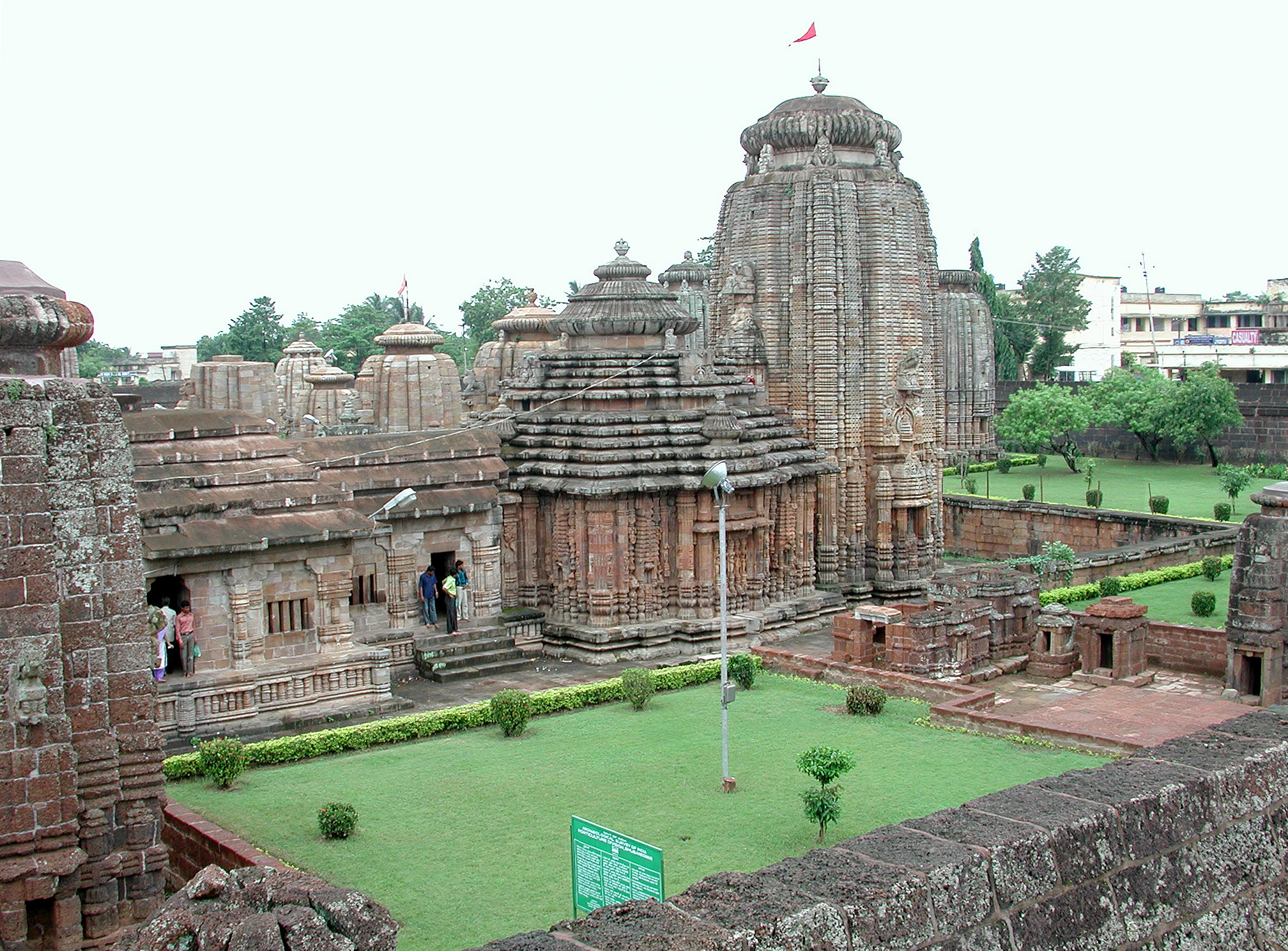
Temple de Lingaraja. Bhubaneswar
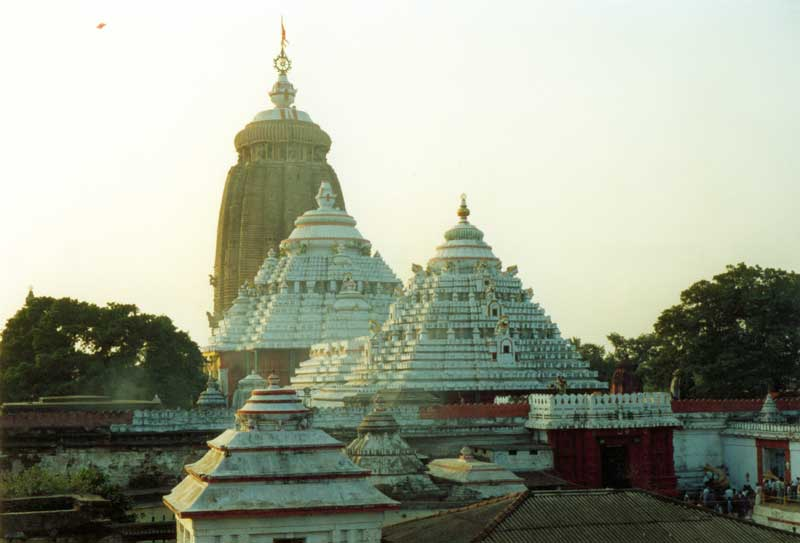
Temple de Jagannath. Bhubaneswar
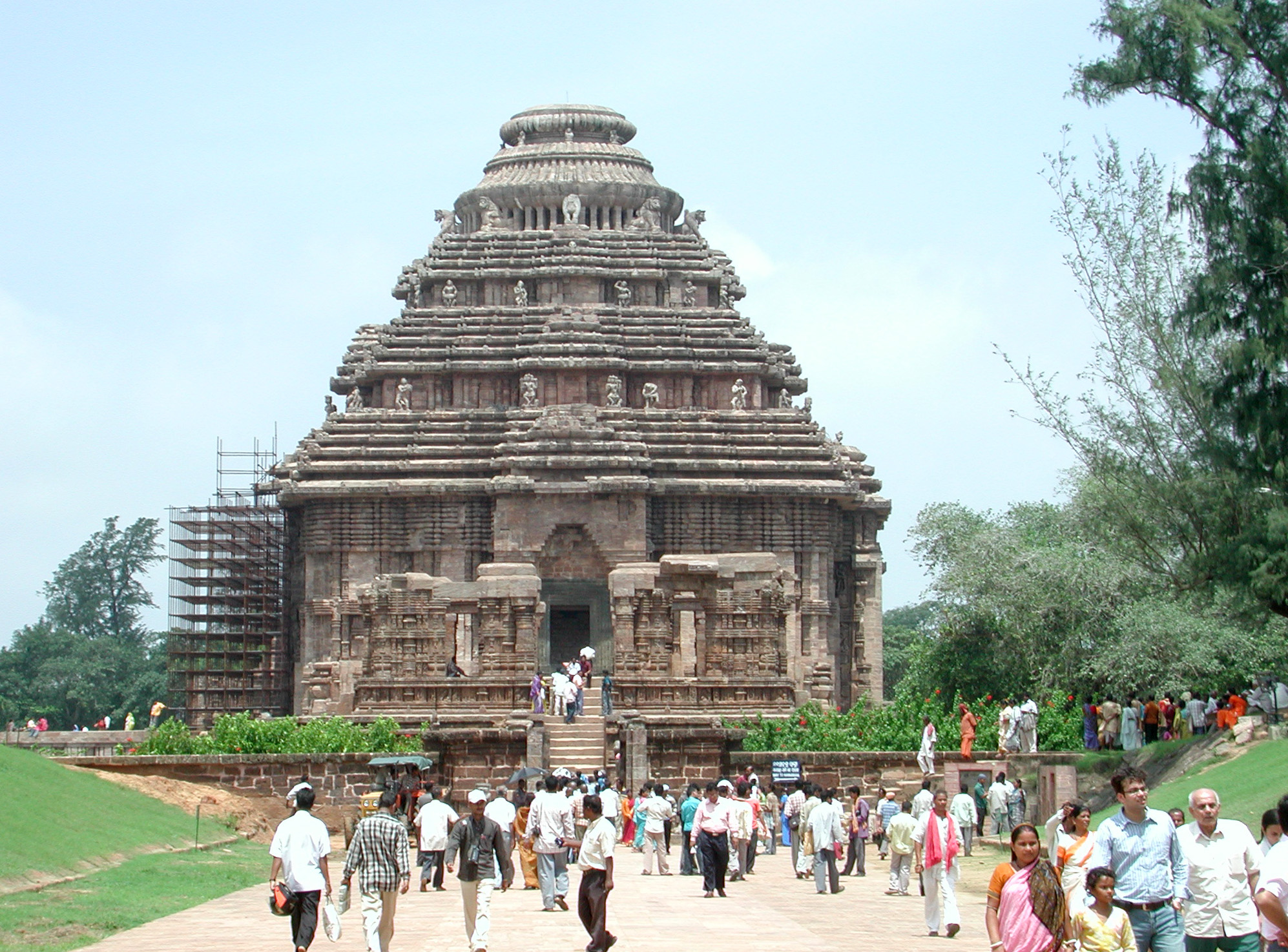
Temple de Sûrya. Konârak

## Le Kerala:Xe–XVIIesiècles
Le Kerala, région aux caractéristiques géophysiques et climatiques très marquées, présente de fortes spécificités locales tout en ayant reçu des « influences » depuis le Tamil Nadu des Chola. Datant du Xe siècle, le petit temple de Shiva à Kaviyur (à proximité du kaviyoor Mahadevar Temple) présente un mandapa de plan carré, sur quatre colonnes. Ce bâtiment est détaché de celui qui contient la cella, elle aussi sur plan intérieur carré mais dans une enveloppe circulaire. Elle entourée d'un déambulatoire à huit colonnes, le tout dans un volume cylindrique à toit conique très bas. Ce type architectural « présente une analogie frappante avec les  vatadâgê (en)  bouddhiques de Sri Lanka, lequel semble avoir toujours entretenu des liens avec le Kerala ». Autre particularité : des temples alignés, dédiés respectivement à trois cultes distincts. Ainsi le Vadakkunnathan, vers le XIIe siècle à Trichur, aligne trois sanctuaires : quadrangulaire, de Rama / Vishnu, et circulaires, de Shiva et de Harihara / Shankara Narayana .
Des temples bâtis en partie sur le modèle des temples tamouls, sous les Nâyaka de Madurai, témoignent aussi de traits caractéristiques locaux, en particulier dans leurs couvertures. S'ils ont des gopuram qui semblent tamouls, leurs sculptures présentent des nuances locales, comme à Suchindram, le temple de Thanumalayan (ou Sthânunâthasvâmî).
Enfin, ce qui caractérise aussi certains temples du Kerala, ce sont ses toits superposés, rectilignes, au pentes rapides et couverts de tuiles ou de plaques de cuivre, qui devient noir en s'oxydant.
Les décors sculptés dans le bois dans un style propre au Kerala, et souvent polychromes, s'intègrent aux grands ensembles de peintures murales, intérieures mais aussi extérieures, ces dernières bénéficiant de l'abri de toits largement débordants sur des murs peu élevés, elles sont donc bien protégées. Jusqu'au XVIIIe siècle ce décor reste de grande qualité, plein de vigueur et d'exubérance en particulier sur les temples au nord du Kerala.

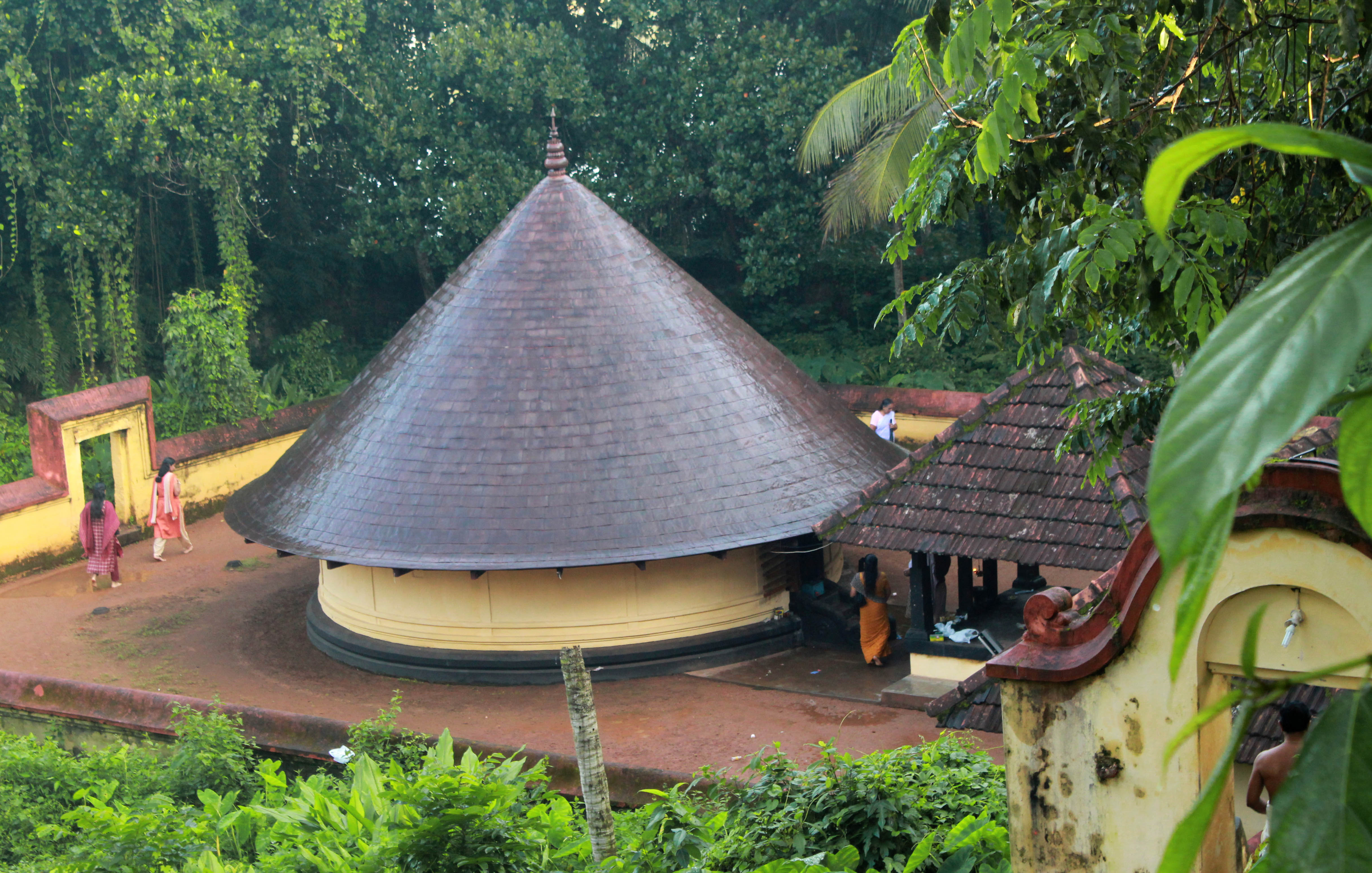
Le petit temple de Shiva à Kaviyoor. Xe siècle. Le sanctuaire circulaire, à gauche, ouvert aux 4 orients, est séparé du mandapa, sur plan carré, à droite.
Plan du Vadakkunnathan, vers le XIIe siècle. Trichur. Les trois sanctuaire, de d. à g. : Vishnu, Harihara, Shiva
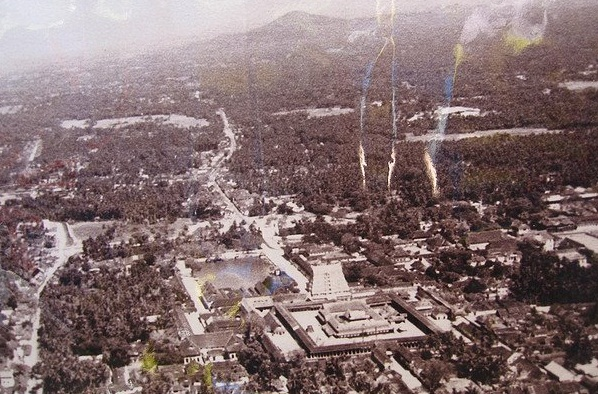
Le temple de Sree Padmanabhaswamy à Trivandrum (Thiruvananthapuram), vue aérienne des années 1930s. Styles mêlés Kerala / Tamil Nadu, gopuram du XVIe siècle
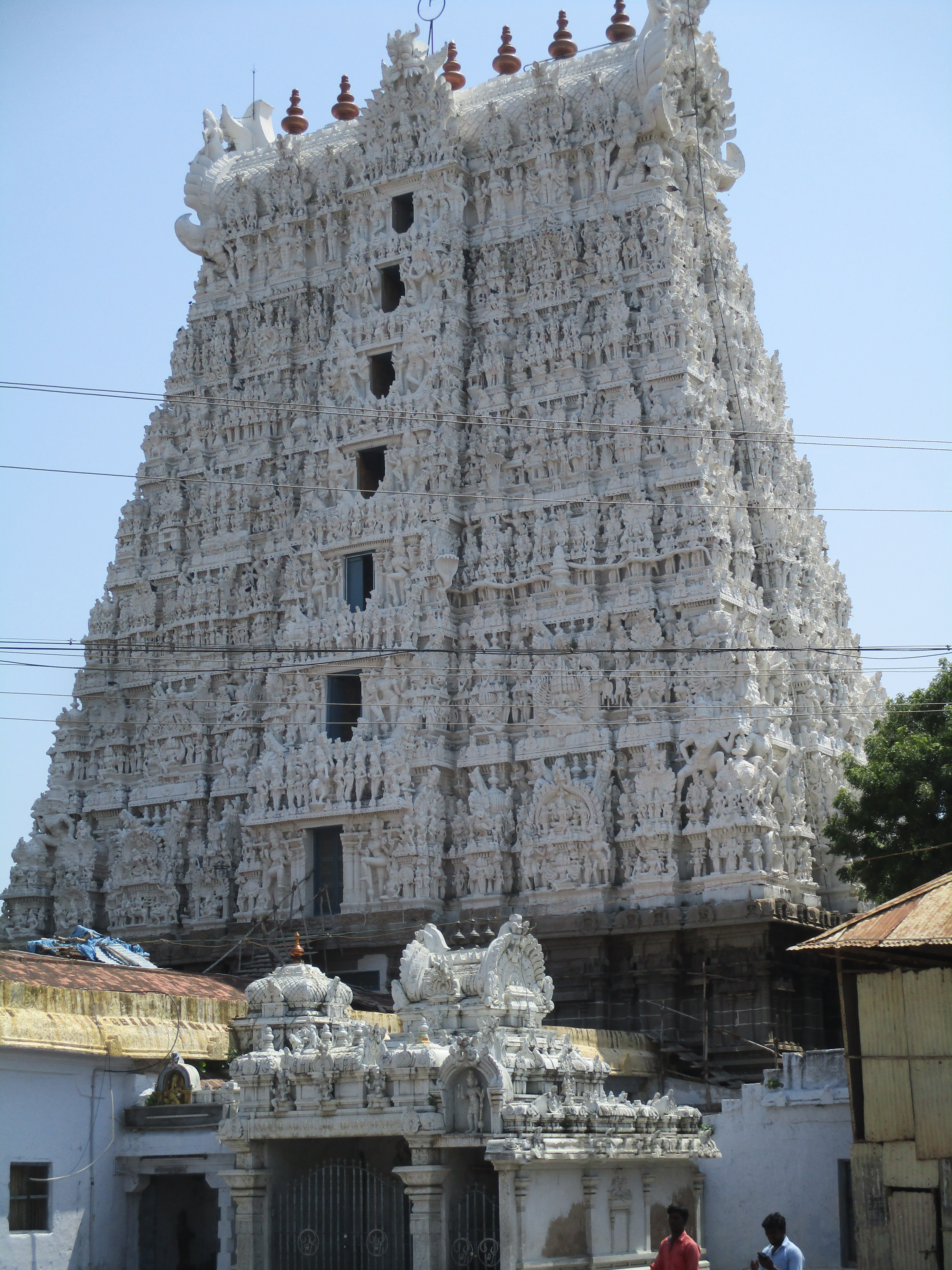
Le gopuram du temple de Thanumalayan à Suchindram.
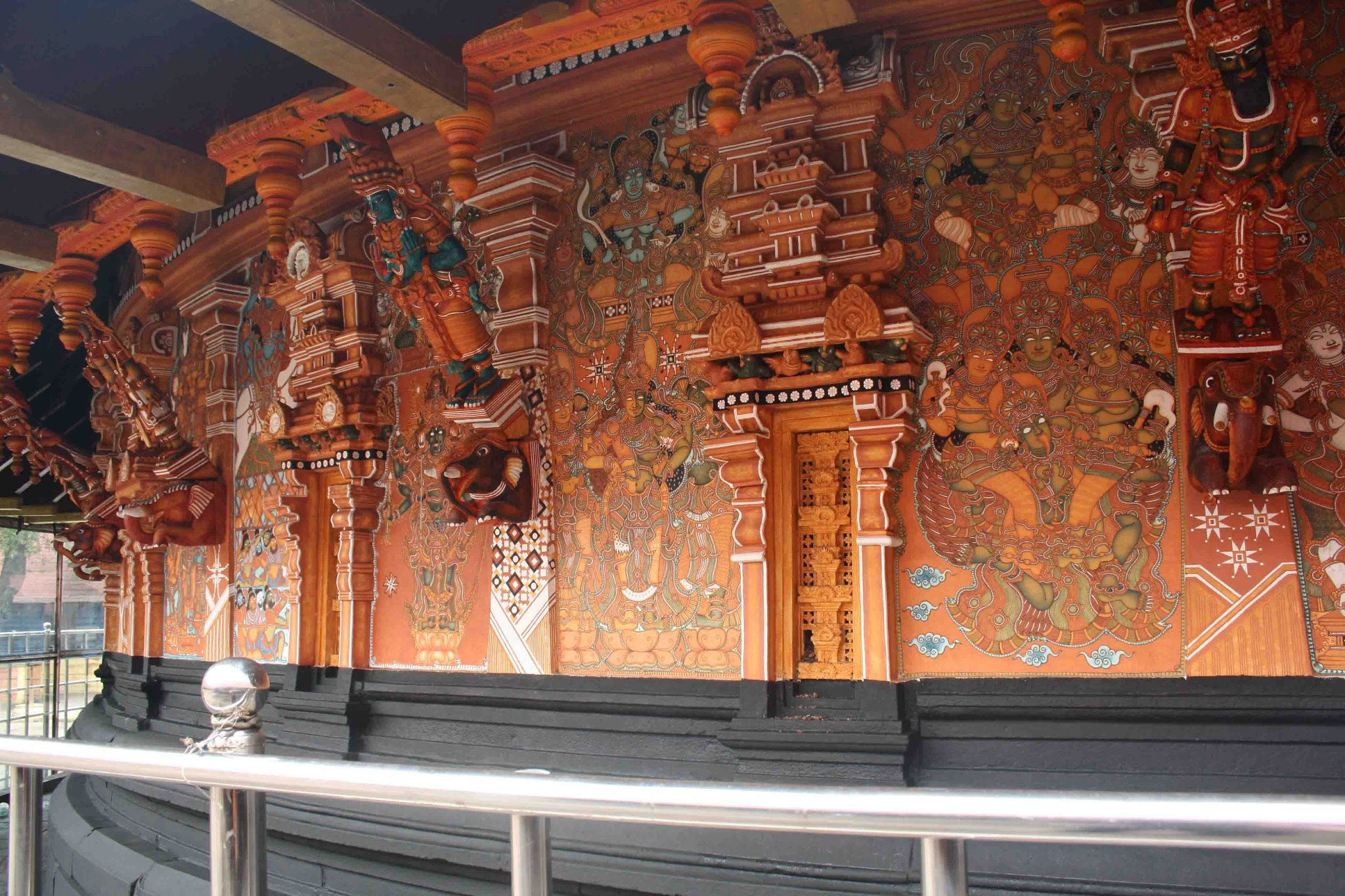
Peintures murales et sur les aisseliers de bois du sanctuaire circulaire. Temple de Vaikom. XVIe siècle
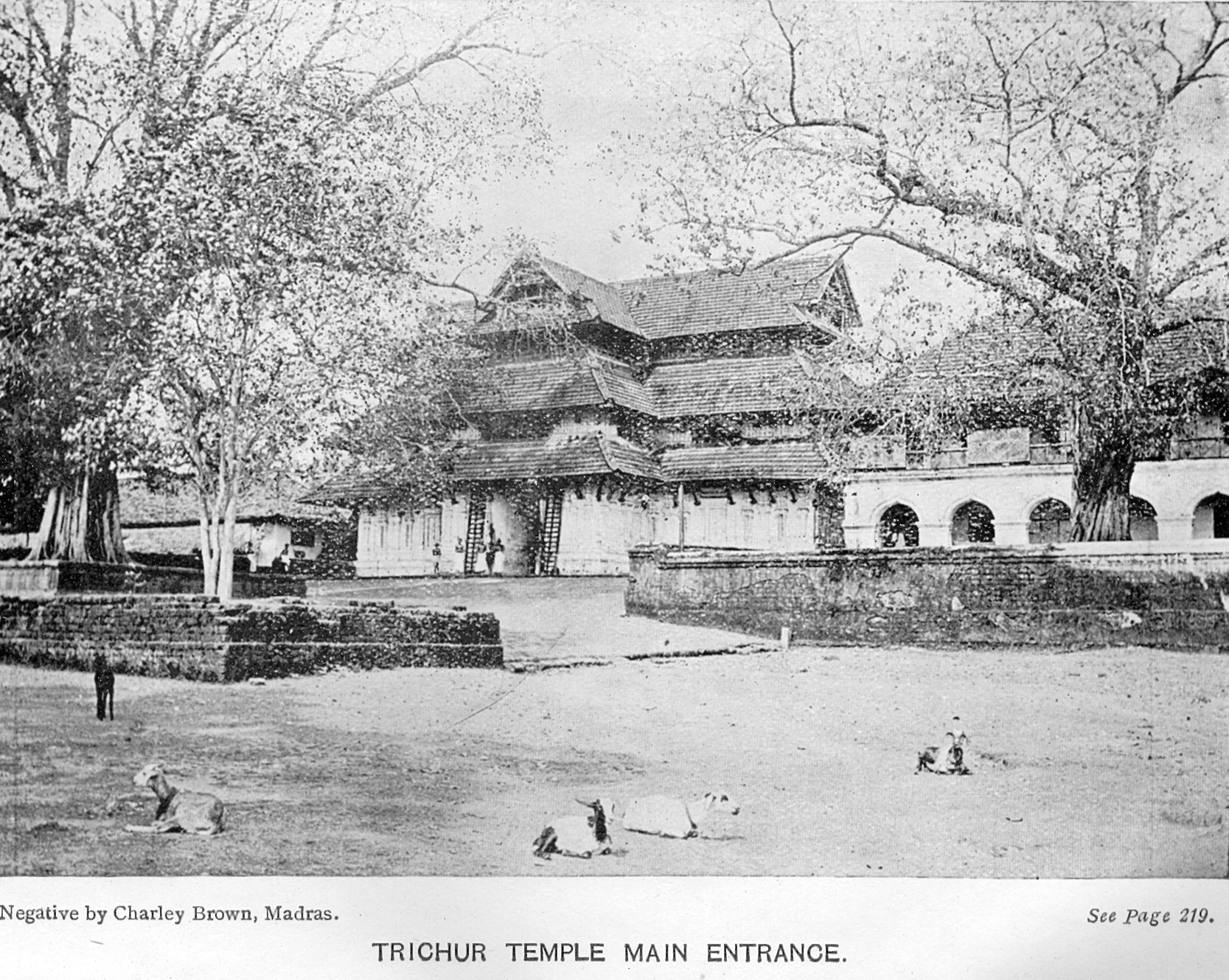
L'entrée principale des temples de Vadakkunnathan. Trichur (photo prise en 1913).
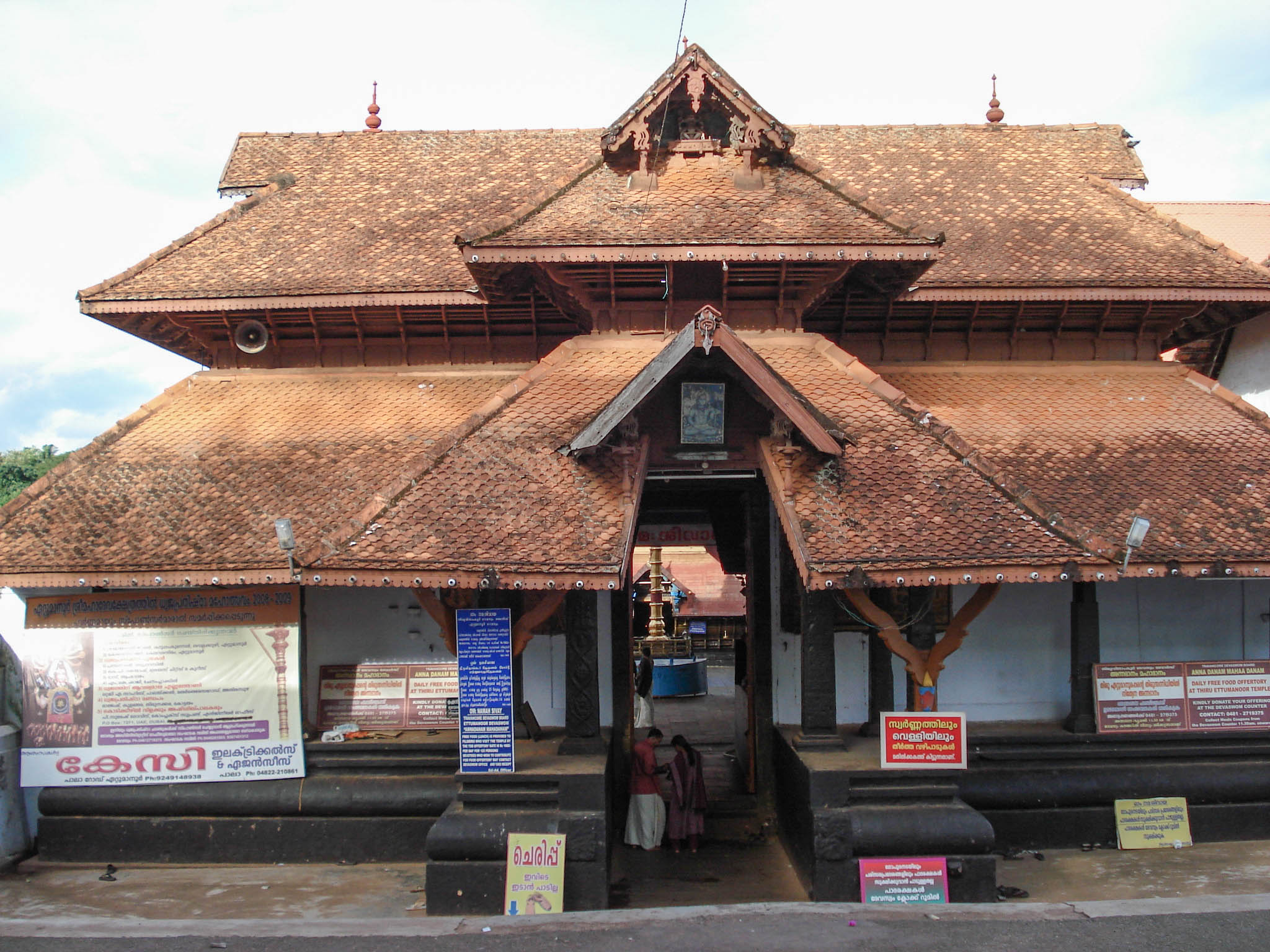
Porte Nord d'un temple d'Ettumanoor. Ballikalpura (?), XVIe siècle à deux toits rectilignes en pente recouvert de tuiles.
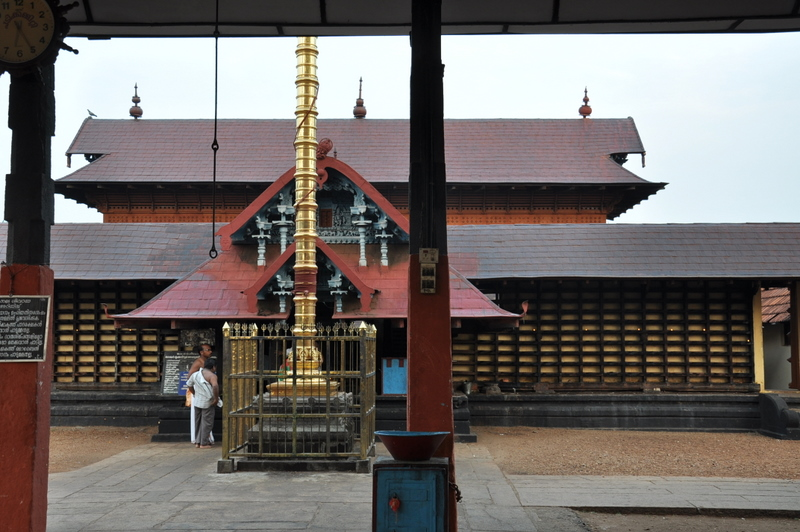
Porte Est, Temple principal de Vishnu à Kaviyoor. Toit : plaques de cuivre, XVIe siècle ?
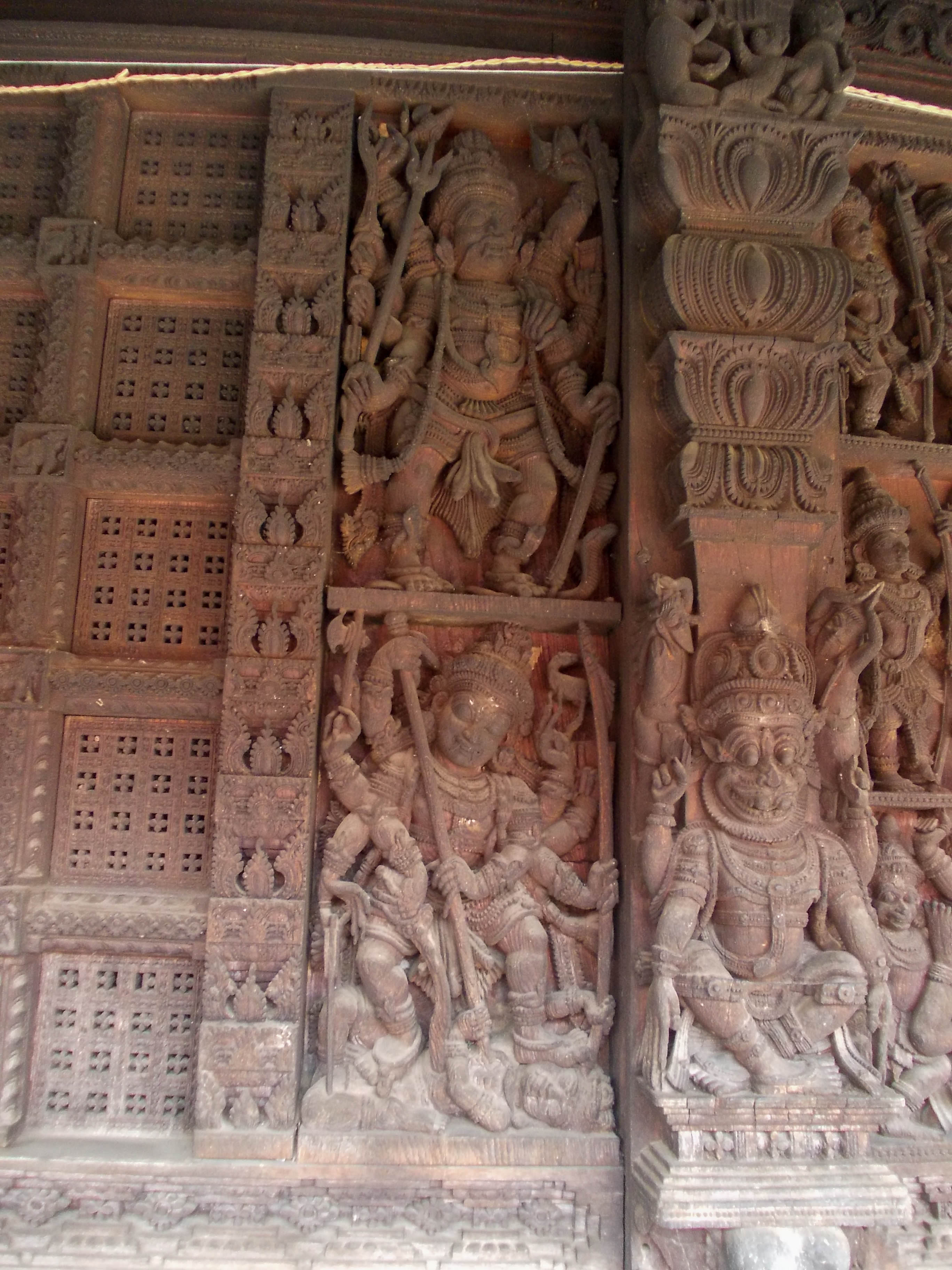
Bois sculptés, temple circulaire de Kaviyoor.

## LesXIVe–XVIIesiècles

### Le royaume hindou de Hampi-Vijayanagar, milieuXIVe–XVIIesiècle
Cette architecture se trouve, majoritairement, sur le territoire du Karnataka.
Le royaume hindou de Hampi-Vijayanagar a su tenir tête à la puissance occupante sur tout le territoire de l'Inde, et à sa religion musulmane. L'ancienne capitale ruinée, Hampi, a conservé de magnifiques témoins de son architecture. Sur le versant Nord de la colline Hamkuta, légèrement antérieurs à l'avènement de la dynastie des Sangama, les temples ont des formes sobres quoique imposantes, avec les vastes terrasses qui les entourent et sur lesquelles ils reposent et par leur inscription dans le paysage. Ils sont de style kadamba (en), avec des colonnes typiques de section carrée, ou rectangulaire. Au XVIe siècle, le petit ensemble de Ramacandra, tardivement appelé Hazara rama, comporte deux temples, l'un dédié à Rama, l'autre sans doute à son épouse. L'enceinte, au beau décor sculpté en bas-reliefs et en registre, pourrait être antérieure aux temples actuels. De plan carré, le Ramacandra possède des colonnes aux chapiteaux dont l'échine a la forme de fleurs aux multiples pétales en pointes. Le toit de ce sanctuaire, comme de toutes les superstructures des toitures est en brique stuquée. Les quatre piliers segmentés du mandapa, en granit sombre, sont décorés de reliefs sur chaque face.

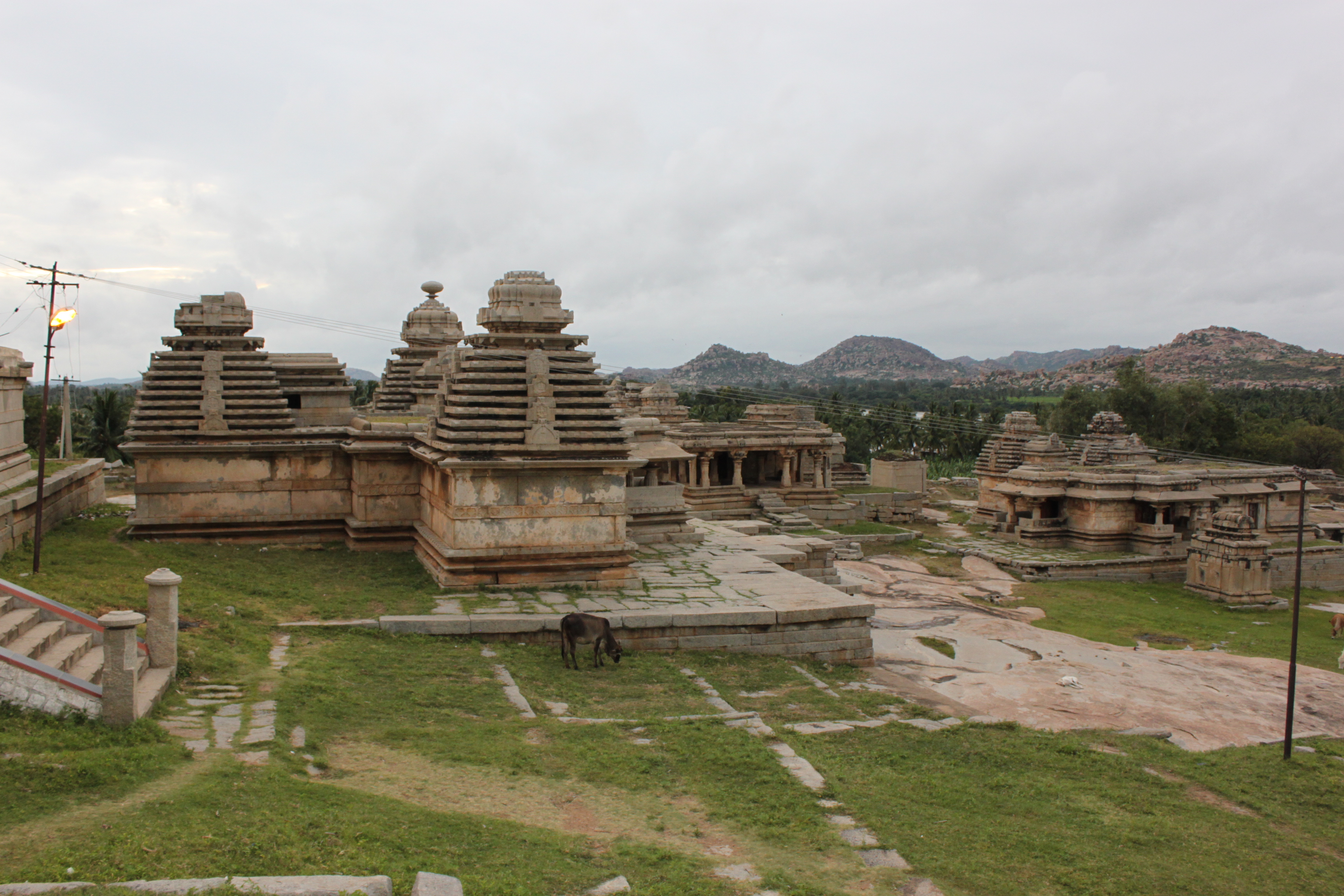
Temple de Kapila à Shiva. Colline d'Hemakuta, début XIVe siècle, Hampi-Vijayanagar
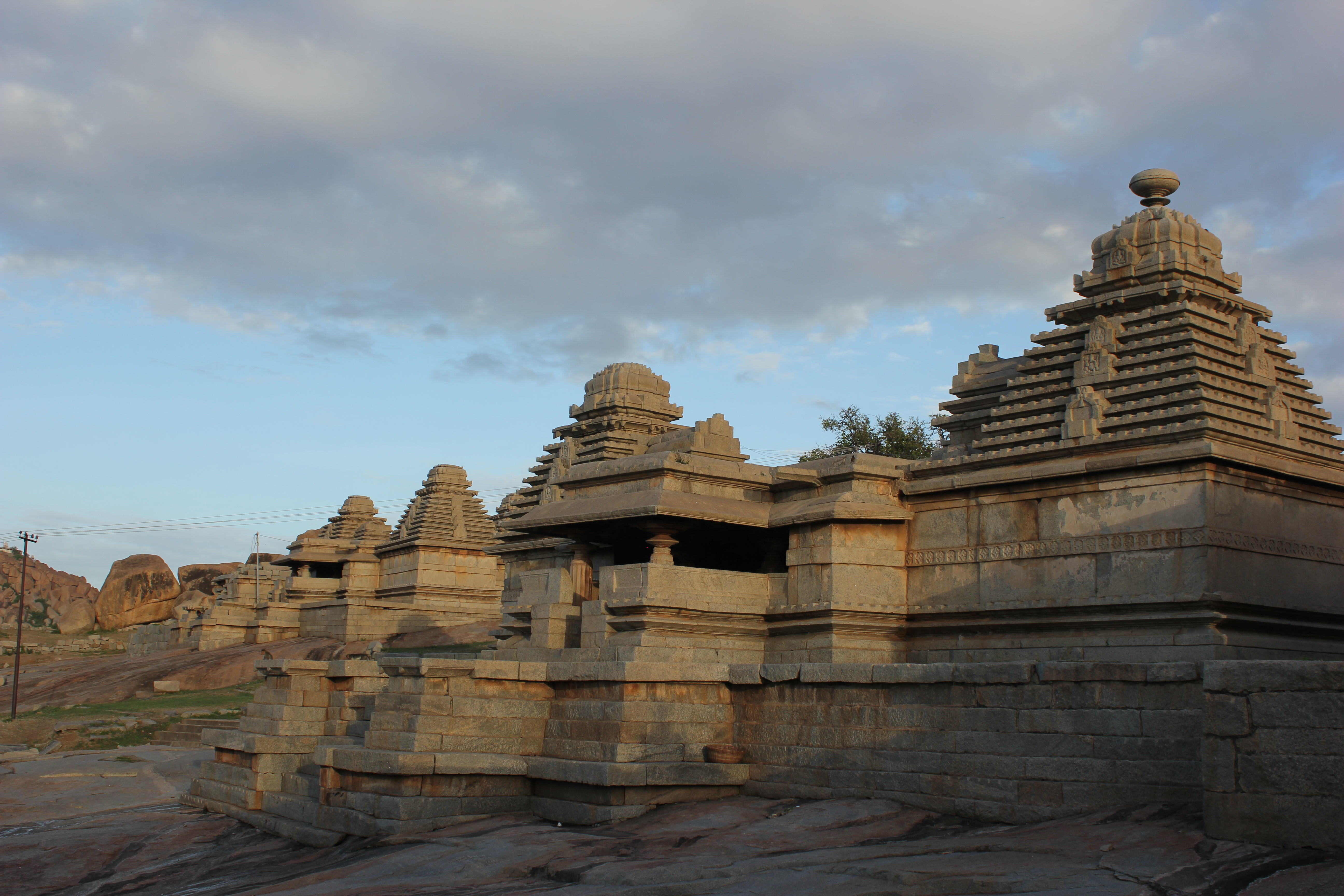
Vue sur deux de ces temples
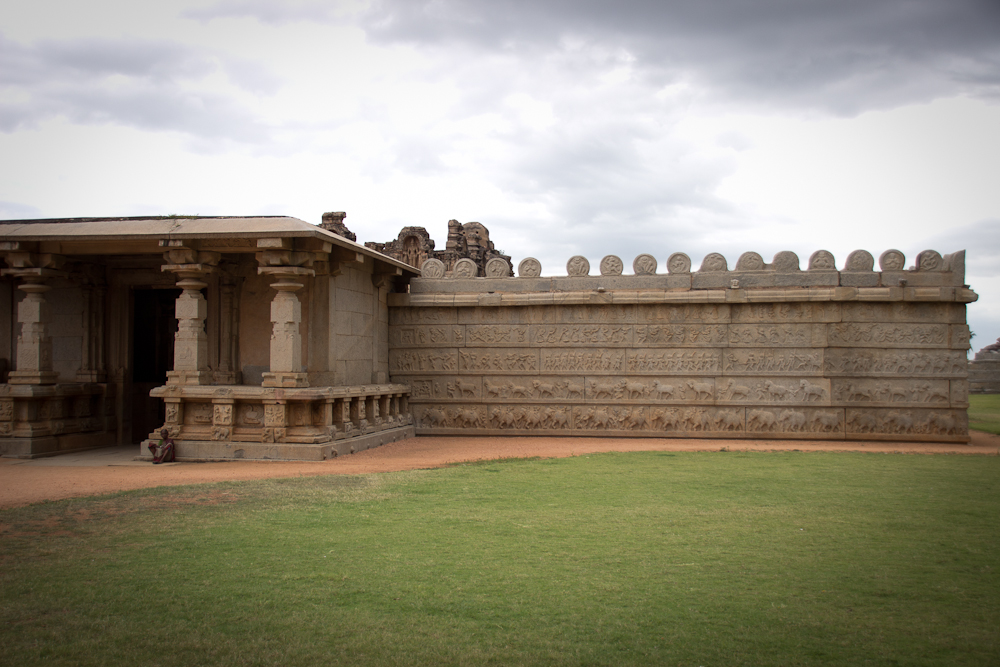
Enceinte du temple de Ramacandra (Hazara Rama). Vijayanagar, v. 1510. Hampi
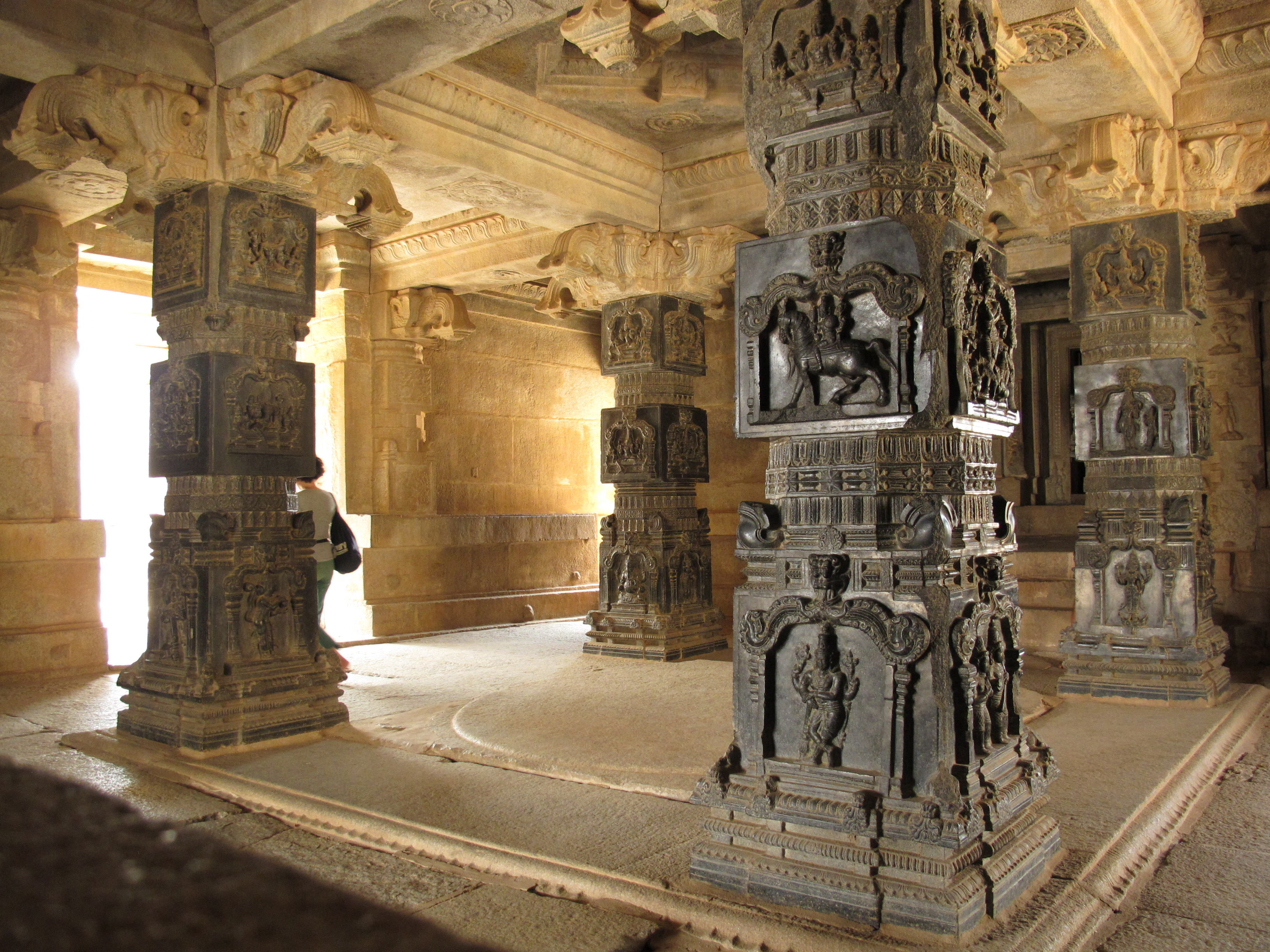
Mandapa du Ramacandra. Piliers de granit, reliefs figuratifs. Vijayanagar, 1520. Hampi
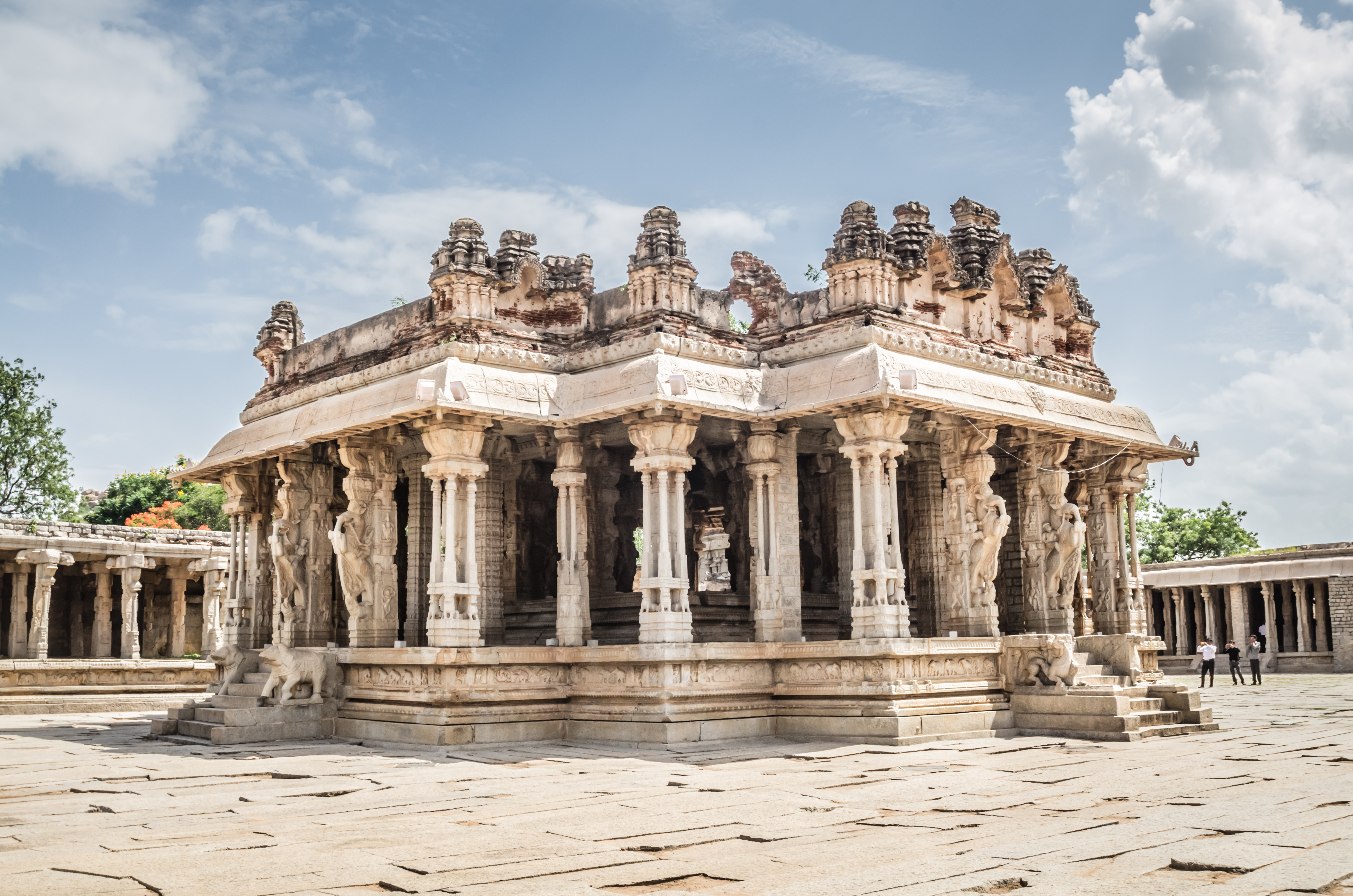
Mandapa ouvert, piliers composites, temple de Krishna, 1515. Vithalapura, Hampi

### Les immenses ensembles du Tamil Nadu,XVe–XVIIesiècles

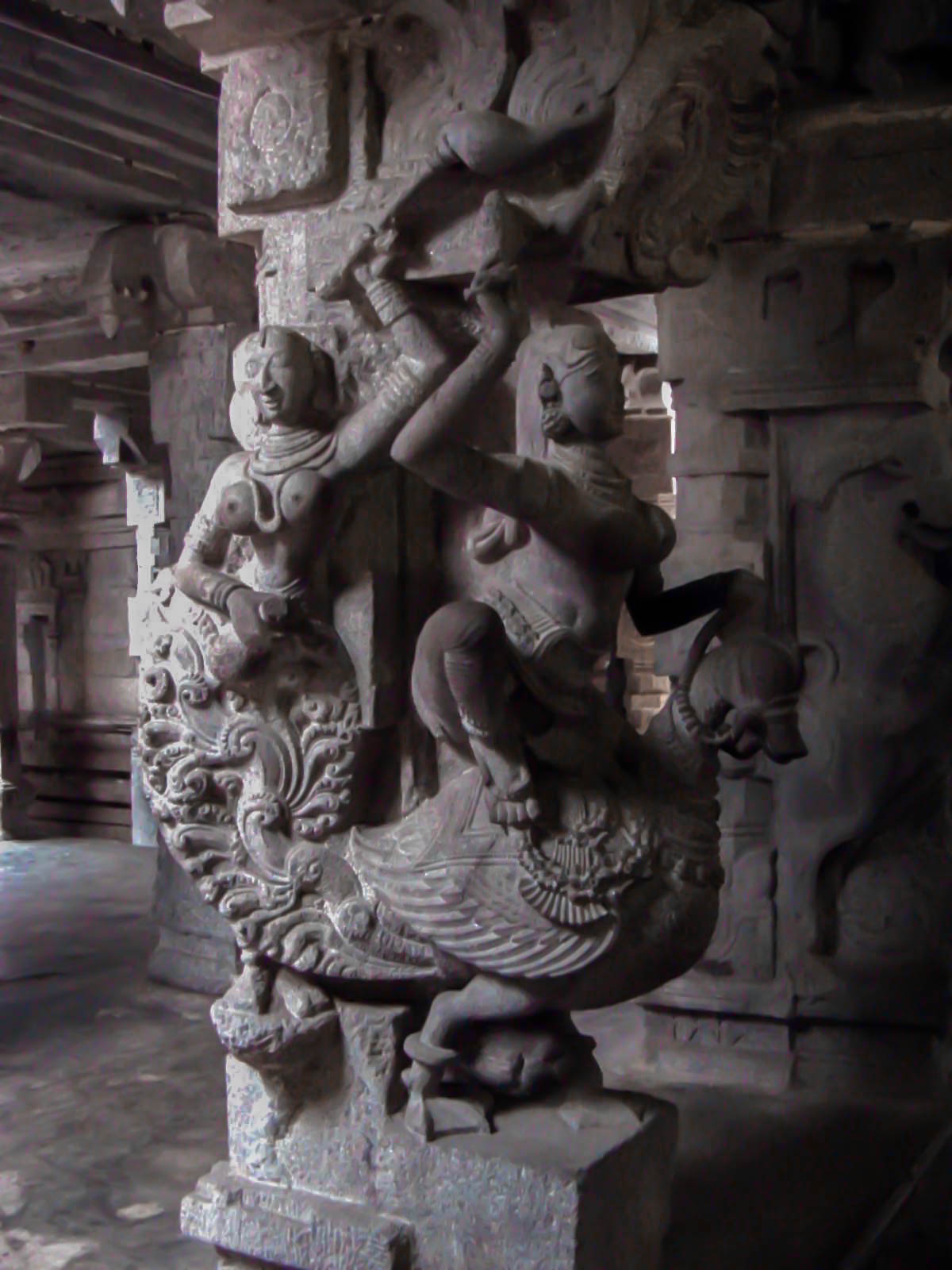
La déesse Rati. Pilier composite, allée médiane, salle 1000 piliers, Minaksi Sundaresvara. Fin XVIe, Madurai
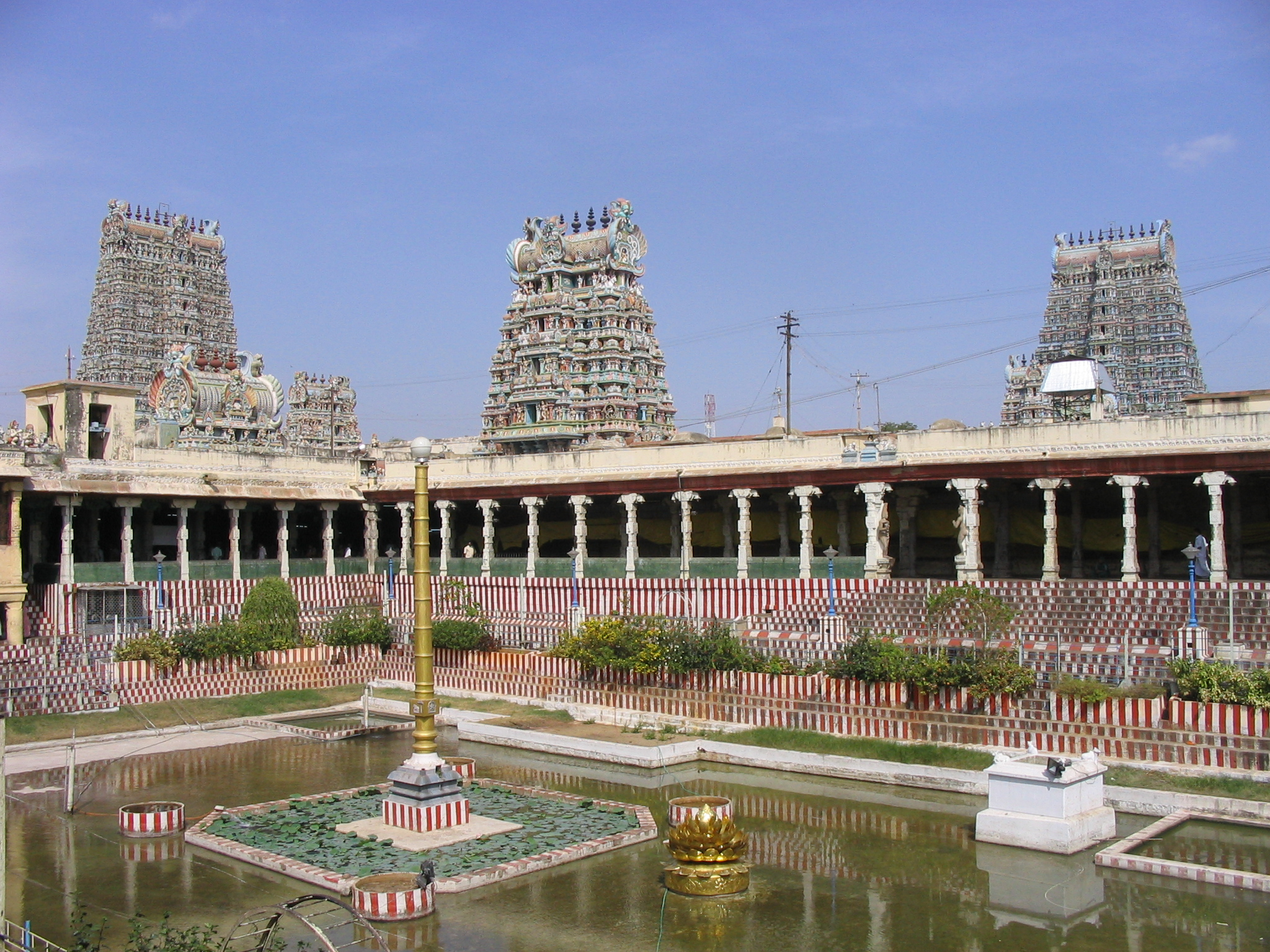
Le temple de Shiva, Minaksi Sundaresvara, rebâti : seconde moitié du XVIe siècle. Le bassin sacré et 3 des 8 gopuram. Madurai
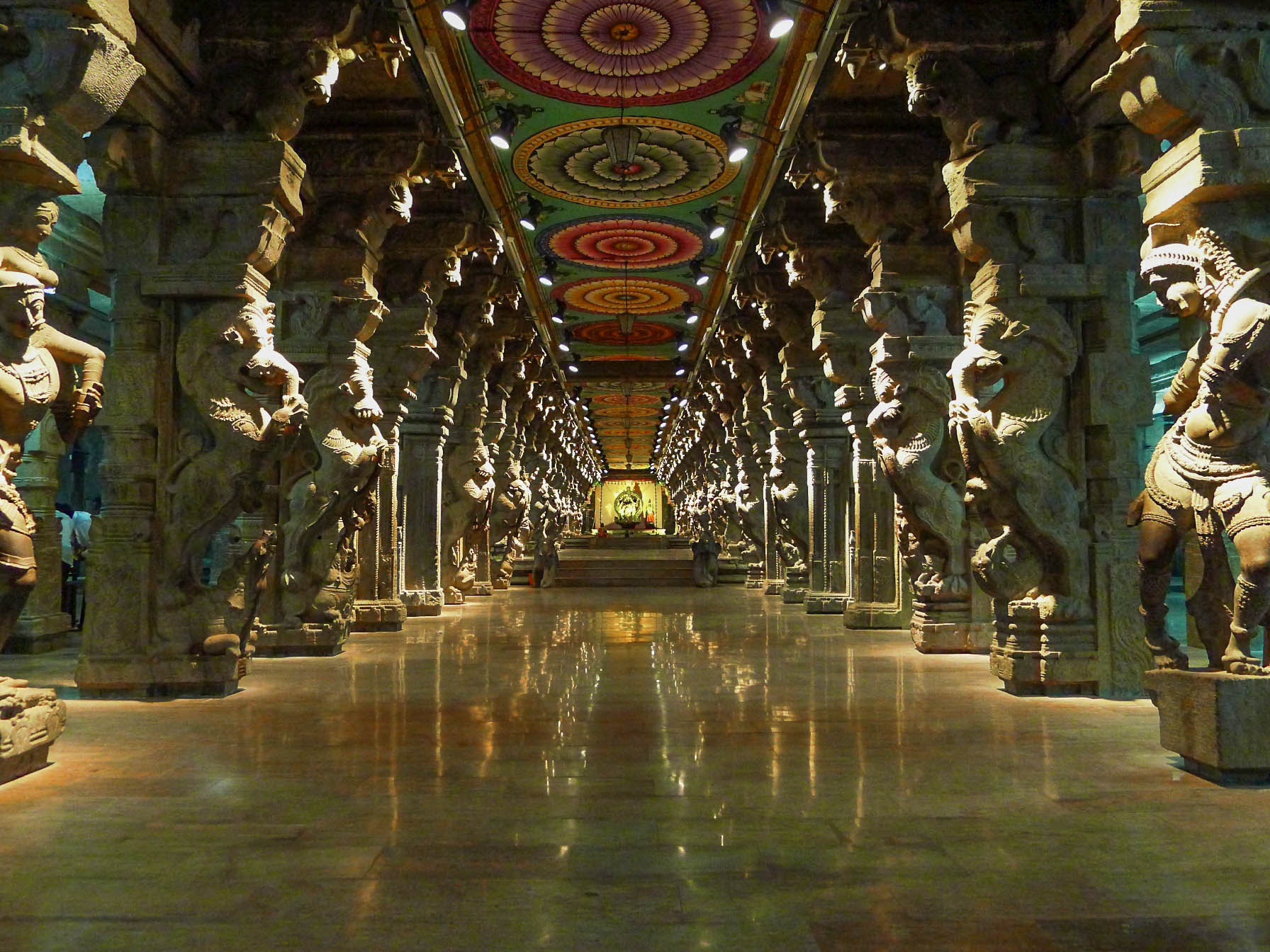
Minaksi Sundaresvara, allée médiane aux animaux fabuleux de la salle aux mille piliers. Madurai
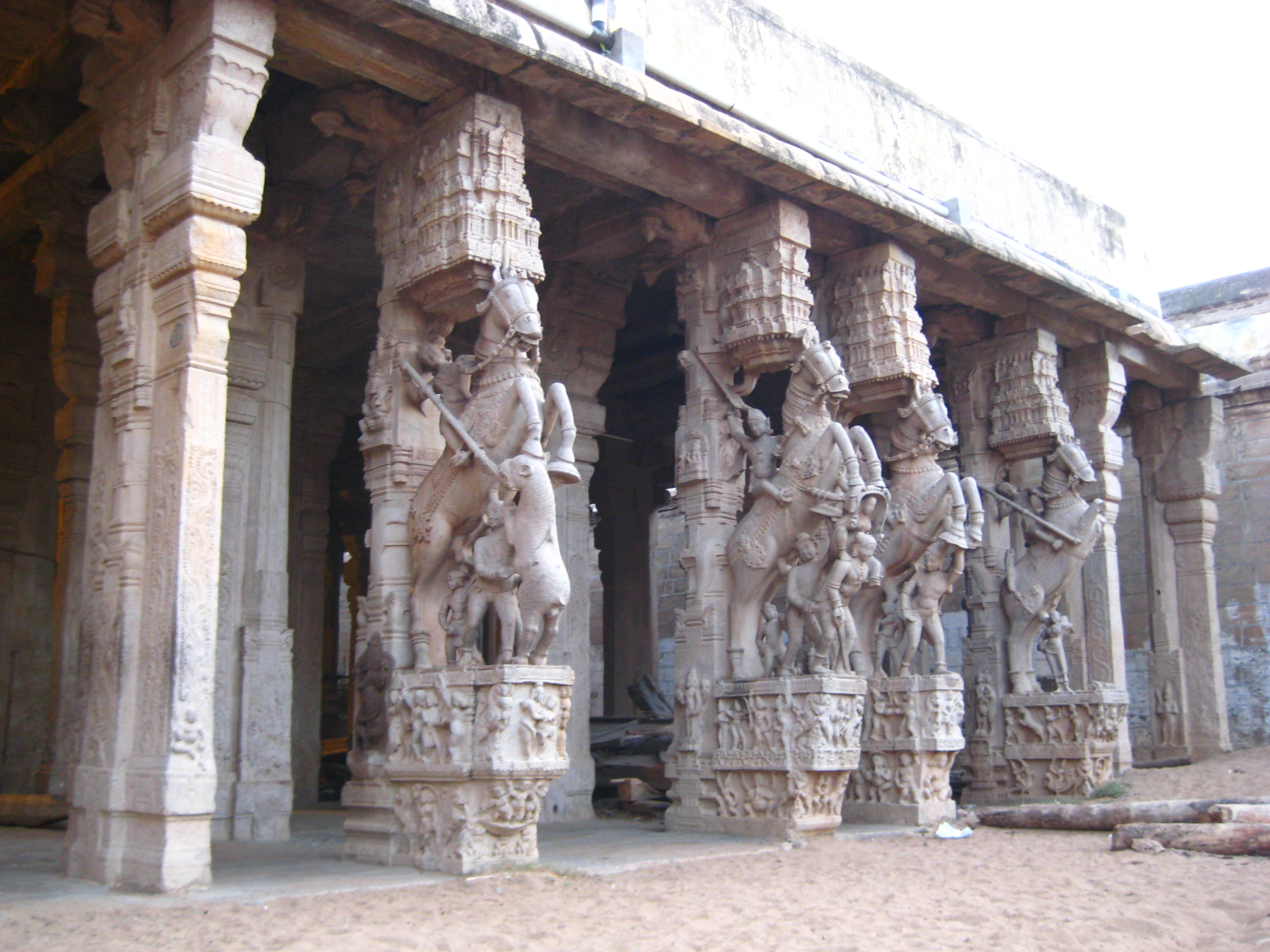
Piliers composites aux chevaux dressés, Sri Ranganatha Swamy, déb. XVIIe siècle. Tiruchirapalli
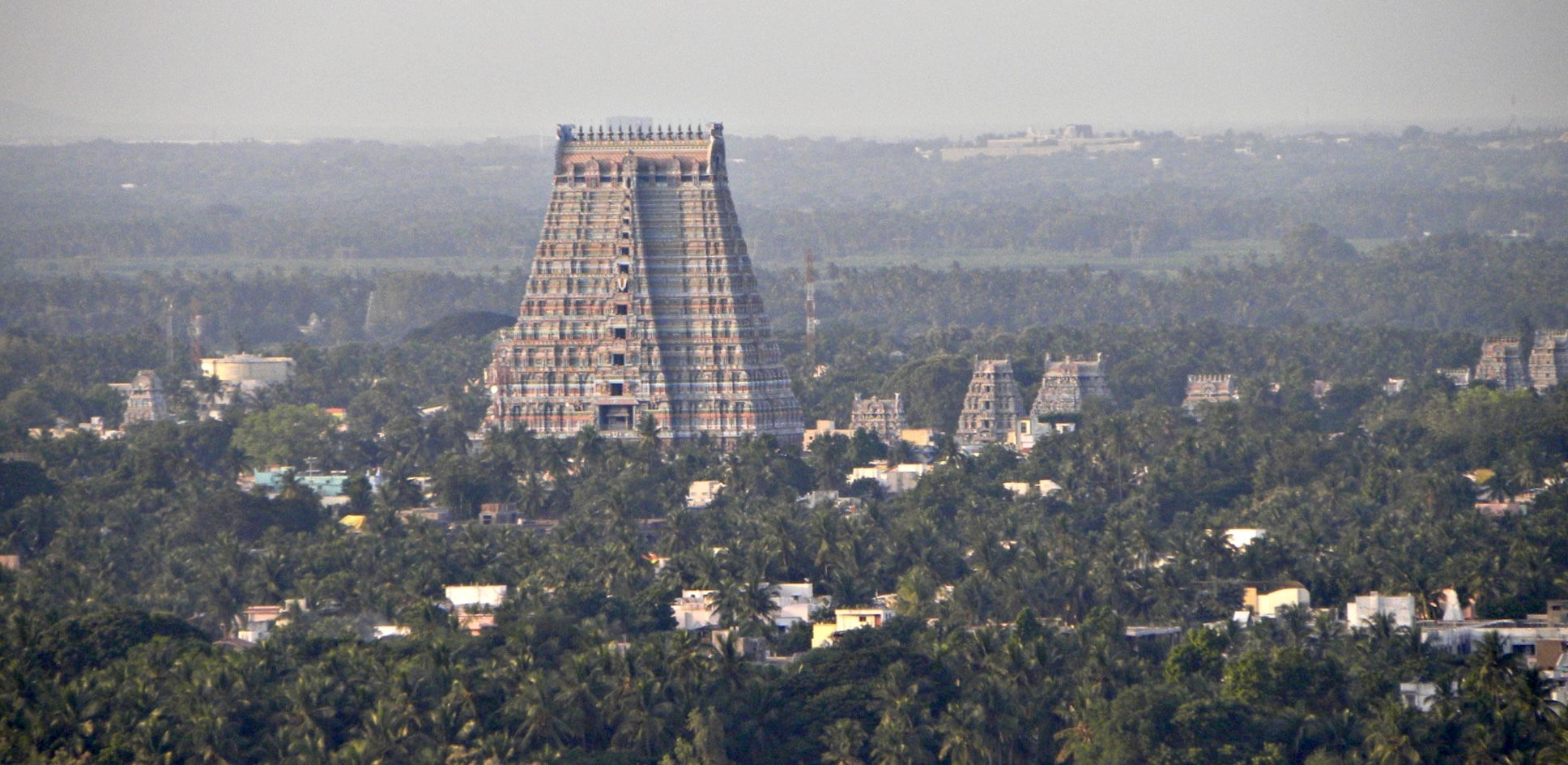
Ensemble dédié à Vishnou, le Sri Ranganatha Swamy XVIe – XVIIe siècle. Srirangam. Vue générale dans la ville. Tiruchirapalli
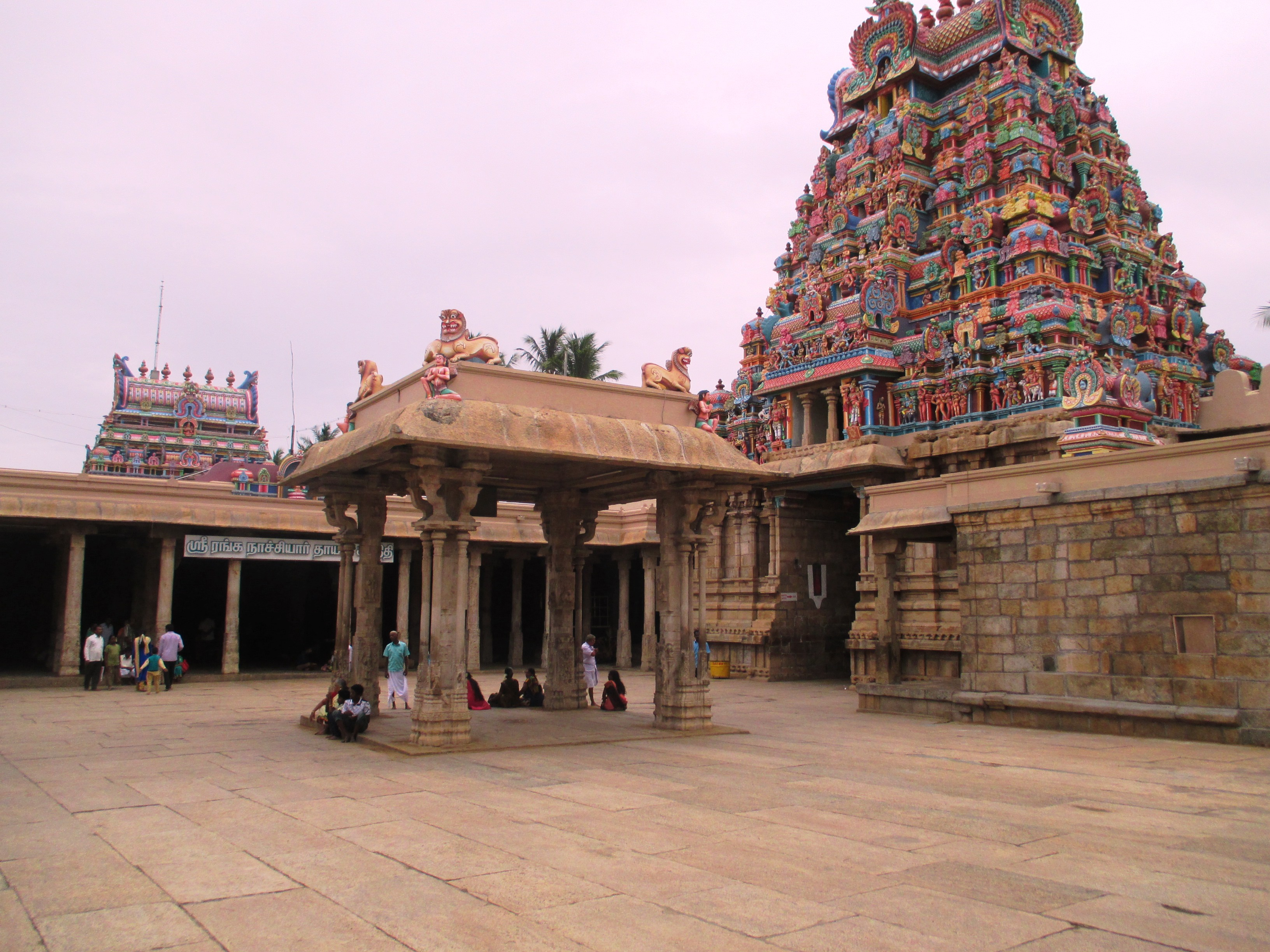
Gopuram Nord, du Sri Ranganatha Swamy, Srirangam. Tiruchirapalli
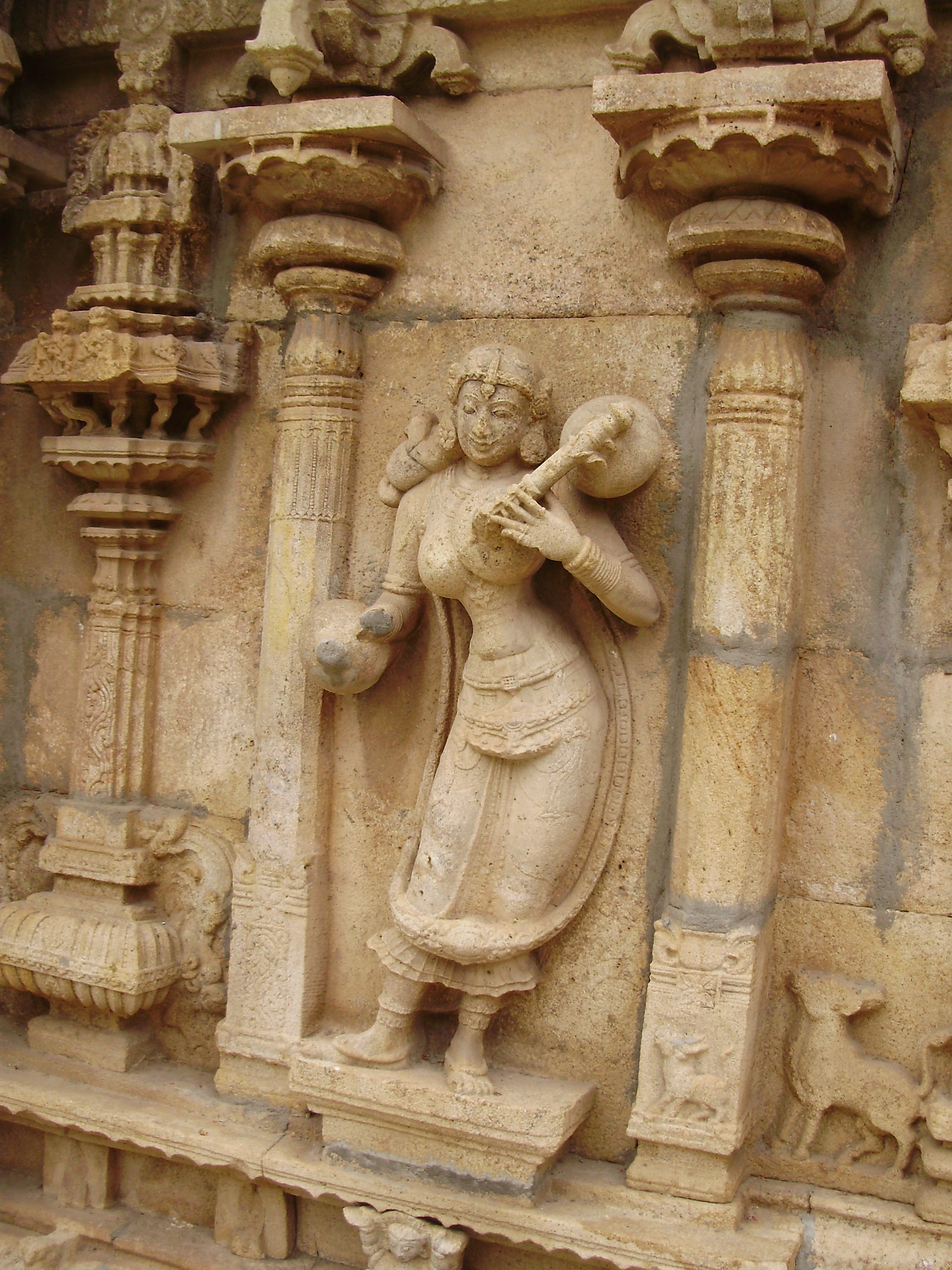
La joueuse de vînâ. Venugopala Krishna. Sri Ranganatha Swamy. XVIe
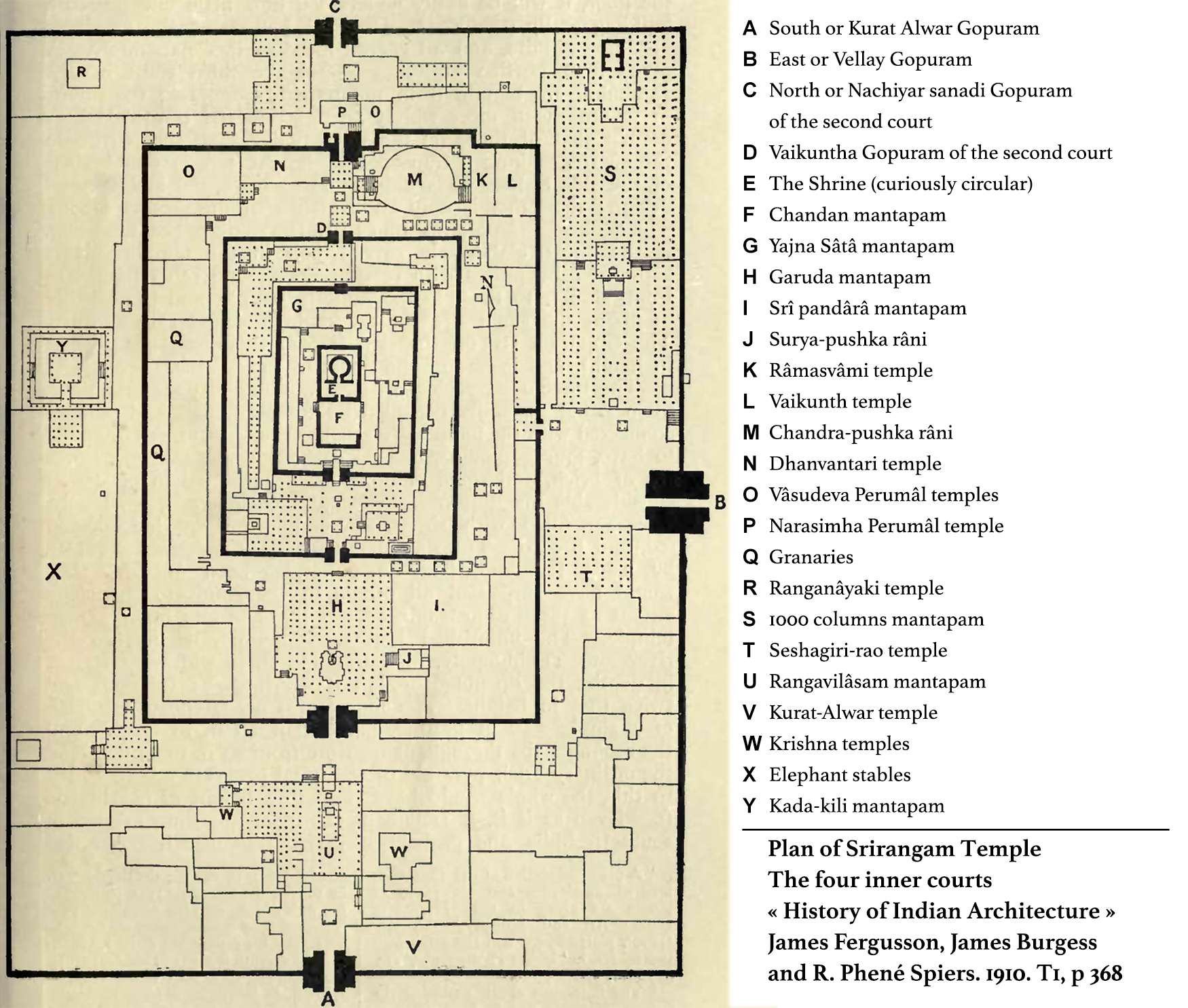
Plan du Sri Ranganatha Swamy in « History of Indian and Eastern architecture », 1910, T 1, p. 368

À la suite des destructions commises par les musulmans au XIVe siècle, les reconstructions se font dans un style chola typique. Les portes monumentales, gopura, s'élèvent à proportion de la longueur des enceintes qu'elles ouvrent. Ces enceintes qui ne sont pas nécessairement concentriques correspondent à l'accueil de nombreux bâtiments, en plus du temple principal. Ce sont des temples annexes et un grand bassin sacré. Après l'effondrement du royaume de Vijayanagara, au XVIIe siècle, les royaumes Nayaka (en), devenus indépendants, participent à ces agrandissements spectaculaires, en particulier avec de vastes salles hypostyles et diverses galeries. Certaines conservent encore aujourd'hui leurs peintures d'origine. Les piliers, de section rectangulaire, qui portent un soutien d'entablement à fleurs, présentent parfois des séries de figures en bas-relief, toutes différentes comme à Hampi. Mais certains d'entre eux, comme dans l'allée médiane de la salle aux mille piliers du Minaksi à Madurai, sont des piliers composites aux animaux fabuleux, souvent le lion cornu avec ou sans trompe d'éléphant qui se dresse sur un makara. Ces cohortes envahissent l'espace avec une énorme énergie. Il s'agit aussi parfois d'un oiseau colossal chevauché ou d'un cheval cabré et monté. Ce dernier motif répété tout au long d'une galerie, à Srirangam, tout en décrivant une scène de chasse, produit un effet spectaculaire certain. Un procédé analogue, avec un motif semblable mais encore plus colossal, rythme la salle hypostyle du grand mandapa de Kanchipuram, le Varadaja, datant probablement de la première moitié du XVIIe siècle.

## Le style bengali auxXVIIe–XIXesiècles
Le terrain spongieux et le climat humide ont eu raison des temples anciens du Bengale. Mais aux XVIIe et XVIIIe siècles, sous la dynastie indo-népalaise des Malla, des temples construits en latérite ou en terre cuite ont subsisté. Ces temples sont élevés sur une plate-forme et ont cette caractéristique d'une toiture convexe, qui reproduit exactement celle des huttes en bambous des paysans de la région. À Vishnupur (ou Bishnupur) on rencontre deux types de temple. 1 : Sous un toit unique une simple salle, thâkurbari, abritant un autel sur un de ses côtés, dispose d'une galerie pourtournante intérieure. 2 : Sous un double toit, jor-bânglâ, à salle unique et 2 toits convexes accolés. Ils sont réunis entre eux par une petite structure carrée, au toit convexe et formant lanterneau. Le Kestaraya, temple double de ce type, mesure environ 13 m de côté et 16 m de hauteur. Le sanctuaire est alors au centre de la salle. Ce type d'architecture a servi de référence pour les temples ultérieurs propres au Bengale, comme le célèbre Dakshineshwar, de Calcutta.

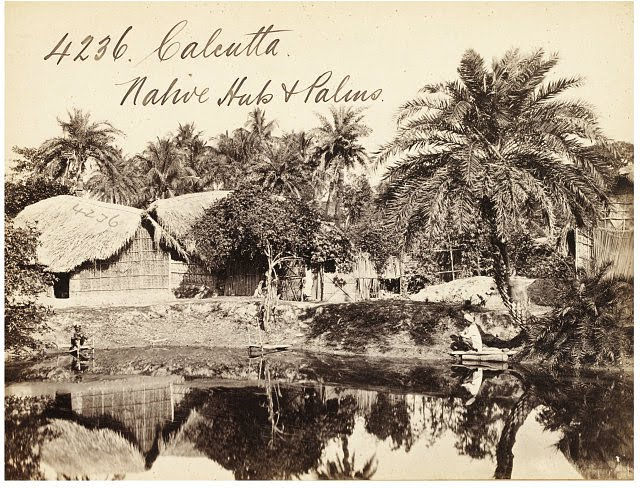
Habitat des paysans du Bengale, XIXe siècle. Carte postale : Francis Frith Co., v. 1860s. Papier albuminé / négatif verre - collodion humide
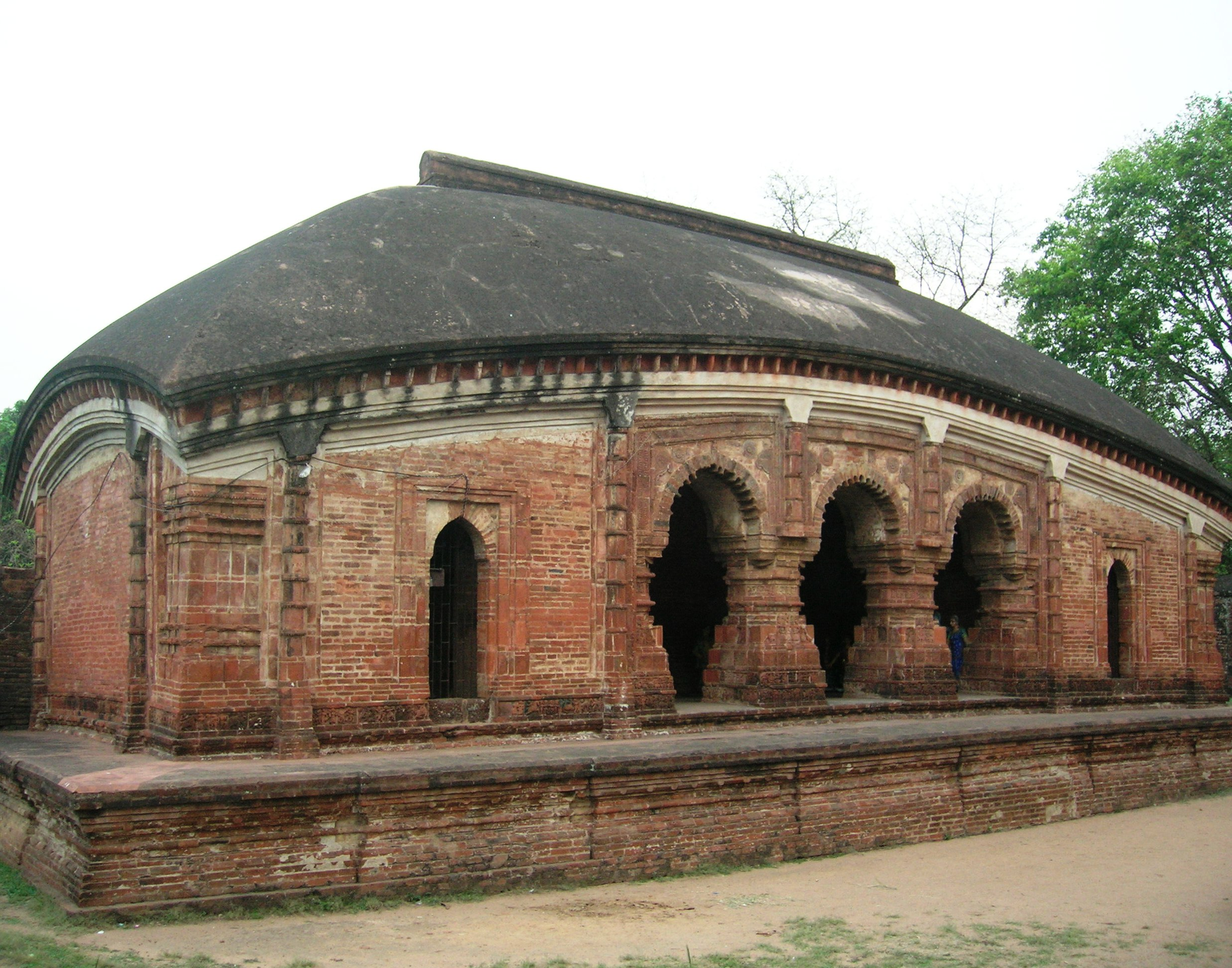
Temple de style bengali à salle unique, simple. Toit convexe, structure en brique. Bishnupur
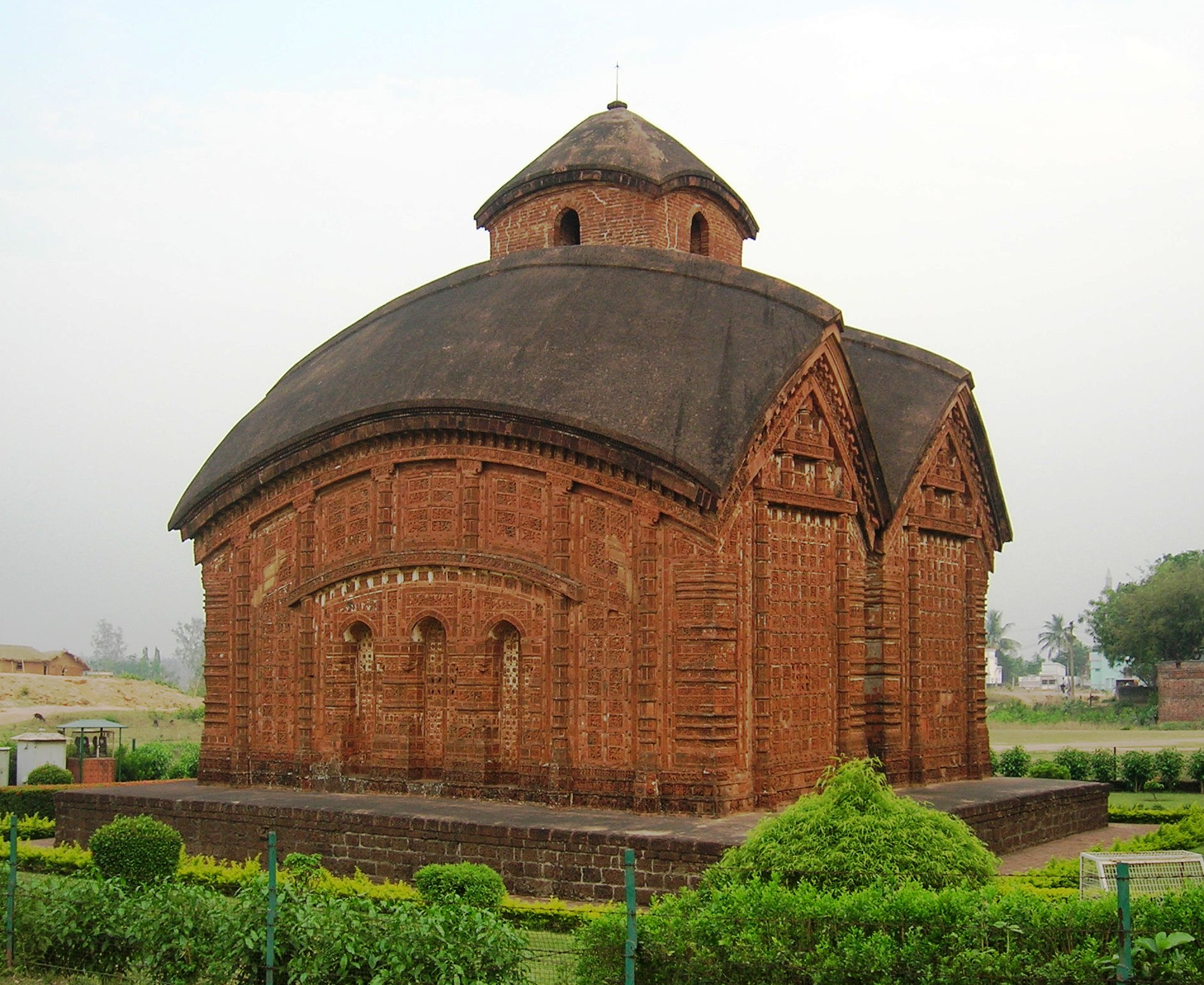
Le Kestaraya, temple double, Vishnupur, 1726, District de Bankura, Bengale-Occidental
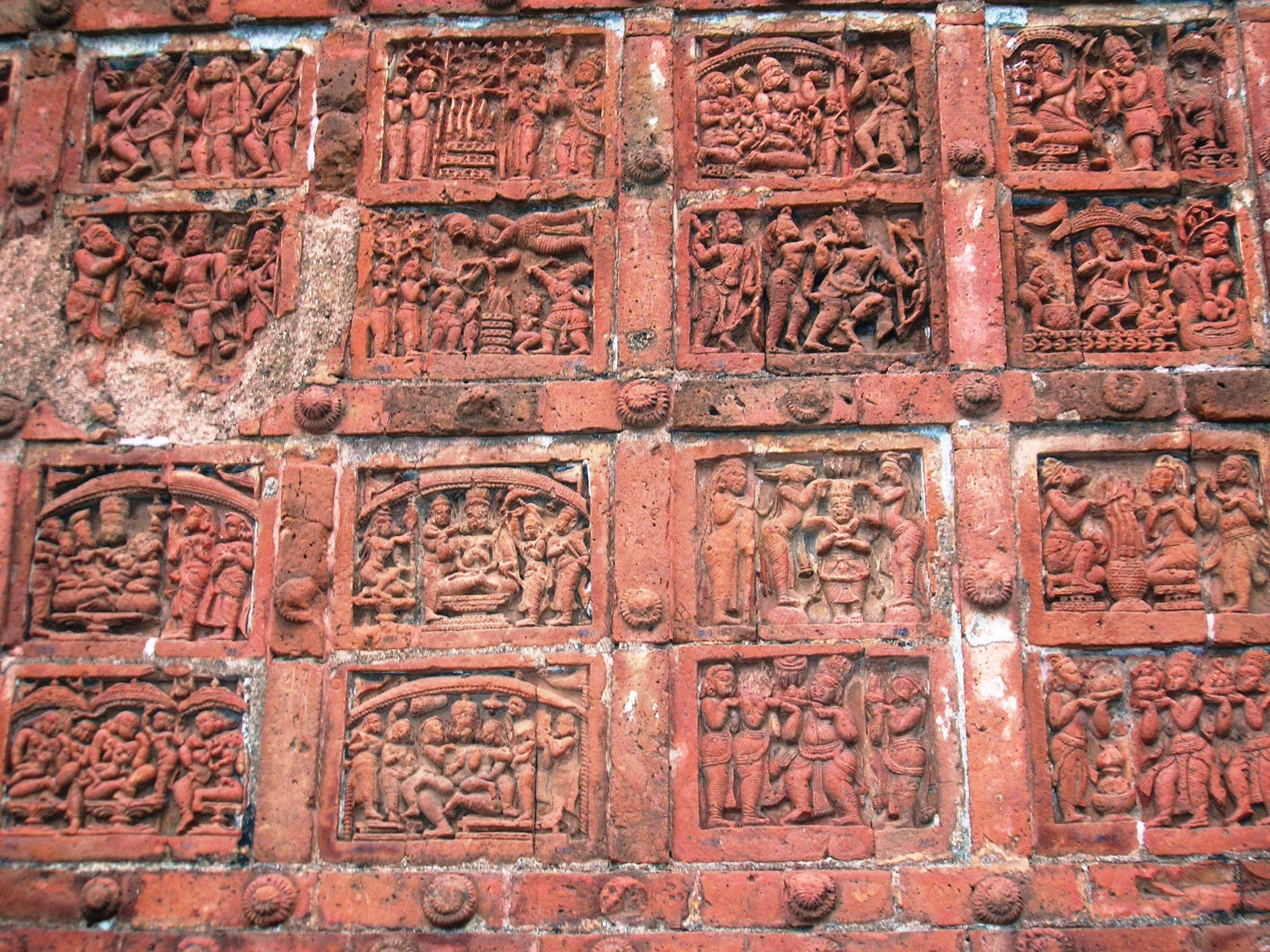
idem: plaques de terre cuite à bas-reliefs : poèmes épiques et vie quotidienne
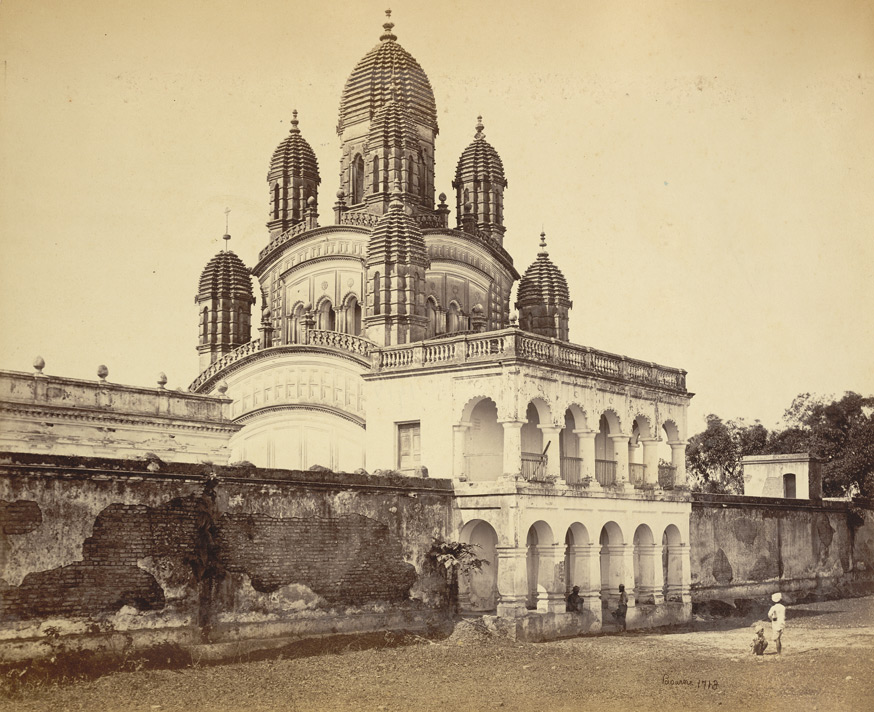
Le Dakshineshwar, à Calcutta, bâti vers 1850. Photo de 1865

## Architecture moderne et contemporaine
Le style éclectique qui domine très largement la création architecturale en occident au XIXe siècle se prolonge au début du XXe siècle, en particulier dans les pays colonisés. On y introduit de nouveaux matériaux et modes de construction, l'industrialisation, et cette forme d'assemblage de divers styles, jugés caractéristiques du pays. Ainsi au Lakshmi Narayan de New Delhi se retrouvent des références au style deul des sanctuaires de l'Orissa et le jeu des arcades mogholes. Ce principe se poursuit en plein période de modernisme architectural dans l'architecture civile, la construction de temple hindouistes favorisant cette assimilation de diverses références traditionnelles indiennes, comme au Birla Mandir à Hyderabad, Télangana (anciennement Andhra Pradesh). Des établissements notamment aux États-Unis proposent un enseignement sur les règles du Vastu shastra et de leur intégration avec les contraintes de l'architecture moderne. Le jeu des références trouve, ici, pleinement, le socle sur lequel travailler au XXIe siècle et à s'exporter auprès des communautés dispersées dans le monde. Le temple d'Iraivan, aux îles Hawaii, et entièrement en granit, se réfère explicitement à la tradition des temples tamil, en l'adaptant à l'échelle du projet d'une modeste communauté qui ressent le besoin de retrouver un lien avec sa terre d'origine.
La création architecturale contemporaine peut aussi s'employer à concrétiser, sur le plan architectural, des formes symboliques puissantes comme les diagrammes mystiques. Ainsi le Devipuram (en), Andrah Pradesh, constitue aujourd'hui un lieu de pèlerinage apprécié en raison de sa transposition dans l'espace du Shri yantra. Lequel est encore une image de la déesse, Shri Lalita ou Tripura Sundari, la déesse « des trois mondes », avec une déclinaison du triangle dans l'espace architectural.
Le post-modernisme architectural a encore ici de beaux jours, car il offre la possibilité de copier des morceaux dans l'architecture traditionnelle et de les coller, sans plus, sur des blocs habillés à la mode contemporaine. Cet effet d'emballage est très simple à obtenir avec un joli verre bleuté, comme à Bangalore pour le Radha Krishna-chandra, inauguré en 1994 alors que la ville était en plein développement, capitale de la « Silicon Valley » indienne.

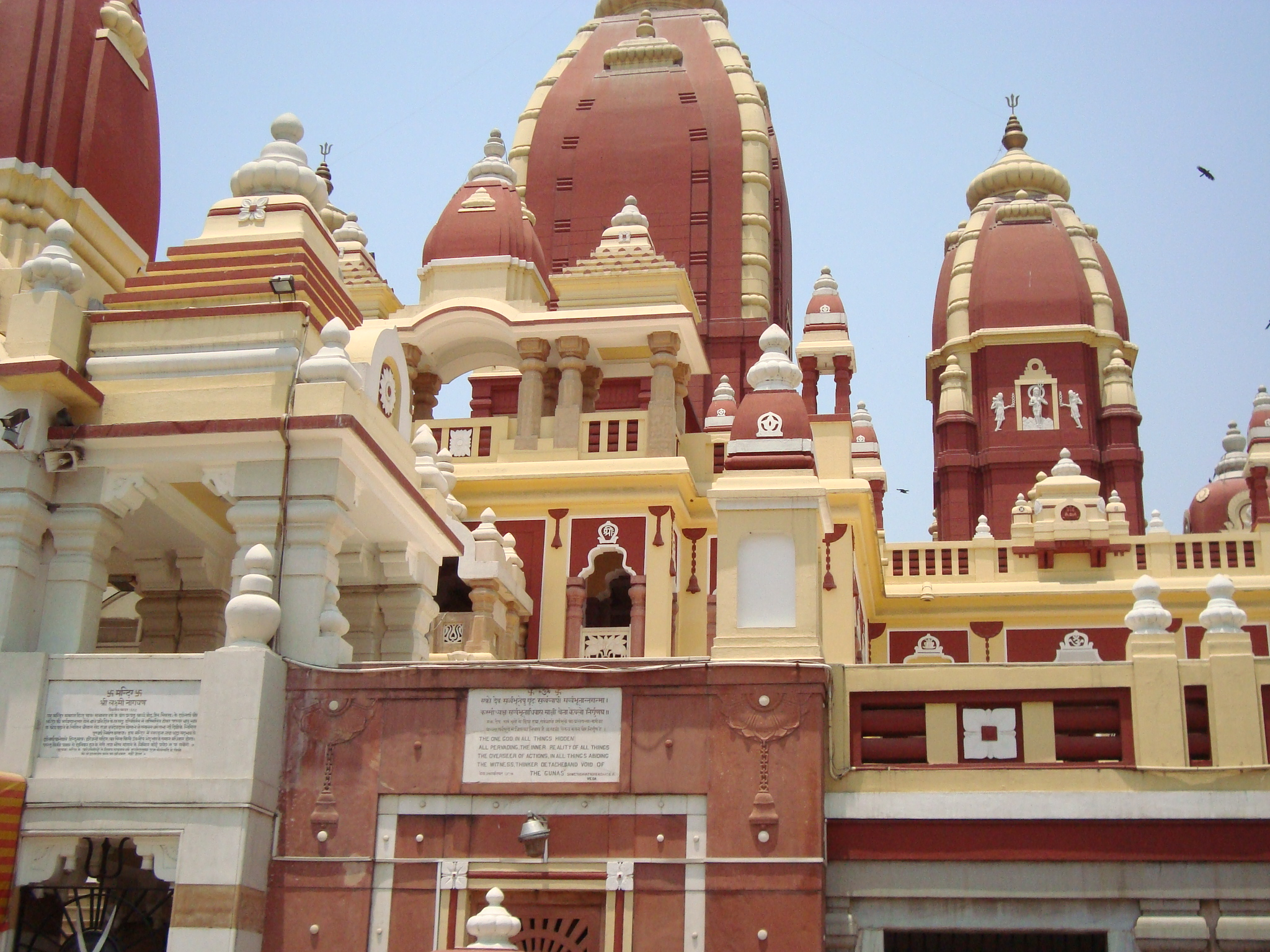
Le Lakshmi Narayan, New Delhi, 1938.
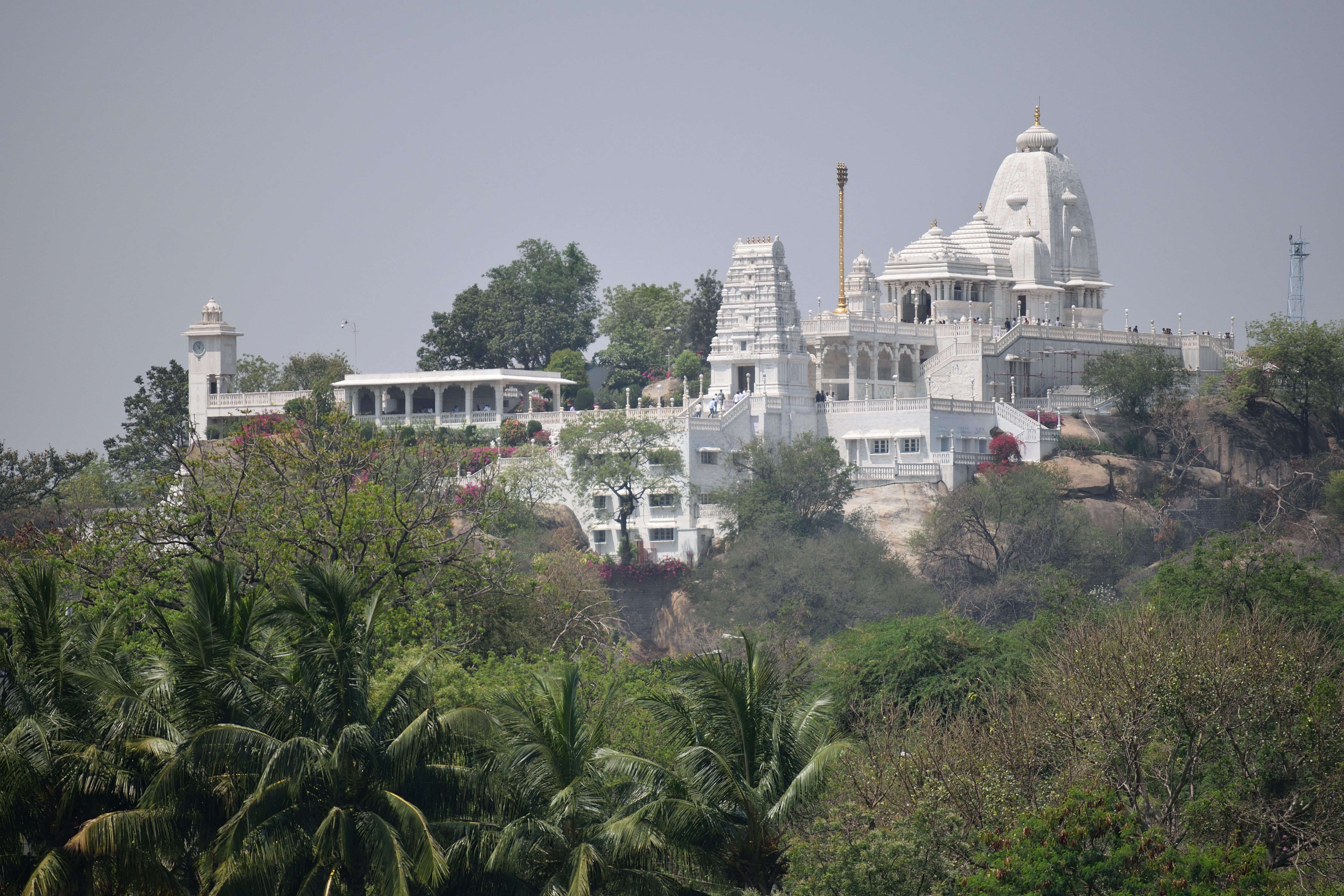
Le Birla Mandir à Hyderabad, 1970.
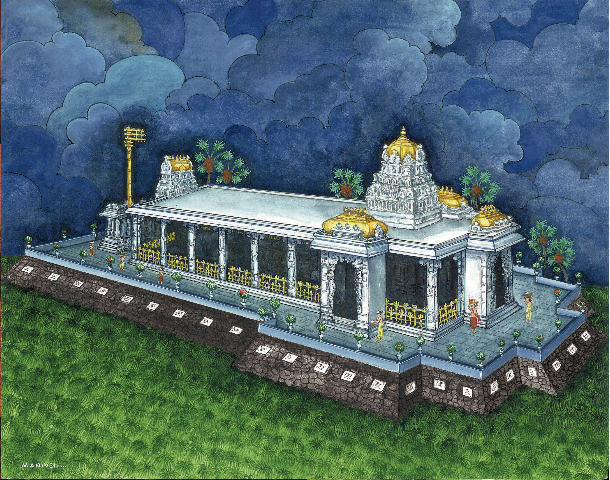
Le temple d'Iraivan, représentation perspective du projet aux îles Hawaii.
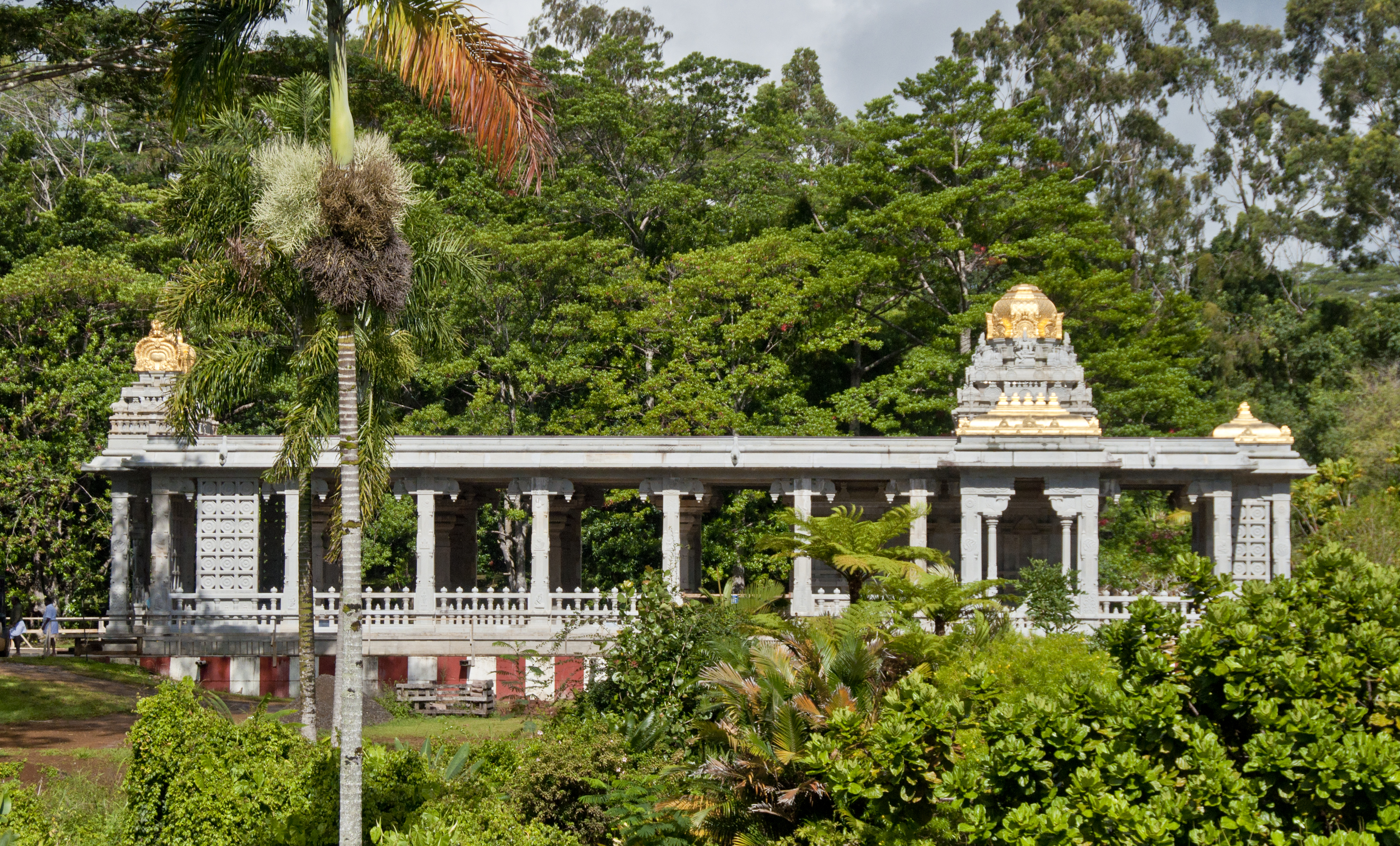
Le temple achevé.
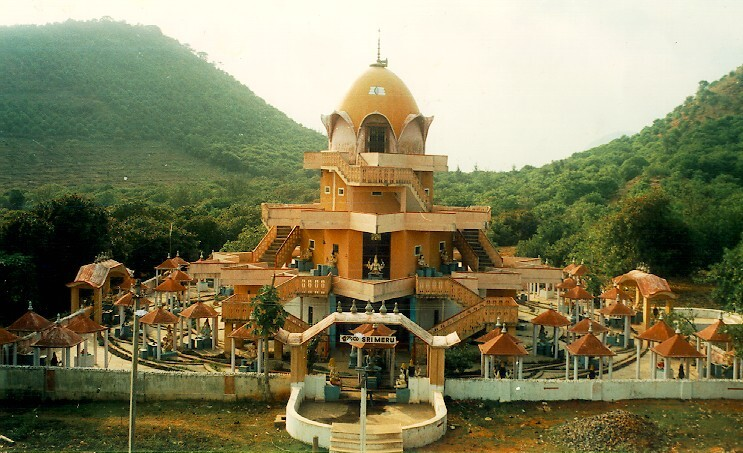
Le Devipuram, Andhra Pradesh. 1985-1994. Composé d'après le Sri Yantra.
Le diagramme mystique Sri Yantra, mis en couleurs au format svg.
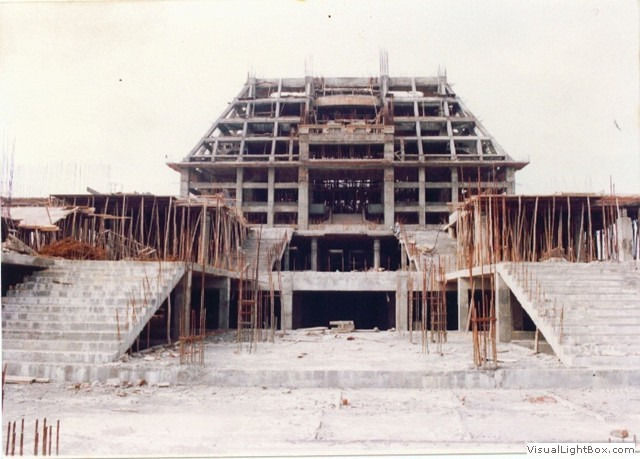
Le chantier du Radha Krishna-chandra à Bangalore, Karnataka.
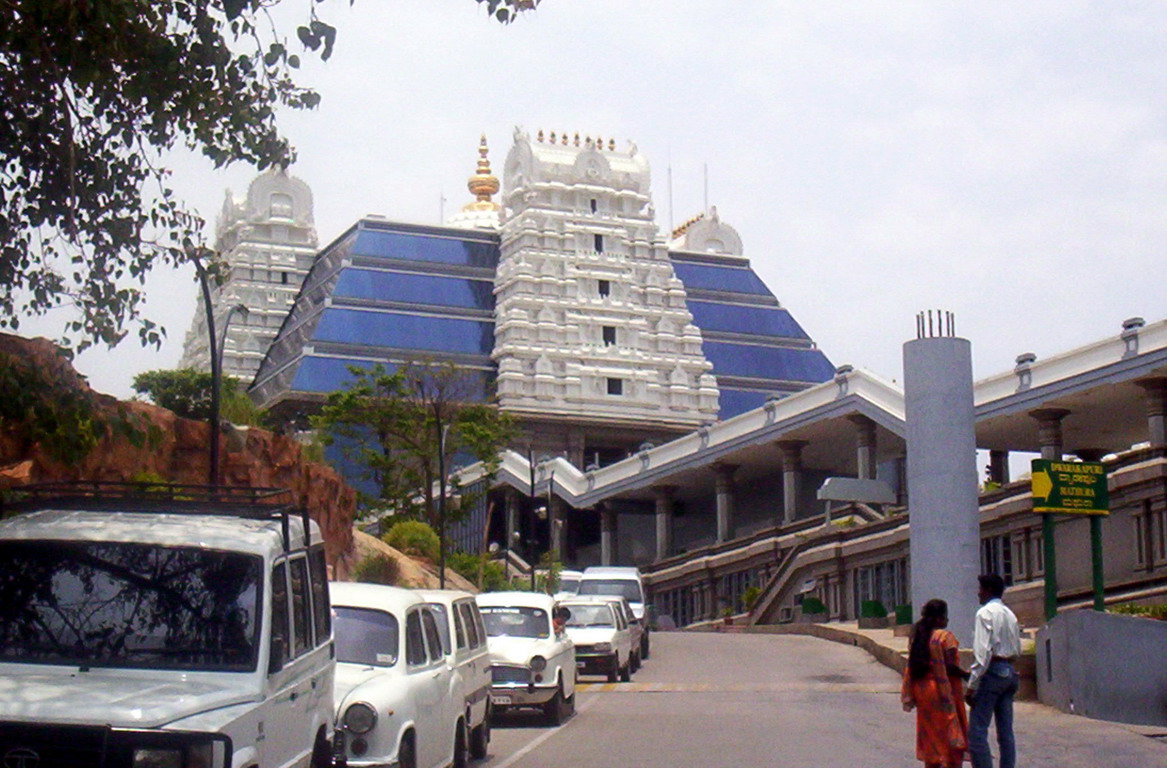
Le Radha Krishna-chandra Temple. Bangalore, 1997.
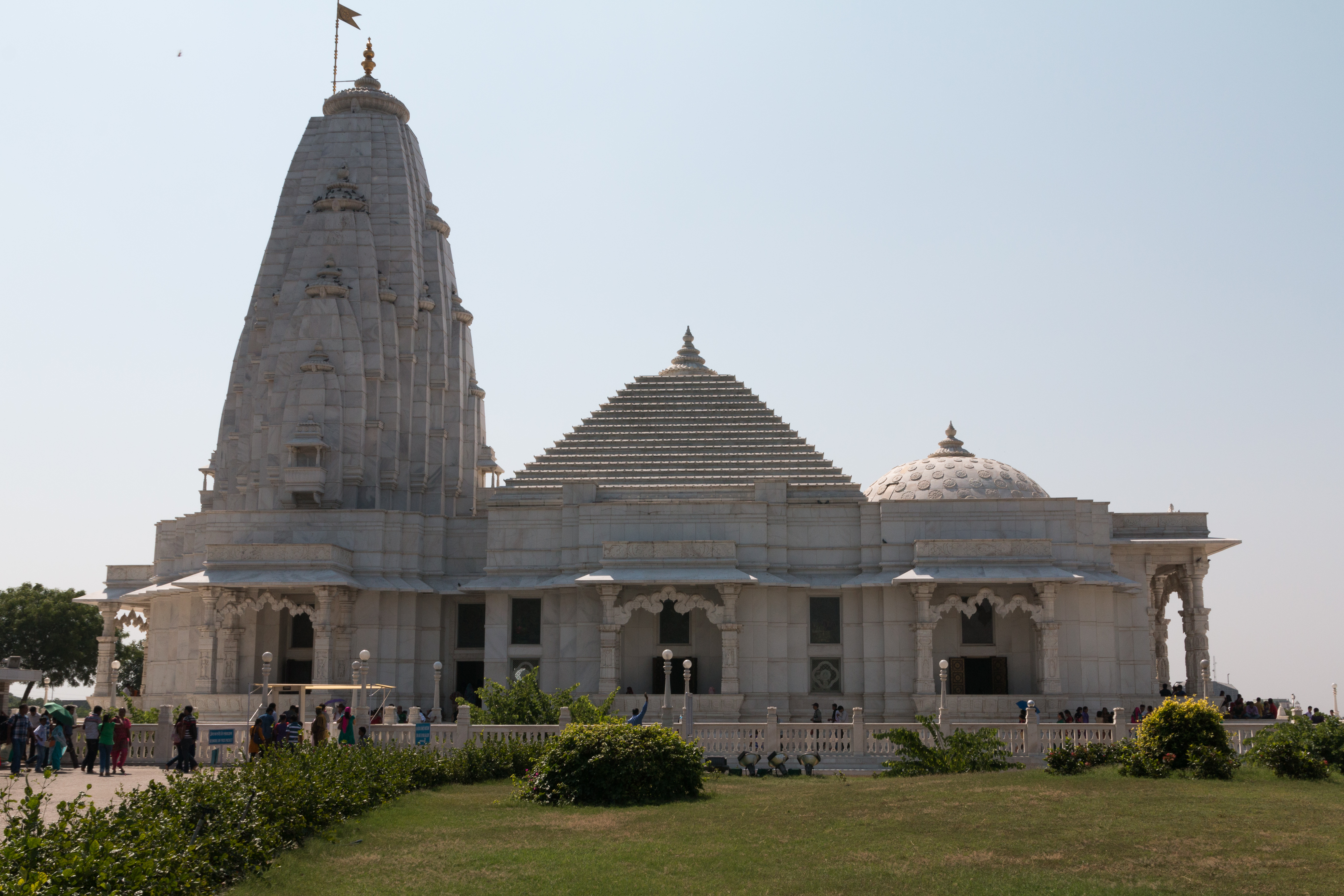
Le Lakshmi Narayan Mandir, Jaipur, État du Rajasthan, Inde, 1988.

## Vocabulaire

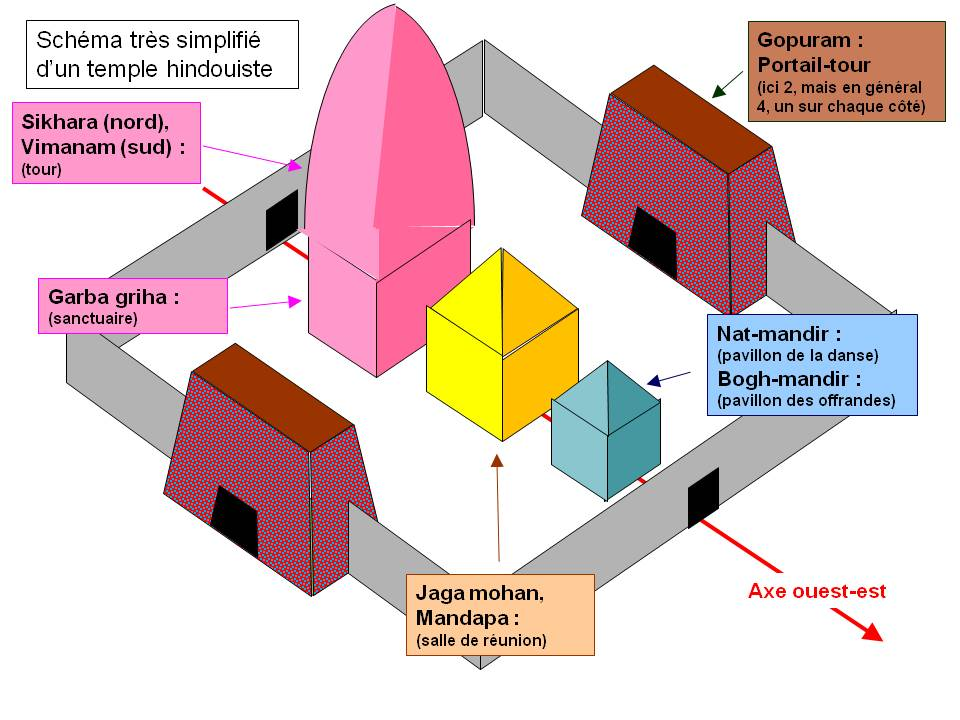
Schéma simplifié d'un temple hindouiste

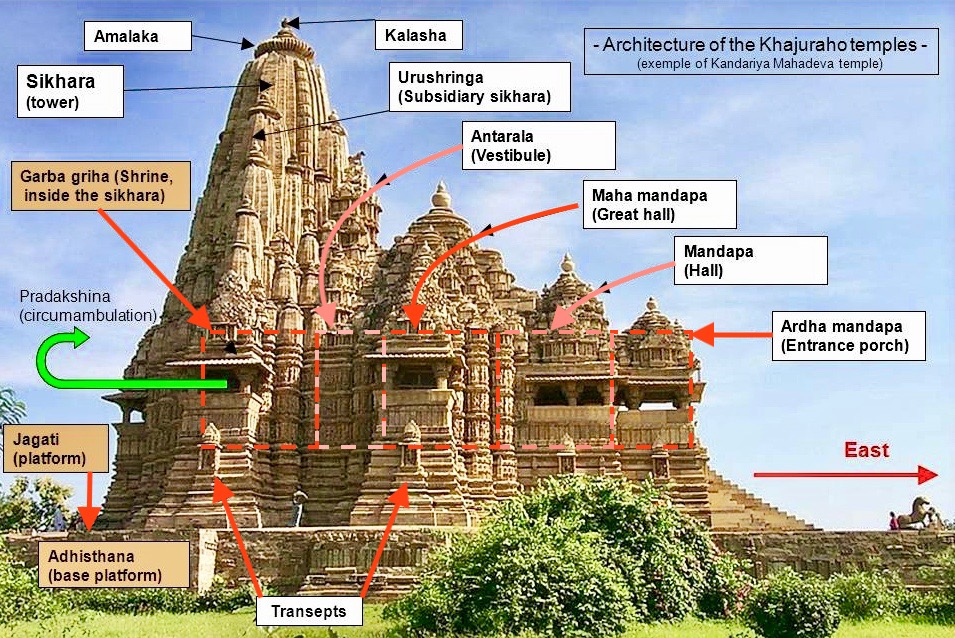
Description du Kandariya Mahadeva de Khajurâho

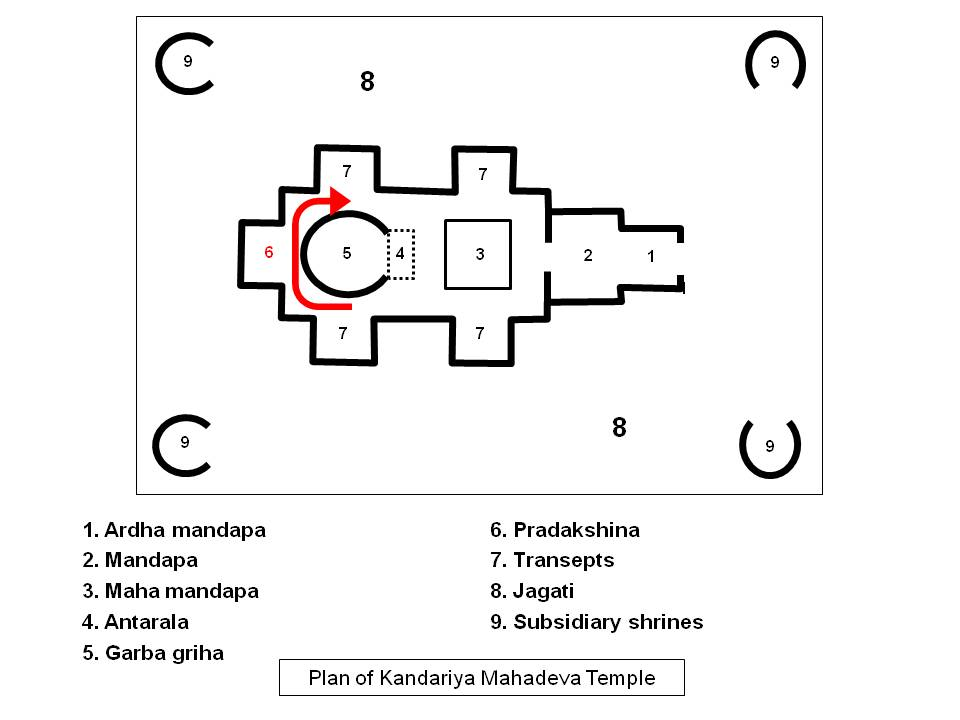
Plan simplifié du temple de Kandiriya Mahadeva à Khajurâho

Les principaux concepts dans l'architecture des temples hindous sont les suivants :
Adhishthana
(IAST adhiṣṭhāna) C'est le support de la plateforme sur laquelle est construit un temple. Il est souvent couvert de sculptures. Aussi appelé pīṭha.
Amalaka
(IAST āmalaka) C'est un disque de pierre aux bords arrondis et côtelés, situé en haut de certaines tours de temples (Shikharas, IAST śikhara). À son sommet, se trouve le kalasam (ou kalasha) ('vase') en forme de bulbe.
Antarala
(IASTantarāla) C'est une antichambre entre le garbha griha (Saint des Saints) et le ou les mandapas (les salles principales du temple). Il est typique des grands temples du nord de l'Inde tels que ceux de Khajuraho.
Antarmaṇḍala
C'est l'enceinte qui délimite l'aire sacrée. Elle est, généralement, de forme carrée.
Deula (ou Deul) 
C'est un nom synonyme de temple hindouiste en Orissa. L'architecture Kalinga de cette région distingue trois types de bâtiment :
- Rekha deula : bâtiment de plan carré en forme de pain de sucre comme un shikhara. Abrite généralement le cœur du sanctuaire
- Pitha deula : bâtiment de plan carré avec un toit en forme de pyramide comme un vimana. Pour des halls ou des salles du temple.
- Khakhara deula : bâtiment de plan rectangulaire, inspiré par les gopuras de l'Inde du Sud.

Garbha griha
Également dénommé Sreekovil dans le sud de l'Inde. C'est le sanctuaire proprement dit, le cœur du temple ou se trouve la statue ou l'image de la divinité vénérée. Il est parfois entouré d'un espace appelé Chuttapalam où se trouvent les statues d'autres divinités
Gopura (ou Gopuram)
Ce sont des tours-portails d'accès au temple, généralement situées au milieu des murs d'enceinte. Ils sont en forme de très hautes tours très richement décorées. Ils sont souvent plus hauts que le sanctuaire, moins haut dans ce genre d'architecture. Ils sont typiques de l'architecture dravidienne et de l'Inde du Sud.
Jaga mohan
C'est une salle d'assemblée située entre l'entrée et le garbha griha. Plus particulièrement dans l'Orissa.
Jagati
Désigne une surface surélevée, une plateforme ou une terrasse sur laquelle le temple est construit. Elle repose sur une base surélevée appelée Adhishthana.
Kalasha (ou kalasam)
Pierre en forme de vase (kalasha) surmontant l'amalaka au sommet des tours de certains temples hindouistes.
Mandapa
(IAST maṇḍapa) Parfois orthographié mantapa ou mandapam. Désigne une salle des colonnes à l'extérieur, ou un pavillon pour des rituels publics
Dans les temples de Shiva, on rencontre parfois un Nandi mandapa qui expose une sculpture du taureau Nandi monture de Shiva regardant vers le centre du temple .
- Ardha Mandapa - Espace intermédiaire entre l'extérieur du temple et le garbha griha, ou les mandapas intermédiaires quand ils existent.
- Asthana Mandapa - Salle de l'Assemblée
- Kalyana Mandapa - dédié à la célébration du mariage rituel du Seigneur avec la Déesse.
- Maha Mandapa - (Maha=grand). C'est le plus grand des mandapas quand il y en a plusieurs. Cette salle est utilisée pour des discours religieux.
- Nandi Mandapa (ou Nandi mandir) - Dans les temples de Shiva, pavillon avec une statue du taureau sacré mythologie, qui regarde vers la statue ou le lingam de Shiva.

Mandir
Ce nom désigne simplement un temple hindou. Mais le terme apparaît dans des noms composés pour des bâtiments spécialisés à l'intérieur des temples :
- Nata mandira (ou Nat mandir) : pavillon de la danse, utilisé pour des danses rituelles.
- Bhog mandir (ou Bhoga mandira) : pavillon pour les offrandes apportées par les fidèles à la divinité.

Panchayatana
(IAST pāñcāyatana) Vient de Pañca (=cinq) et āyatana (=demeure). Se dit des temples qui comportent quatre sanctuaires secondaires autour du sanctuaire principal. Les temples étant bâtis sur un axe ouest-est, ces quatre temples se trouvent sur les points cardinaux secondaires : nord-est, sud-est, sud-ouest, nord-ouest.
Pradakshina ou ParikramaC'est un espace de circumambulation permettant aux fidèles de tourner autour de la statue ou de l'image de la divinité vénérée.
Prakara (ou Prakaram)C'est l'enceinte extérieure d'un temple, plutôt en Inde du Sud.
Ratha
À l'origine, c'est un terme sanskrit signifiant char. En particulier les chars de procession, transportant la divinité lors des fêtes. En architecture, ce nom a été donné à des bâtiments représentant plus ou moins un char de procession
Ce terme est également utilisé dans le vocabulaire technique architectural, pour désigner des structures en saillie sur les parois des temples. Dans ce cas, ils portent souvent la statue d'un gardien surveillant l'extérieur ou une niche avec la statue d'une divinité .
Shikhara (nord de l'Inde) ou Vimana (sud de l'Inde)
(IAST śikhara et vimāna) C'est la construction en forme de tour plus ou moins haute au-dessus du garbhagriha. C'est la partie la plus haute et la plus visible du temple.
Transept
Certains temples, tels que les grands temples de Khajuraho présentent un ou deux axes transversaux formant ainsi des transepts (sans aucun lien avec une forme en croix). Ces transepts se terminent par un balcon couvert qui apporte lumière et aération à l'intérieur du temple. Ce concept n'existe toutefois pas dans les textes sanskrits. Les saillies du temple s'appellent ratha.
Urushringa
C'est un shikhara secondaire, moins haut que le shikhara principal et accolé contre lui pour renforcer l'impression de montagne en ressemblant à un ensemble de collines autour d'un sommet plus élevé.